# Nationale Maatschappij van Buurtspoorwegen

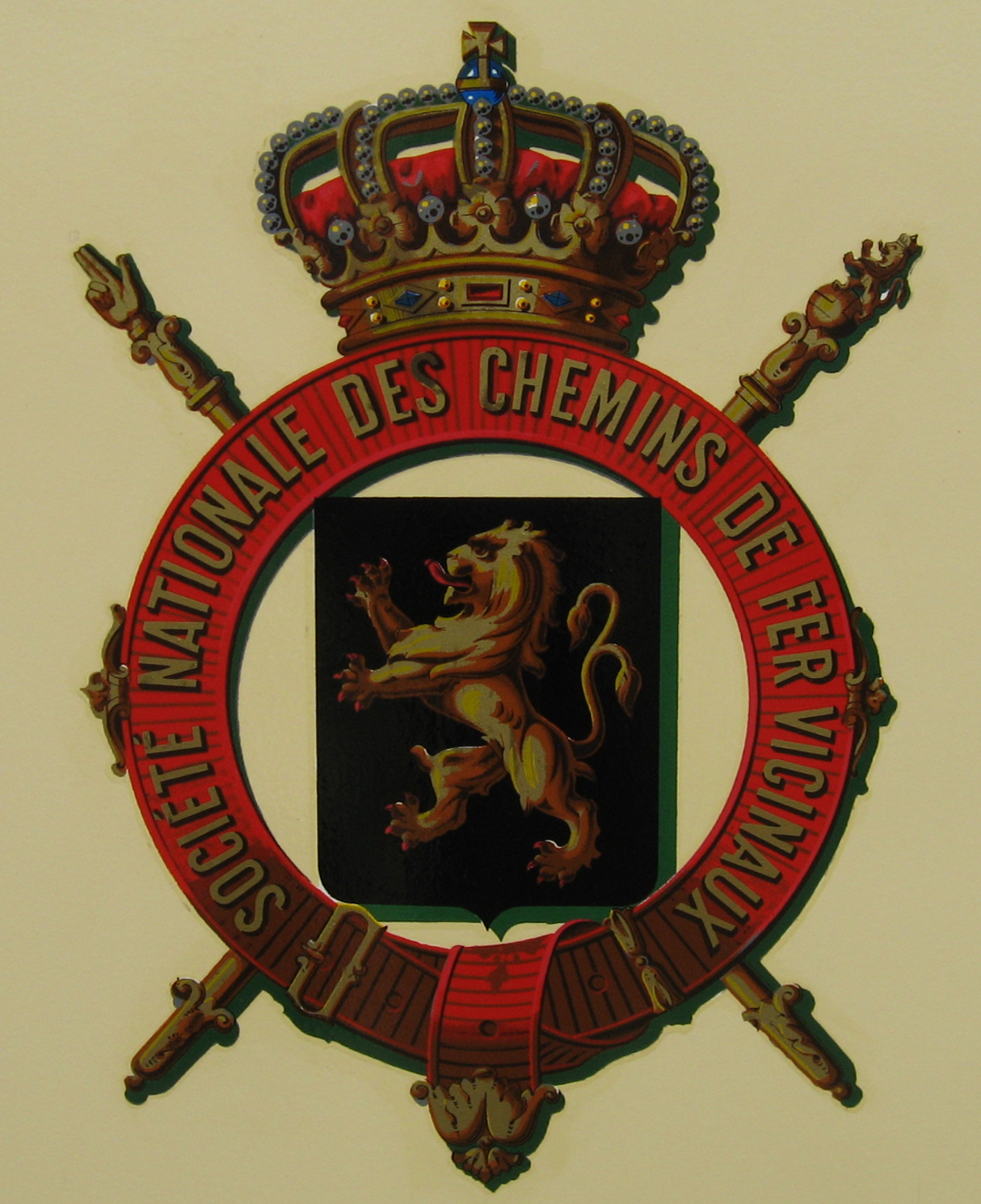
Logo van de NMVB (Franstalige versie)

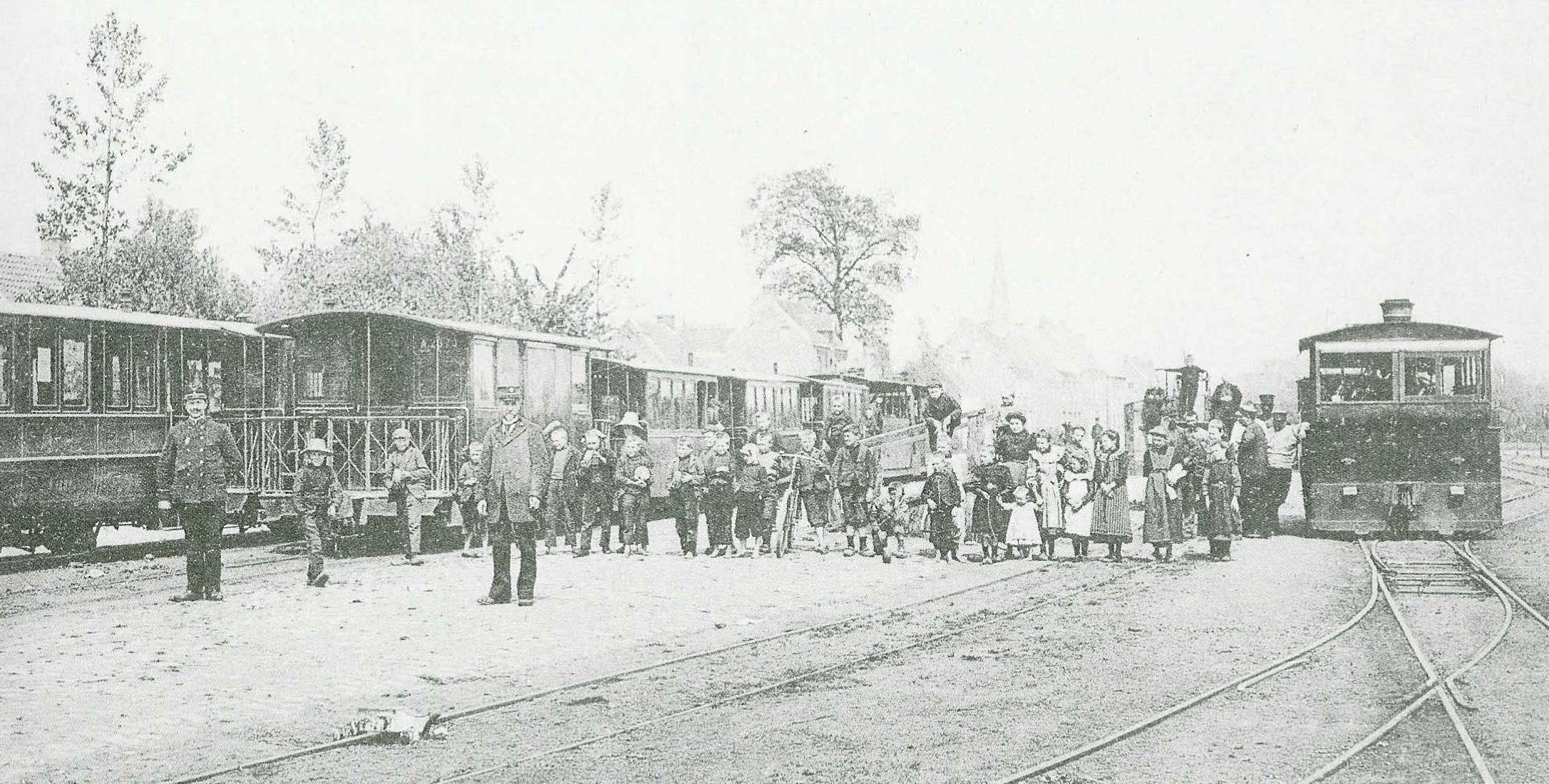
Foto uit de begintijd van het tramstation van Ursel

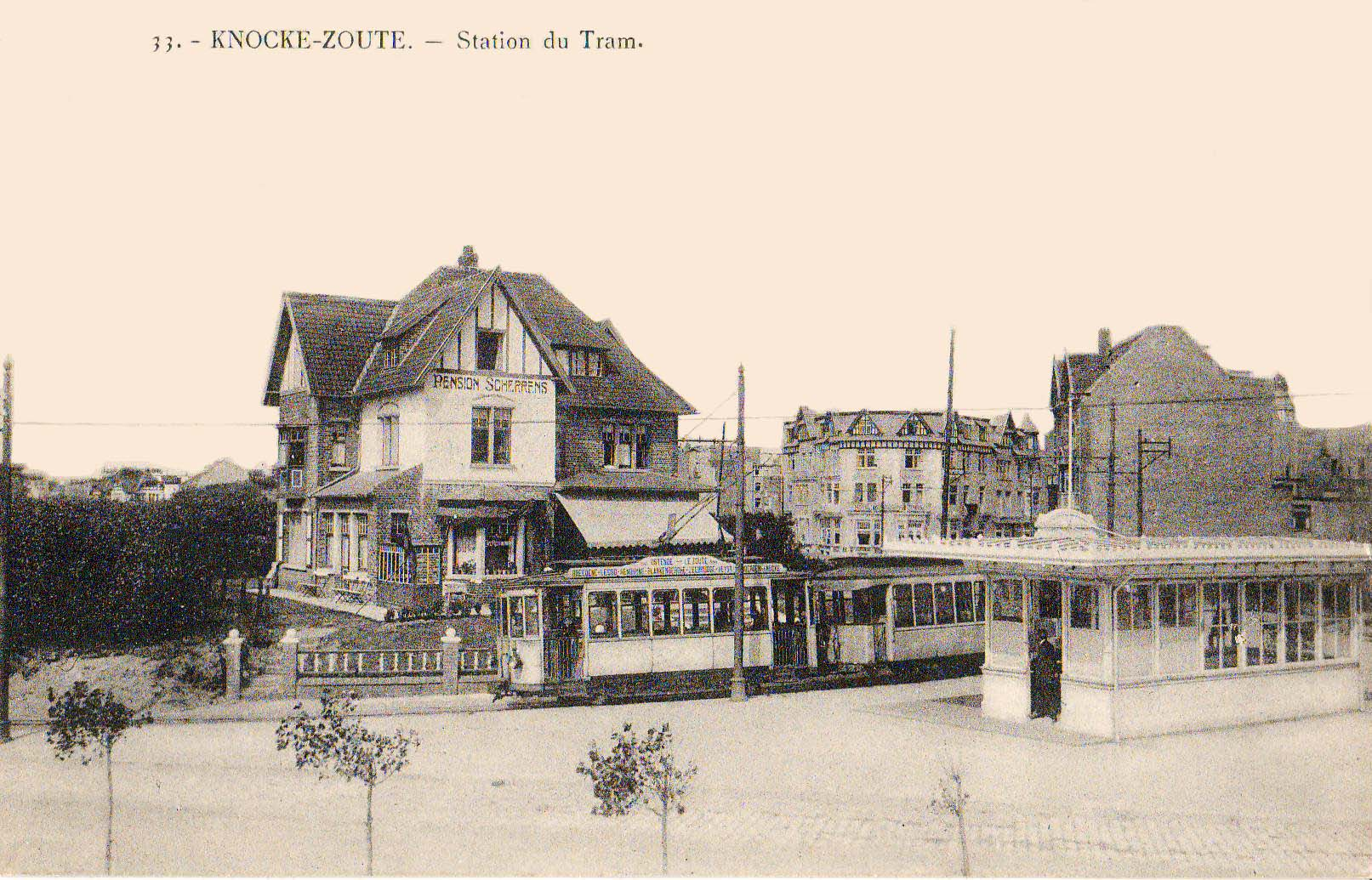
Tramstation van de vroegere NMVB op de lijn van de Kusttram te Knokke

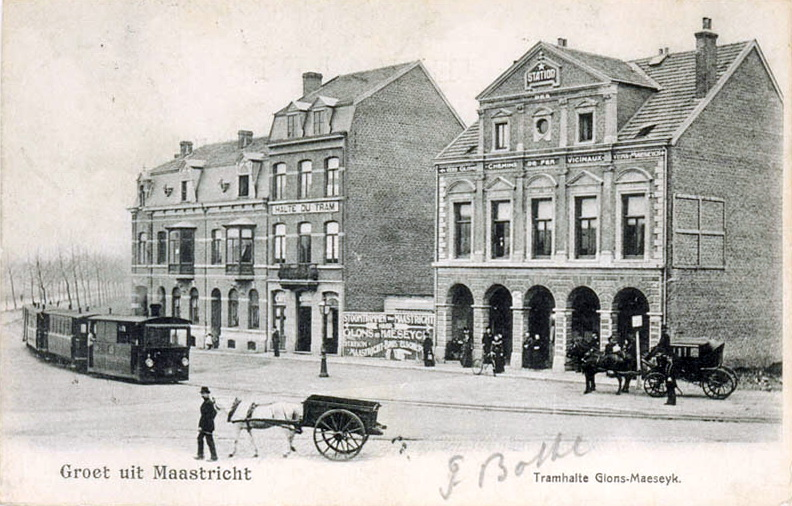
Stoomtram uit Glaaien bij het station van de Chemins de Fer Vicinaux in Maastricht, circa 1900

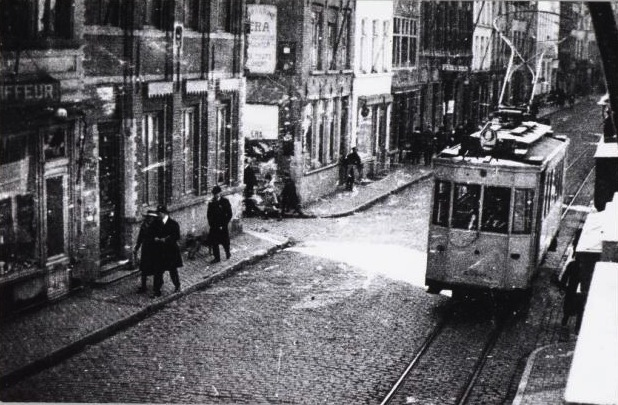
Stadstram lijn 2 omstreeks 1920 in Brugge

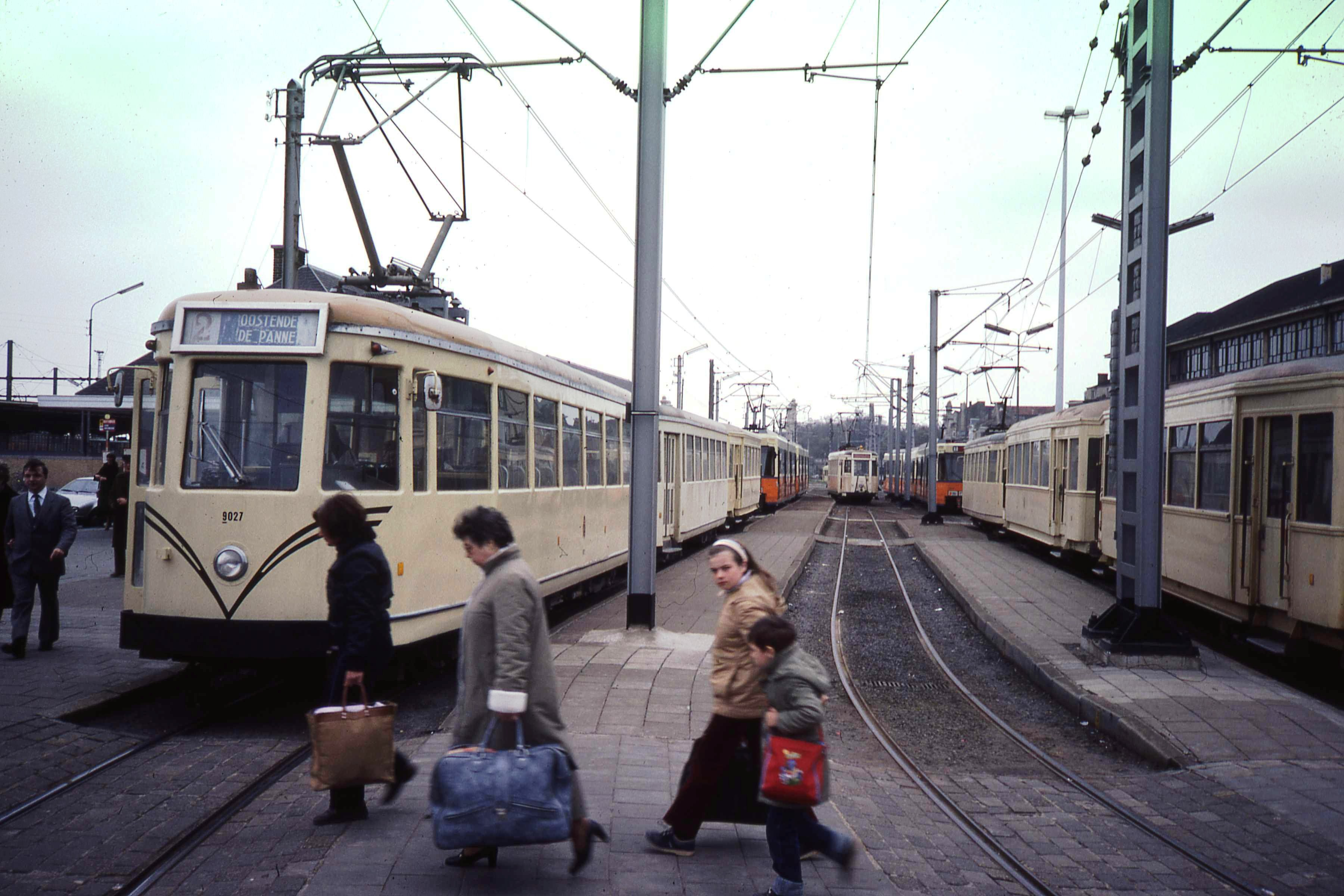
Een Type S-Oostende motortrams die meerdere aanhangrijtuigen trokken. De gelede trams die deze trams hebben vervangen, zijn in de achtergrond zichtbaar

De Nationale Maatschappij Van Buurtspoorwegen (afkorting NMVB), of in het Frans "Société Nationale des Chemins de fer Vicinaux" (afkorting SNCV), was het nationaal streekvervoerbedrijf in België.
De NMVB werd door de staat opgericht op 29 mei 1884 en had de taak om tramwegen aan te leggen in de gebieden die niet per trein zouden worden ontsloten. Onder het beheer van de NMVB werd een groot tramwegnetwerk opgebouwd. Dit tramwegnet is later ingekrompen en op een paar lijnen na vervangen door buslijnen. In 1991 werd de NMVB opgesplitst in een Vlaamse maatschappij (De Lijn) en een Waalse maatschappij (TEC). In het verleden werd de buurttram van de NMVB ook wel de boerentram genoemd, omdat deze de boeren van het platteland naar de stad vervoerde.

## Geschiedenis

### Begintijd
In juli 1885 werd het eerste tramtraject Oostende- Middelkerke Dorp - Nieuwpoort geopend. Een klein gedeelte van de oorspronkelijke lijn, tussen Lombardsijde en Nieuwpoort, werd tot in mei 2019 nog steeds bereden door de Kusttram. Na mei 2019 alleen nog een klein stukje te Nieuwpoort-stad (maar wel in moderne vorm). Oorspronkelijk werd stoomtractie gebruikt, maar al in 1894 begon NMVB met het elektrificeren van haar net. Brussel (Rouppeplein) - Kleine Hut werd de eerste lijn met elektrische tractie. Vlak voor de Eerste Wereldoorlog beschikte de NMVB over 200 km spoor met elektrische tractie. Het totale NMVB-net bedroeg toen al 4095 km, nauwelijks minder dan het "groot" spoorwegnet van 4722 km.
De NMVB heeft voor de Eerste Wereldoorlog twee lijnen gekend die gedeeltelijk met paardentrams werden uitgebaat: Station Tielt - Tielt Markt en Antwerpen (Klapdorp) - Merksem (kleine Barreel).
Uit zuinigheidsoverwegingen werden tramlijnen veelal pal naast de weg aangelegd en wisselden nogal eens van wegkant; (ook) daarom werd er veel geclaxonneerd door de trams. Maar er waren ook delen die dwars door de velden gingen, tussen huizen door, om dorpen heen, door dorpen heen, via tramtunnels of een trambrug, over een smalle rand naast een ravijn, enz. Als er geen vrije baan aan de zijkant was lag het spoor meestal in het midden of aan één kant van de straat. Spookrijden tegen het autoverkeer in was dan ook héél gewoon. Tot ± 2017 kwam het nog voor op de reguliere tramlijn te Anderlues en tot 1993 op lijn 90 Anderlues - La Louvière; daarvoor op vele andere lijnen in Wallonië en Vlaanderen. Wisselplaatsen lagen soms midden op straat. Spoorlijnen werden soms gelijkvloers gekruist, maar ook wel met een viaduct, dat soms met een grote boog om de spoorwegovergang heen ging.
Naast het streekvervoer heeft de NMVB, als aanvulling op de streeklijnen, in verschillende steden elektrische stadsnetten opgezet en uitgebaat (Brugge, Doornik, Leuven, Mechelen, Namen, Oostende). In steden zoals Brussel, Charleroi en Luik, die een eigen stadsvervoerbedrijf hadden, hebben de buurtspoorwegen op eigen stadslijnen gereden in concurrentie met de stadsvervoerbedrijven. In sommige drukbevolkte agglomeraties zijn elektrische streeknetten opgezet, zoals in:
- regio Kortrijk (tot in Menen en Moeskroen)
- regio Bergen en de Borinagemijnstreek
- regio La Louvière - Manage – Binche
- regio Hasselt - Genk

### Kapitaalstructuur
In de oprichtingswet voor de buurtspoorwegen trad de NMVB als holdingmaatschappij op. Voor iedere lijn of groep van lijnen werd een aparte maatschappij (kapitaal) opgericht. De aandeelhouders waren de staat (voor 50%), de betrokken provincie (tussen de 25% en 33%) en de gemeentes die bediend werden door de lijn. Soms waren er ook private aandeelhouders (bedrijven) die deelnamen aan het kapitaal. De meeste gemeentes hadden onvoldoende geld om hun deelname volledig te storten. Hiervoor werden leningen afgesloten met staatsgarantie en de gemeentes moesten elk jaar hiervoor interesten betalen. In de praktijk werd het dividend hiermee verrekend en afhankelijk van winstgevendheid kon er zelfs een nettodividend uitbetaald worden. In de verdeling van de opbrengsten was er na de betaling van het eerste dividend een mechanisme ingebouwd waarbij een gedeelte van het overschot bij de sterke lijnen gebruikt kon worden ter ondersteuning van de zwakke lijnen. Bij uitbreidingen werd een bestaande kapitaalmaatschappij uitgebreid of werd een nieuwe kapitaalmaatschappij opgericht. Sommige van deze "kapitalen" zijn later gefuseerd. Elk kapitaal heeft een eigen nummer, in volgorde van oprichting.

1 = Antwerpen – Hoogstraten – Turnhout

2 = Oostende – Nieuwpoort – Veurne

.. enz. tot

202 = Courcelles Trieux – Marchienne-au-Pont

203 = Brussel (Eeuwfeest) – Londerzeel (toevoeging van een derde rail aan het bestaande spoor)

204 = Mechelen – Muizen (niet gebouwd)

### Pachters
In de begintijd werd de exploitatie van de spoorlijnen verpacht aan commerciële vervoersmaatschappijen. Die hadden hun eigen materieel en personeel. Na de Eerste Wereldoorlog waren veel lijnen door de Duitse bezetter opgebroken en waren veel lijnen verlieslatend. Hierdoor werden veel concessies teruggegeven en was de NMVB gedwongen de exploitatie van de teruggegeven lijnen in eigen beheer uit te voeren. Bijvoorbeeld in de provincie Antwerpen was het lijnennet in 1914 uitgebaat door verschillende pachters. De bedrijfsstructuur van de pachter met zijn stelplaatsen, materieel en kantoren werd vaak overgenomen en omgevormd tot een NMVB Groep.
In 1930 bleven de volgende pachters over:
- S.A. pour l'Exploitation du chemin de fer Vicinal Rochefort – Grotte de Han – Wellin (57 km). Na 1 september 1955 is de overblijvende lijn naar de grotten van Han verpacht aan "SA du Chemin du fer Vicinal des Grottes de Han". Dit is de enige pachter die nog over was bij de opsplitsing van de NMVB.
- "Société pour l'Exploitation des Lignes Vicinales d'Ostende et des Plages belges" (SELVOP) voor de exploitatie van de kustlijnen (140 km). Pas op 1 januari 1956 is de exploitatie overgenomen door de NMVB. Deze pachtermaatschappij maakte deel uit van de Empain-holding, die diverse trammaatschappijen bezat.
- "Tramways Electriques de Gand SA" (20 km)
- "Tramways Bruxellois SA" (10 km) De Brusselse stadstram maatschappij.
- "NV Zeeuwsch-Vlaamsche Tramweg Maatschappij" (6 km; ZVTM voor de lijn van/naar Moerbeke)

### Eerste Wereldoorlog

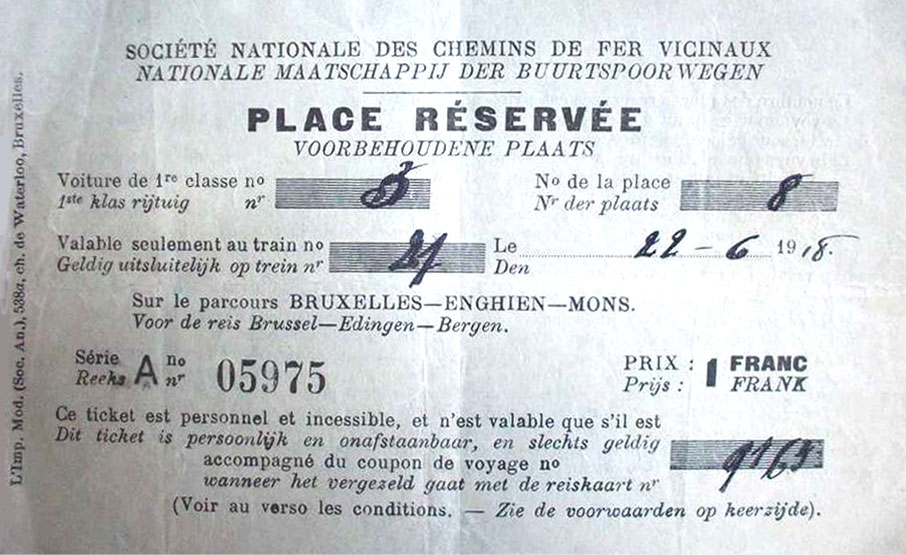
Reserveringsbiljet voor een langeafstandsdienst van Brussel naar Bergen tijdens de Eerste Wereldoorlog

Het oorlogsfront verdeelde het buurtspoornet in tweeën. In bezet België braken de Duitsers de minder belangrijke, ver van het front gelegen lijnen op om de sporen te gebruiken voor tijdelijke spoorlijnen aan het front.(zie Édouard Empain) Zo werden de meeste lijnen in de provincie Antwerpen opgebroken. Ook aan de geallieerde kant van het front werden tijdelijke spoorlijnen gebouwd ter bevoorrading van het front. Het Belgische leger had tijdens de terugtrekking de kans gehad om een deel van het rollend materieel mee te nemen. Tegen het einde van de oorlog was 40% van het spoornet opgebroken. Daar het hoofdspoor hoofdzakelijk door het Duitse leger werd gebruikt, zette de NMVB langeafstandsdiensten in, zoals Brussel – Ans (voor Luik) via Tienen en Sint-Truiden. Na de oorlog moest een groot gedeelte van het spoornet herbouwd worden.

### Interbellum

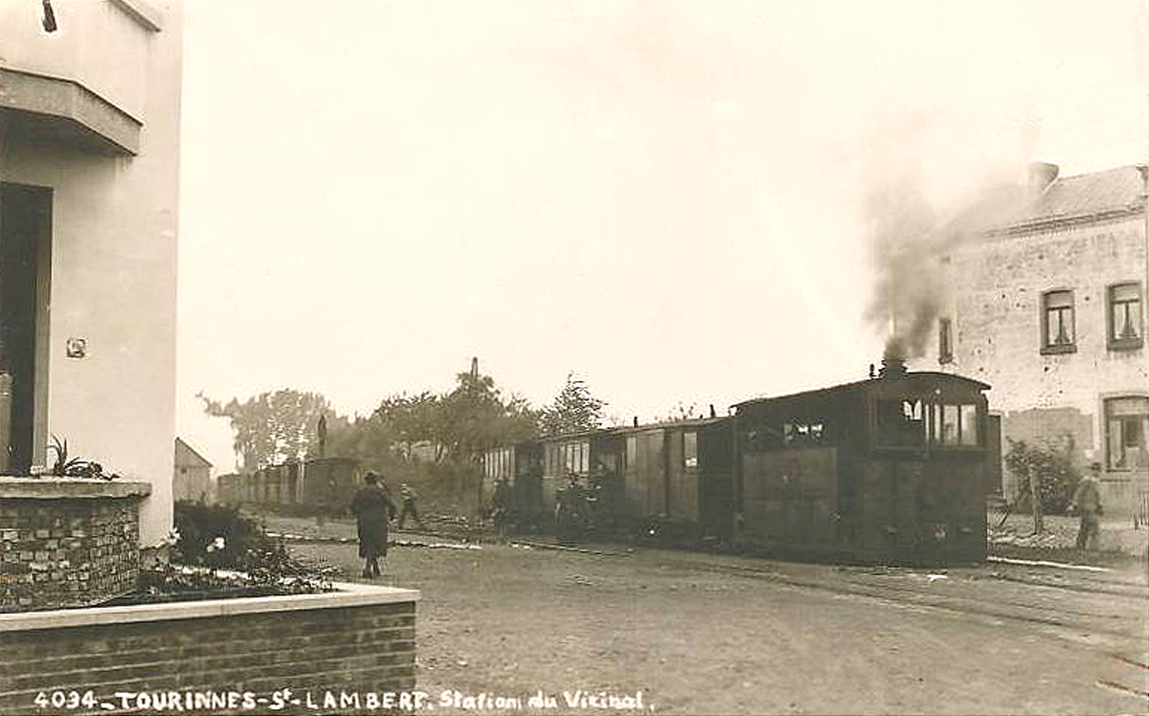
In de periode tussen de twee wereldoorlogen werden de reizigersstoomtrams geleidelijk vervangen door diensten met spoorauto's. Een stoomtram omstreeks 1930 in Tourinnes.

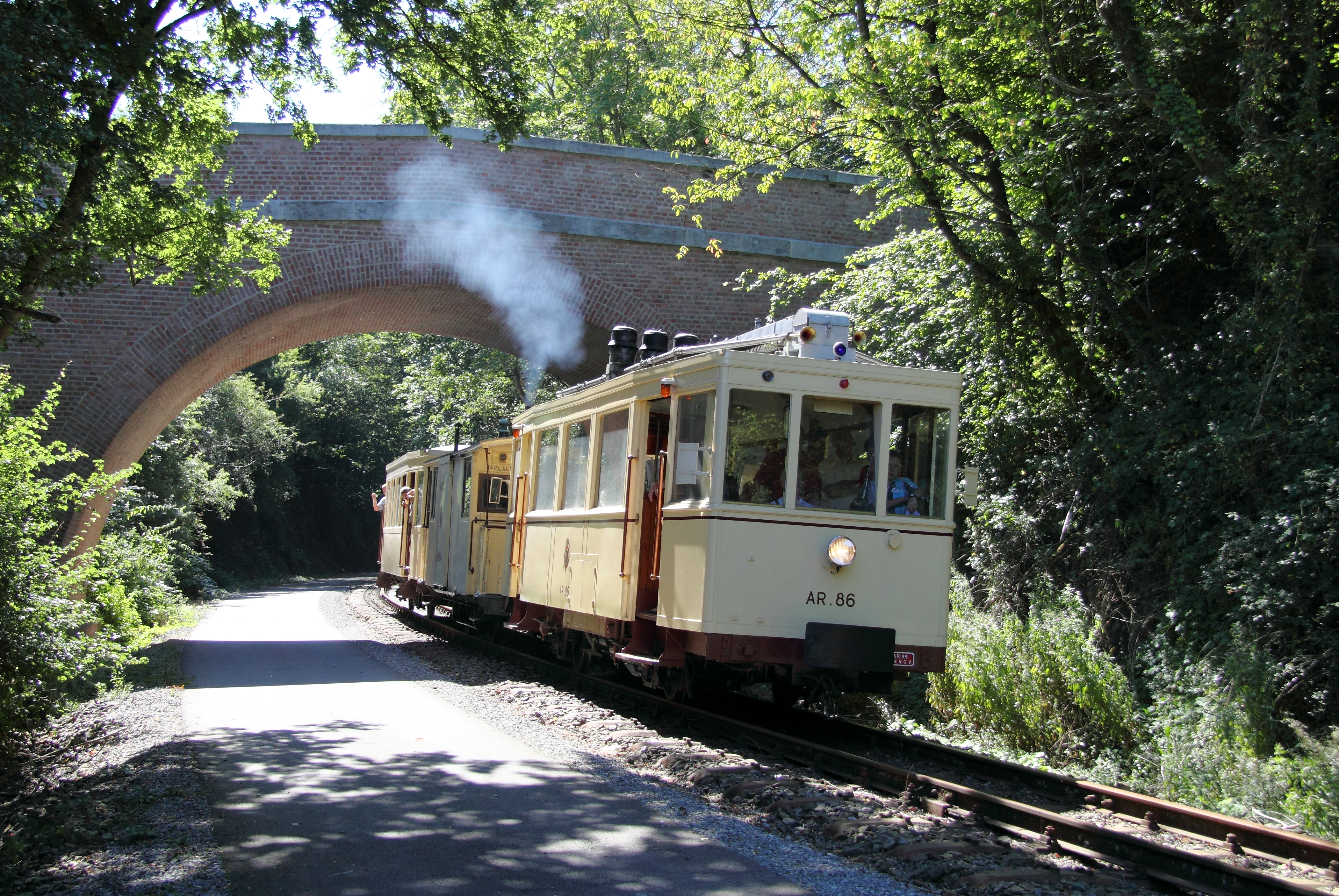
AutoRail 86.

In 1923 werden tramlijnen van het Akense streektramnet (AKG), die in het door België geannexeerd gebied lagen, samen met het Duits trammaterieel overgenomen door de NMVB. Dit zijn de elektrische lijnen rond Eupen, Herbestal, Eynatten en Raeren.
Het hoogtepunt van het niet-geëlektrificeerd net werd in 1925 bereikt met 3942 km, toen het geëlektrificeerd net al 523 kilometer lang was. In de periode daarna kreeg de NMVB concurrentie in de vorm van vele particuliere busbedrijfjes.
Pas in 1931 werd de NMVB door de wet beschermd. Alleen de spoorwegen of de NMVB mochten nog nieuwe machtigingen krijgen voor buslijnen. De buslijnen dienden dan wel verpacht te worden aan een busexploitant.
Toch werd er nog steeds in het tramnet geïnvesteerd, vooral in de elektrificatie ervan. Tegen 1938 was er 1500 km tramlijn met elektrische tractie. De elektrische trams konden met een veel hogere snelheid rijden (70 km/uur) en ze konden hierdoor de concurrentie met het autoverkeer veel beter aan. Stoomtrams hadden een maximale snelheid van circa 30 km/uur en trokken traag op. Op de lijnen die niet geëlektrificeerd werden, werd ter vervanging van de stoomtractie de goedkopere verbrandingsmotortractie ingevoerd. Aanvankelijk werd geëxperimenteerd met benzinetrams. Vanaf 1935 werden op grote schaal compacte dieseltrams, de zogenaamde "autorails" in dienst gesteld.

### Tweede Wereldoorlog
Tijdens de Tweede Wereldoorlog werden de reizigerstreinen op het spoornet bijna exclusief gebruikt door het Duitse leger. Daarnaast was de brandstof voor auto's zeer beperkt en waren veel auto's ingevorderd. Langeafstandsreizigers weken uit naar het buurtspoornet en het reizigersvervoer groeide enorm. In 1943 vervoerde de NMVB 403 miljoen reizigers, terwijl er in 1939 maar 192 miljoen reizigers waren. Veel al door bussen vervangen lijnen werden terug in dienst genomen en veel dieseltrams werden vervangen door stoomtrams. Langeafstandsdiensten, zoals Brussel – Luik, werden ingelegd. De Duitsers waren van plan sporen op te breken en deze samen met het spoormaterieel te verplaatsen naar het oostfront. Dit hebben ze echter niet meer ten uitvoer kunnen brengen. Er werden maar een paar baanvakken opgebroken tijdens de oorlog. Door het slechte onderhoud tijdens de oorlog was de spoorinfrastructuur en het spoormaterieel flink versleten. Na het provisorisch herstel van de oorlogsschade aan de sporen werden veel niet-elektrische spoorlijnen dan ook gelijk opgeheven.

### Krimp
Het tramnet kromp van 4769 km in 1945 naar 4236 km in 1950, in 1960 was het al teruggelopen tot 978 km, in 1965 was er nog maar 582 km in gebruik. De laatste streektrams die in Vlaanderen werden opgeheven waren Brussel – Wemmel, Brussel – Koningslo en Brussel – Grimbergen op 31 juli 1978.
Bijna alle niet-elektrische lijnen waren tegen 1958 opgeheven. Het elektrisch lijnennet werd veel langzamer en geleidelijk afgebouwd. In het begin van de jaren vijftig werden zelfs nog een paar streeklijnen geëlektrificeerd. De laatst gebouwde streeklijn in Vlaanderen van de NMVB is Haacht - Keerbergen in 1949, een elektrische lijn die al negen jaar later, in 1958 werd opgeheven. In Wallonië werd op 17 mei 1953 de laatste ontbrekende verbinding tussen het spoornet in Henegouwen en dat van de provincie Namen, Ransart – Fleurus, geopend, waarmee er een elektrische doorgaande verbinding Charleroi - Namen, lijn 67, ingevoerd kon worden. De doorgaande verbinding werd al in 1958 weer opgeheven.
Al zeer vroeg in het begin van de jaren vijftig werden de meeste elektrische stadsnetten (Brugge, Leuven, Mechelen, Oostende, etc.) vervangen door buslijnen.
In 1980 lag er in België nog maar 205 kilometer tramspoor voor de streektram. Altijd nog veel meer dan in Nederland, waar in 1966 de laatste streektram tussen Spijkenisse en Hellevoetsluis reed. (Afgezien van HTM-tramlijn 1 naar Delft) In Henegouwen kromp het streeknet na 1980 nog verder in en tegen 1991 bleef alleen de streektramlijn 90 (La Louvière - Binche - Charleroi) over. Na de opheffing van de NMVB werd deze streeklijn door de TEC ingekort tot Anderlues.

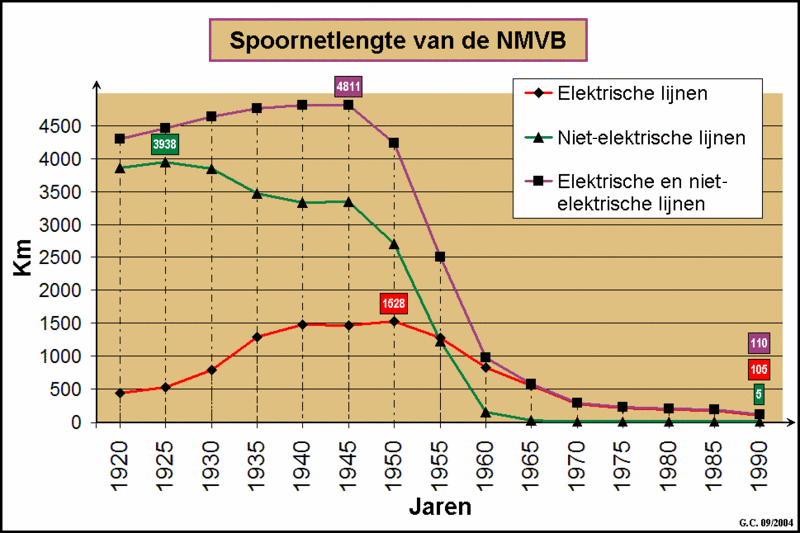

Van het oorspronkelijke NMVB-net zijn er nog een aantal lijnen in gebruik:
- Voor personenvervoer:

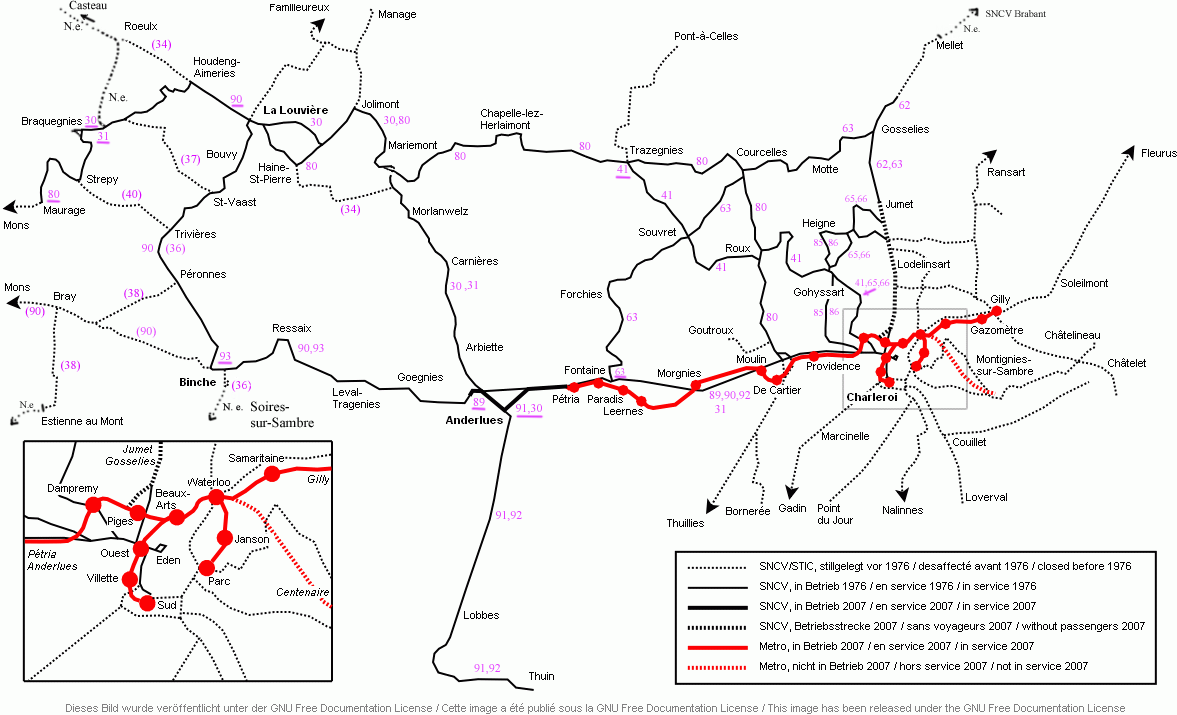
Het overgebleven tramnet in Henegouwen

  - Knokke – Oostende – De Panne (de Kusttram)
  - In Charleroi: Charleroi-Centraal – Pétria – Anderlues: lijnen M1 en M2 – tussen Petria en Anderlues Monument – over het laatste echte stuk "boerentram"tracé van België met enkelspoor vlak voor en achter langs de huizen en met wisselplaatsen. (De rest van het metronet van Charleroi is overigens ook gebouwd door de NMVB, behalve de laatste uitbreidingen in deze eeuw.)
  - Bij Han rijdt een toeristische tram naar de Grotten van Han
- Als museumtram:
  - Tussen Thuin en Lobbes rijdt de ASVi met museumtrams.
  - Tussen Érezée en Dochamps rijdt de TTA met museumtrams.
- Overig (nu ook weer personenvervoer):
  - In Charleroi, van Piges langs de stelplaats Jumet naar Gosselies Faubourg, sinds 21 juni 2013 heropend op nieuw aangelegde sporen volgens het oorspronkelijk traject van de voormalige NMVB lijn 62. Te Gosselies in noordelijke richting als lijn 62, in zuidelijke richting over een voormalige NMBS-spoorlijn (119a) tot aan de Chaussee de Bruxelles, dan weer dubbelspoor tot Piges. Lijnnummer is M3.
  - In 1998 werd de kustlijn verlengd door De Lijn van het centrum van De Panne tot Station De Panne (Adinkerke) op ongeveer hetzelfde traject als waar vroeger diverse soorten trams van diverse bedrijven reden.

### Goederen

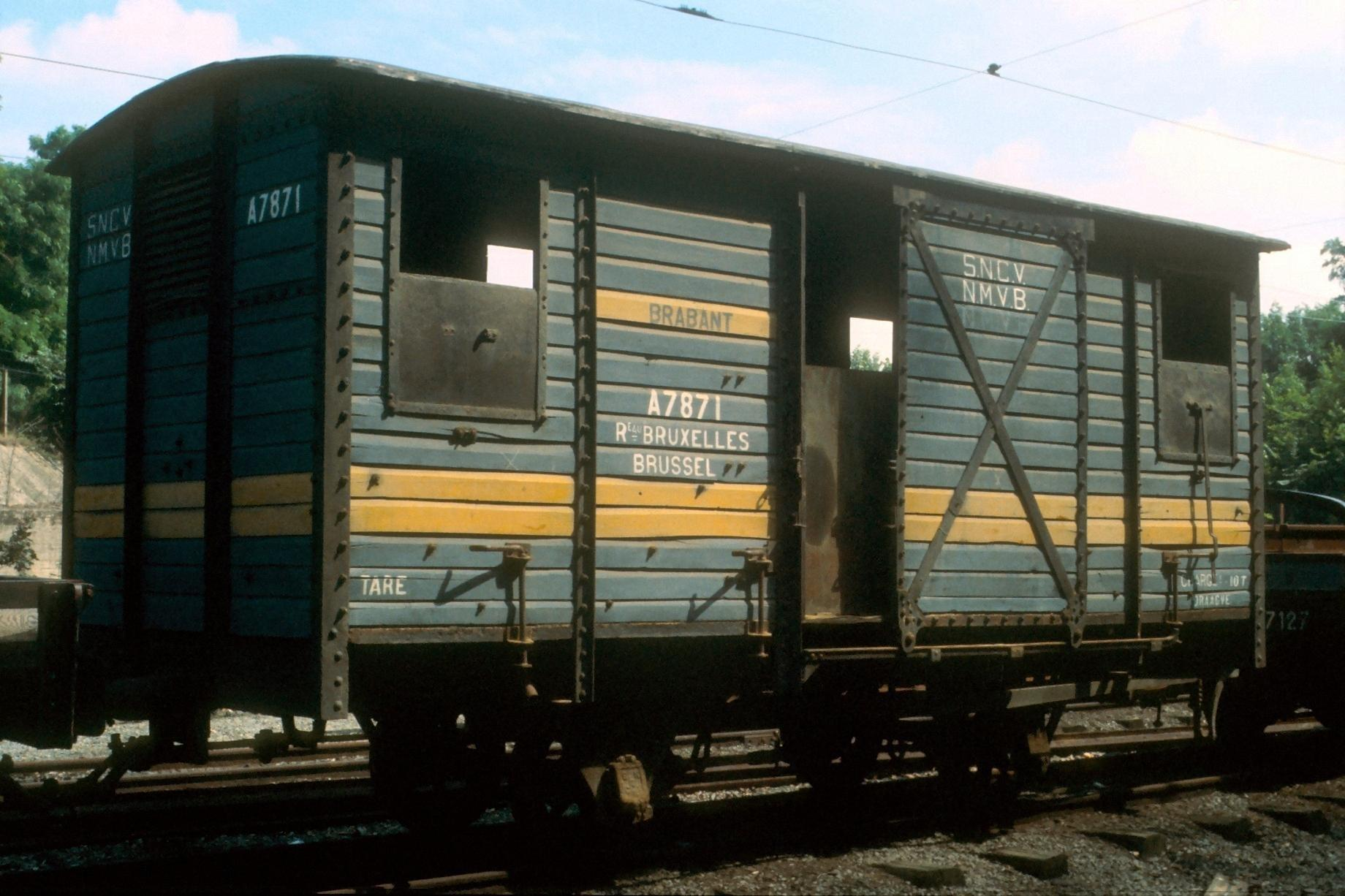
Gesloten goederenwagen A7871

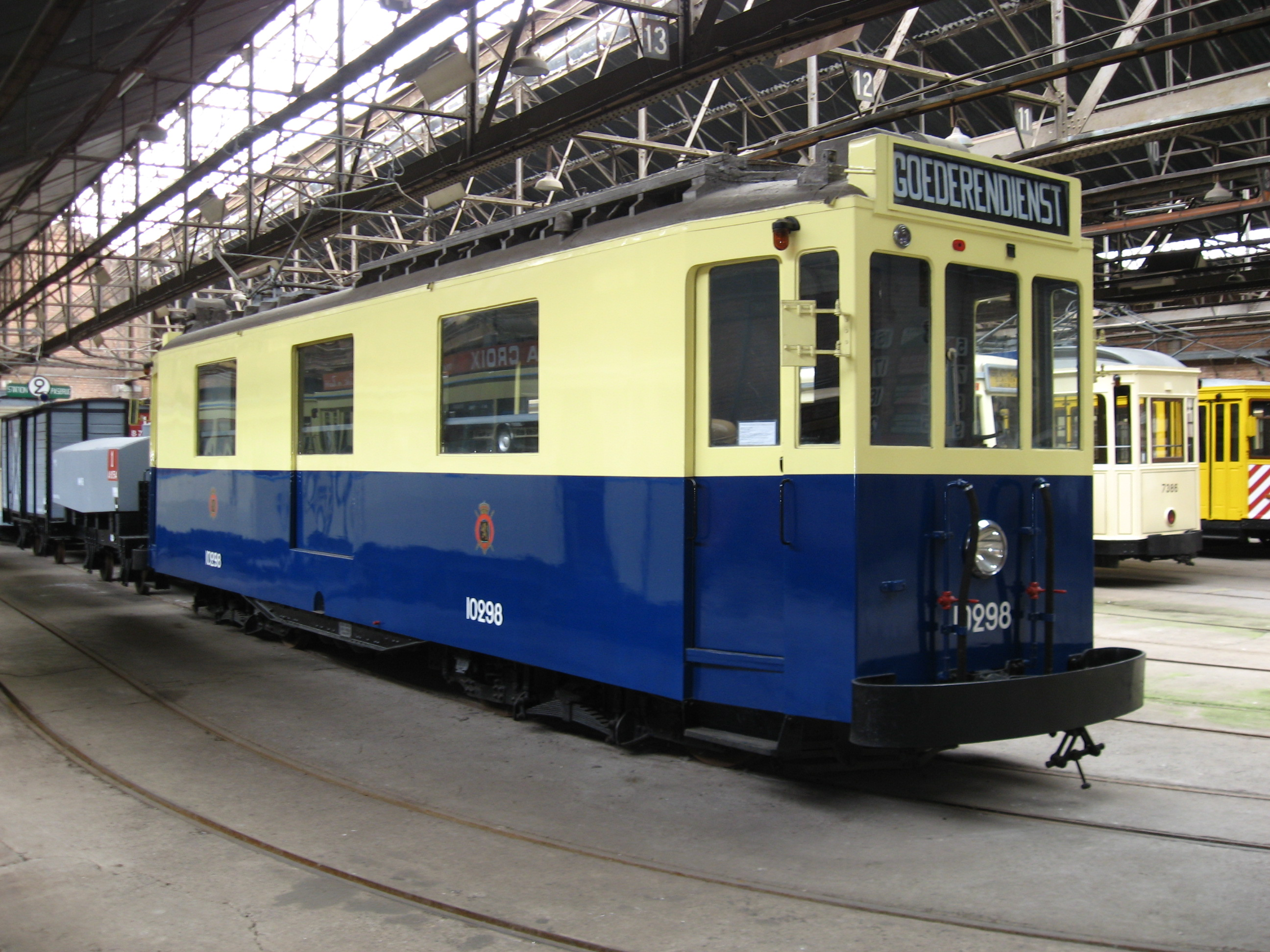
Omgebouwde motorwagen als tractor voor het goederenwagenvervoer

De buurtspoorwegen hebben een belangrijke rol gehad in het lokaal goederenvervoer en hadden een distributierol voor goederenvervoer van het "groot" spoor. Tot in 1925 had de NMVB geen recht om concurrentie met het groot spoor te voeren. De NMVB had de verplichting om goederen in het dichtstbijzijnde overlaadstation over te laden en het was de NMVB verboden om goederen te vervoeren op een verbinding die ook door het groot spoor werd bediend. In 1937 werd een gecombineerd tarief "spoorweg-buurtspoorweg" ingevoerd. Over het totale traject werd dan het spoorwegtarief toegepast. In de jaren vijftig is in verband met de toenemende concurrentie van de vrachtwagens het goederenvervoer opgeheven. De overblijvende niet-elektrische lijnen werden in de jaren 1950 opgebroken, op een paar aansluitingen voor goederen na. De meeste van deze lijnen hadden maar een beperkt reizigersvervoer, doorgaans verzorgd door slechts enkele trams per dag. Bij veel lijnen waren de laatste goederentreinen de "bieten"treinen tijdens de oogstperiode. Die reden vaak nog op al officieel opgeheven lijnen, waarvan de sporen nog bruikbaar waren. In en rond Tienen werd in 1962 voor de laatste keer met "bieten"trams gereden.
De buurtspoorwegen hebben kort na de Tweede Wereldoorlog in opdracht van de overheid voor een korte tijd met eigen vrachtwagens gereden om het goederenvervoer weer op gang te brengen. Buiten deze periode hebben de buurtspoorwegen nooit toestemming gehad om vracht over de weg te vervoeren. Wel zijn gewone lijnbussen gebruikt om incidenteel kleine pakketten te vervoeren.
Er bleven nog lange tijd op kleine schaal goederentreinen rijden op normaalsporige aansluitingen. Toen het zandwinningsbedrijf Sibelco in 1970 de aansluiting te Mol in eigen beheer nam, was dit definitief het einde van het goederenvervoer bij de NMVB.
Het metersporige baanvak Blegny (Mine) – Weerst (Warsage) van de lijn Luik – 's-Gravenvoeren werd in 1961 verkocht aan de mijn "Charbonage d'Argenteaux" die er nog tot 31 maart 1980 met kolentreinen reed. Deze ex-NMVB lijn werd van 1973 tot 1991, tussen de mijn en Mortroux, gebruikt voor toeristische treinen met stoomtractie. Er zouden nu nog rails aanwezig zijn.

### Buslijnen
Ook bussen werden door NMVB uitgebaat. Met de wet van 11 augustus 1924 kreeg de maatschappij recht om buslijnen te exploiteren, weliswaar alleen als aanvulling of vervanging van tramlijnen. Pas in 1931 kreeg NMVB definitieve toelating voor de busexploitatie. De eerste buslijn van de NMVB, Etterbeek (Jourdanplein) – Oudergem – Overijse, is in 1925 opgestart.
De lengte van de NMVB-buslijnen groeide snel (449 km in 1945, 2037 km in 1950, 11.000 km in 1965 en 17.250 km in 1980).
Behalve stoom-, diesel- en elektrische trams en de bussen is er een project geweest voor trolleybussen in de provincie Brabant. Er werden zelfs twee bussen geleverd, maar de lijn is nooit in exploitatie genomen. Andere Belgische trolleybussen, in Brussel, Antwerpen en Luik, werden niet door NMVB, maar door lokale stadsmaatschappijen uitgebaat. In Luik reden ook de beroemde drieassige trolleybussen van de RELSE (Railways Économiques de Liège-Seraing et Extensions).

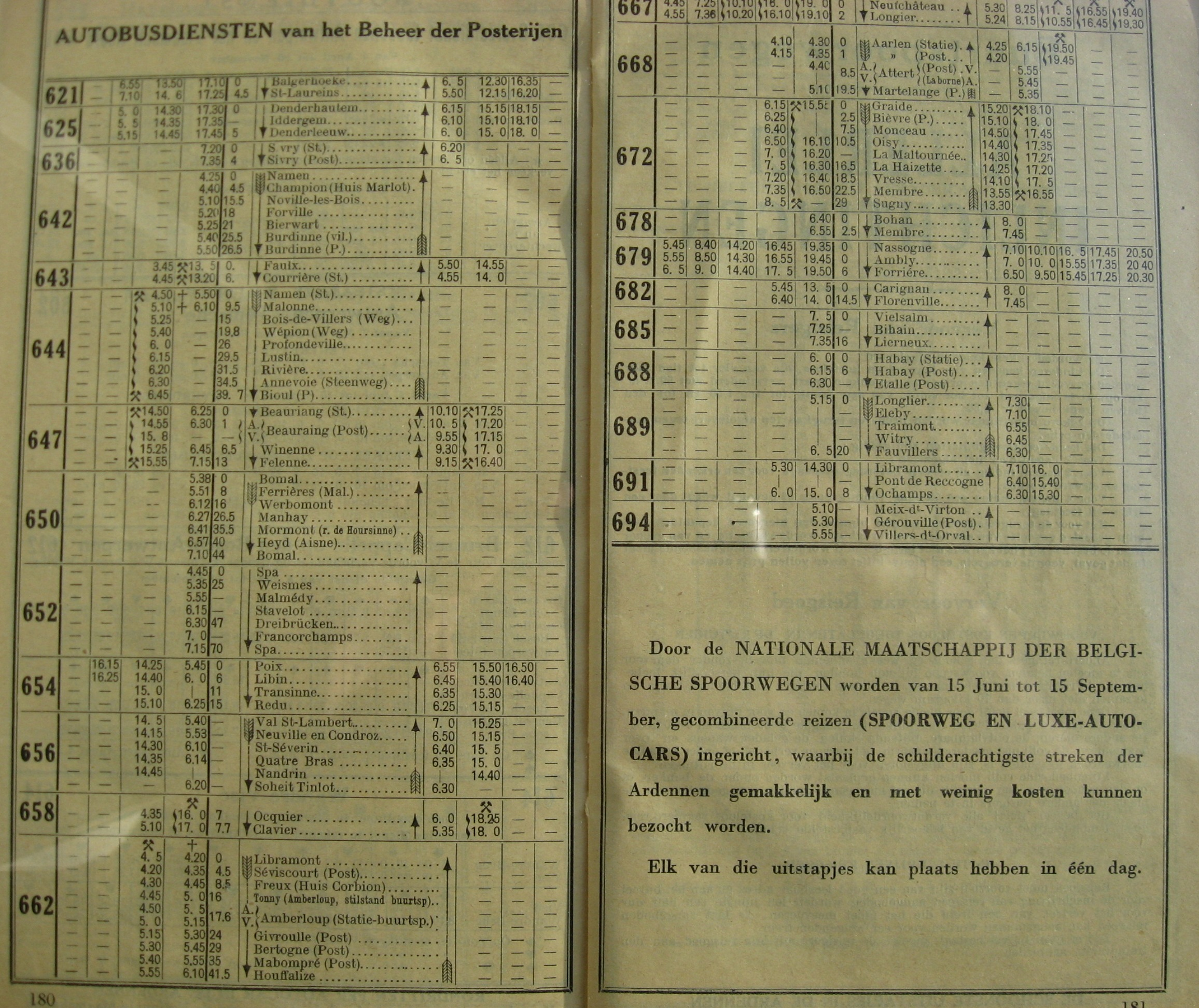
Postbusdienstregelingen uit het spoorboek van 1933

Naast de particuliere busexploitanten en de NMVB hebben ook de Posterijen gereden met postbussen die ook toegankelijk waren voor reizigers.
Op 1 september 1977 gingen de streekbussen, die tot dan toe geëxploiteerd werden ten behoeve van de NMBS, naar de NMVB. De lijnen maakten dan geen deel meer uit van het landelijk NMBS reizigersnet waar het spoorwegtarief van toepassing was, maar werden nu volledig opgenomen in het NMVB-busnet. Alleen de oude spoorweglijnnummers gaven nog aan dat het vroeger spoorweglijnen waren.
Het NMBS-net omvatte 110 treinvervangende buslijnen (4900 km) en 84 aanvullende buslijnen (3300 km).
Ook tramvervangende buslijnen kregen vaak hetzelfde nummer. Zodoende kregen de meeste buslijnen aan de kust een nummer in de 700. Maar soms was dat alleen administratief en werd een ander lijnnummer gebruikt; wederom vaak van de vroegere tramlijn. Zo was De Panne-Adinkerke buslijn 21, maar administratief 781. Later verviel 21 en bleef 781 over. Na 2000 zijn de hoge nummers afgeschaft.
Op 19 december 1983 werd het eerste buurtbusproject gestart in de provincie Limburg. Het experiment werd uitgebreid naar de andere provincies.

### Opsplitsing
Op 1991 werd de NMVB opgesplitst in een Vlaamse maatschappij (De Lijn) en een Waalse maatschappij (Société Régionale Wallonne du Transport (SRWT) (onder de commerciële naam 'TEC')). Deze vielen voortaan onder het gezag van de gewesten. Tegelijkertijd werden in Vlaanderen de onafhankelijke gemeentelijke stadsvervoerbedrijven, MIVG (Gent) en MIVA (Antwerpen) gefuseerd met "De Lijn". In Wallonië vond een fusie van de "SRWT" plaats met de stadsvervoermaatschappijen voor Charleroi (STIC), Luik (STIL) en Verviers (STIV). In Brussel is de stadsvervoermaatschappij "STIB/MIVB" blijven bestaan. Brussel werd daarnaast ook bediend door de "TEC" en "De Lijn".
De maatschappijen van TEC en De Lijn waren al voor 1991 opgericht en namen formeel op 1 januari 1991 het vervoer over. 1991 was het jaar van de overgang waarbij de logo's en vervoersbewijzen werden aangepast. Juridisch is de NMVB op 1 januari 1992 opgeheven.
De enige nog bestaande NMVB-tramlijn in Vlaanderen, de Kusttram, werd overgenomen door "De Lijn". In Henegouwen werd de overgebleven streektramlijn La Louvière – Binche – Anderlues – Charleroi (lijn 90) overgenomen door de "TEC". Ondanks een grondige renovatie van de tramlijn werd de lijn op 29 augustus 1993 ingekort tot Anderlues – Charleroi. Dit was tevens de laatste opheffing van een (ex-)NMVB-tramlijn. Sinds 21 juni 2013 is ook de ex-NMVB-lijn naar Gosselies weer in exploitatie genomen als onderdeel van het MLC (Métro Léger de Charleroi)-netwerk onder lijnnummer M3.
Vanaf het moment van de splitsing werd het streekvervoer regionaal gefinancierd en niet meer door de nationale overheid. In het NMVB-tijdperk moesten de overheidsinvesteringen (spoorvernieuwing etc.) evenredig verdeeld worden tussen Vlaanderen en Wallonië.

## Infrastructuur

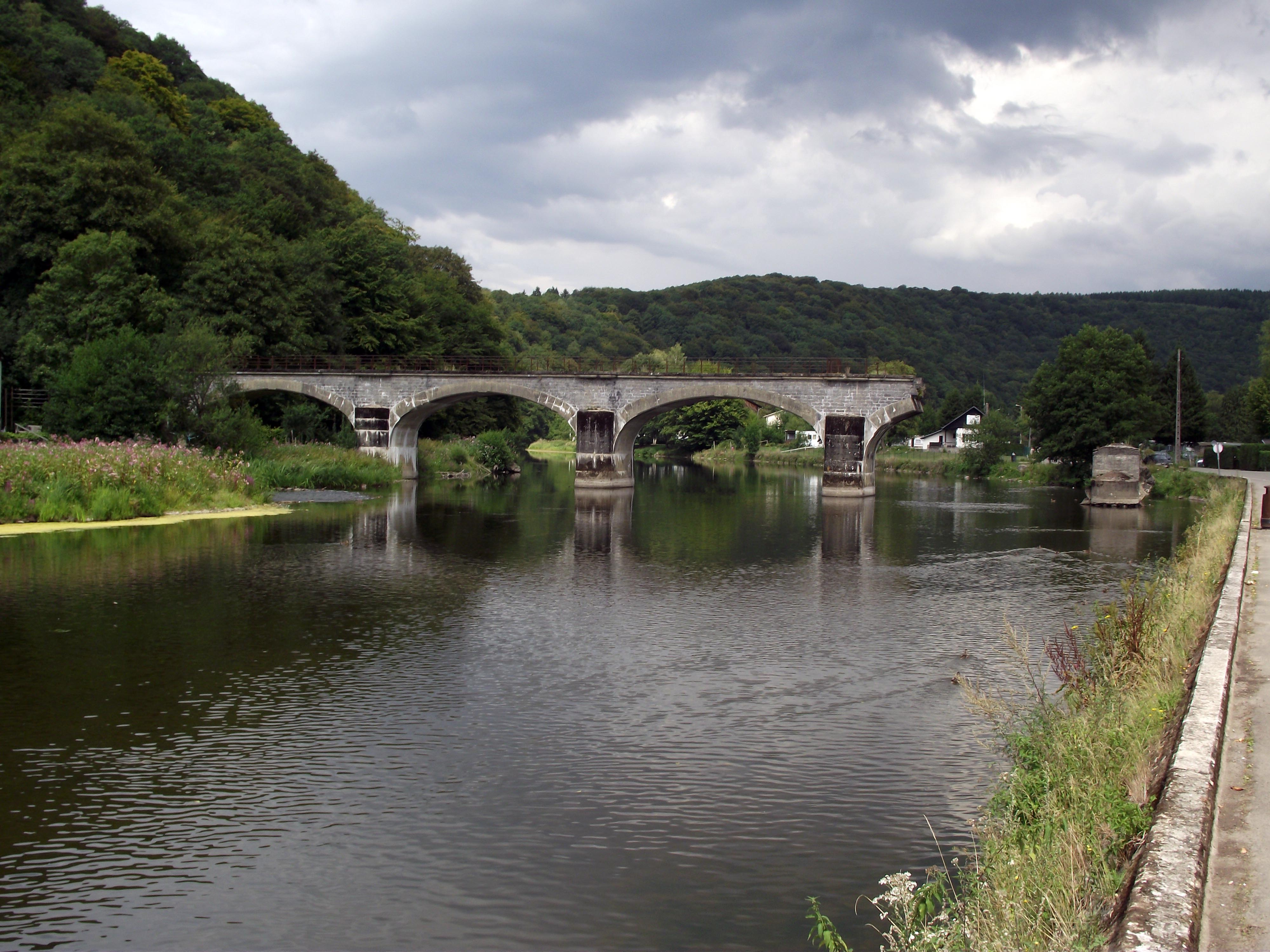
Restant van trambrug over de Semois bij Bohan

Het metersporig lijnennet werd zo goedkoop mogelijk aangelegd. In bijna alle gevallen was er alleen een enkelspoor in de berm van de openbare weg en meestal nog gelegen tussen de huizen en de straat. In de steden en plaatsen waar er weinig ruimte was, lagen de sporen vaak in het midden van de straat. De stoomtrams konden maar geringe hellingen nemen (max 3 cm per meter) en bij wegen met een te sterke helling werd een alternatieve route gekozen op een eigen baanvak. Bij lijnen die direct voor elektrische trams werden aangelegd gold deze beperking niet. (max 6 cm per meter) Indien strikt noodzakelijk werden uitgravingen en/of ophogingen gebruikt om hoogteverschillen te overbruggen. Kunstwerken: Er zijn zo'n 45 grote bruggen gebouwd; op minstens 1 heeft echter nooit een tram gereden, omdat de aanleg gestaakt werd. Daarnaast waren er vele kleine bruggen, onderdoorgangen, en 4 tunnels. Voor 1900 waren er al 50 draaischijven, en 104 weegbruggen. Van de grote bruggen zijn er ca. 20 nu nog aanwezig. Tot de bouw in 1957 van de 500 meter lange tunnel onder het expoterrein in Brussel, was de langste tunnel die tussen Membre en Bohan, met een lengte van 220 meter. Alle tunnels zijn er nog, maar er is er maar 1 bruikbaar voor trams. Die wordt door de MIVB gebruikt voor tramlijn 7 en 19. De tunnel van Dalhem is na restauratie nu een wandelpad.
Op de enkelsporige baanvakken moesten de trams vaak tegen de richting van het overige verkeer in rijden, of onbeveiligde brede wegen oversteken. De karakteristieke tweetonige hoorn van de buurtspoortrams werd in deze situaties veelvuldig gebruikt. Toen het autoverkeer nog beperkt was, waren zulke verkeerssituaties nog aanvaardbaar. Zodra het autoverkeer in de jaren 1960 flink toenam, werd de tram echter als een zeer hinderlijk en ouderwets vervoermiddel ervaren. Gemeentes braken de tramsporen graag op om de wegen te verbreden en in te richten voor het toenemend autoverkeer. Toch bleven enkele klassieke SNCV lijnen in Wallonië in gebruik tot in de jaren tachtig. Pas vanaf 2017 werd het laatste stukje waar de tram nog spook reed vervangen door dubbelspoor. (in Anderlues)
In de grote steden waren de lijnen meestal dubbelsporig. In de steden waar de stadstram ook metersporig was, werden sporen gezamenlijk gebruikt. In Brussel en Luik met normaalsporige stadstramnetten kwamen drierailige trajecten voor, waarvan stadstram en buurtspoorwegen gezamenlijk gebruik maakten.

### Spoor en spoorwijdte
Bij bijna alle aansluitingen met het normaalsporige railnet moesten de goederen handmatig overgeladen worden. Daarom, naast de metersporige lijnen, had de NMVB ook een vijftigtal kilometer normaalsporige lijnen in exploitatie, waarop voornamelijk goederenvervoer plaatsvond. Deze lijnen zijn:
- Groenendaal – Overijse
- Poulseur – Sprimont – Trooz
- Dolhain – Eupen
- Zichem – Scherpenheuvel (later een gewone spoorlijn)
- Merksem – Merksem IJskelder (alleen goederenvervoer)
- Brussel Zuid – Kuregem (alleen goederenvervoer)

Daarnaast waren er ook een zeventigtal kilometer buurtspoorweglijnen uitgerust met drierailig of vierrailig spoor, waardoor er op deze trajecten met normaalsporig materieel gereden kon worden.
In het noorden van de provincie Antwerpen hadden 506 km buurtspoorweglijnen oorspronkelijk de spoorwijdte van 1067 mm (kaapspoor), omdat de stoomtramlijnen in de Nederlandse provincie Noord-Brabant ook met kaapspoor waren aangelegd. Bij aanleg stelde men zich veel voor van doorgaand internationaal vervoer, maar dit bleek tegen te vallen. Aansluiting op overige buurtspoorweglijnen met meterspoor werd belangrijker geacht en ook werden strategische belangen meegewogen. Daarom zijn na de Eerste Wereldoorlog de kaapsporige buurtspoorweglijnen in de provincie Antwerpen omgebouwd naar meterspoor en is het rollend materieel aangepast.
Tijdens de heropbouw van het buurtspoorwegnet na de Eerste Wereldoorlog werd zelfs overwogen de buurtspoorweglijnen met normaalspoorwijdte heraan te leggen.

### Signalisatie

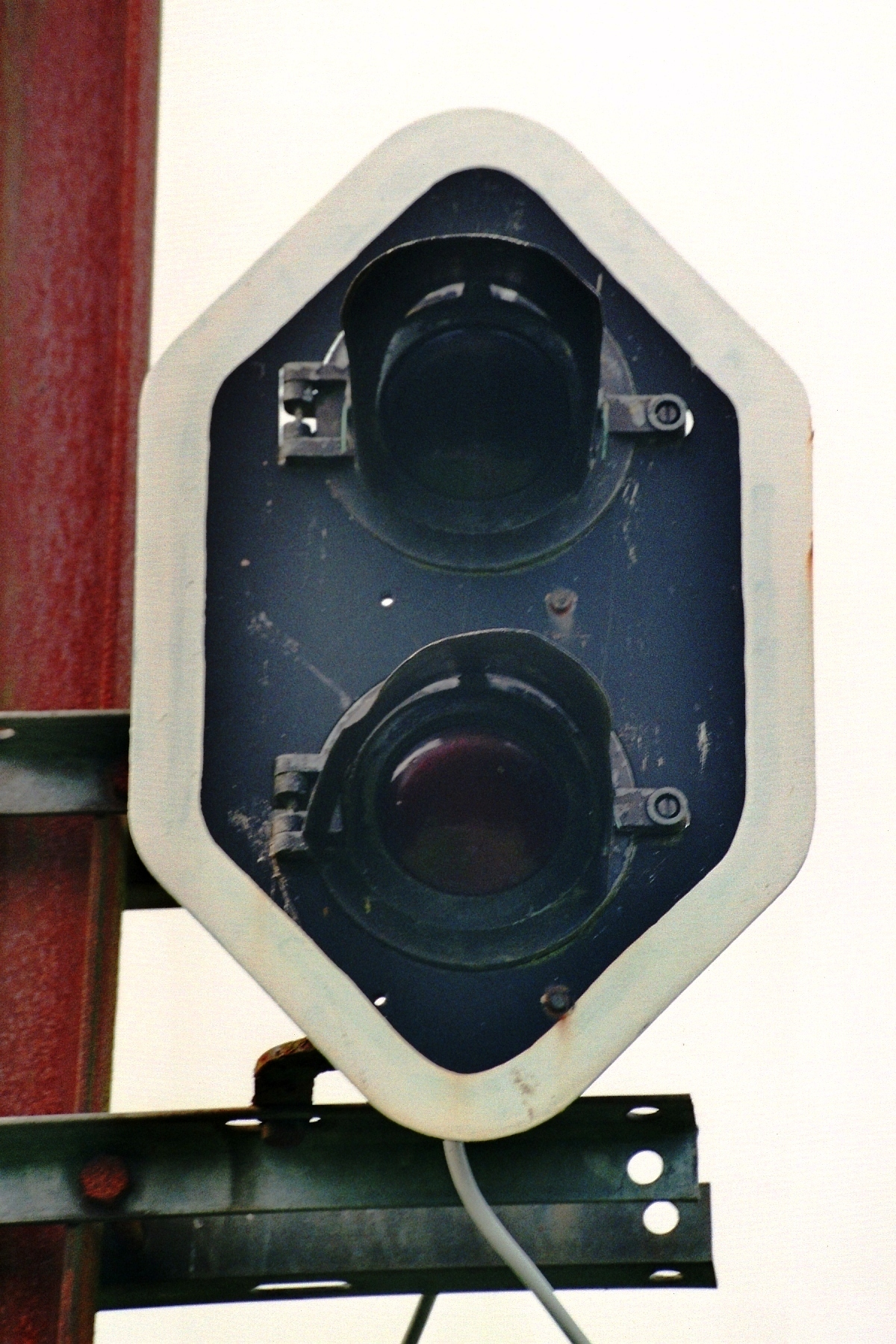
Typisch NMVB lichtsein met een rode en een groene lamp

De buurtspoorwegen kenden geen blokstelsel en de trams reden op zicht. Om op het enkelspoor toch nog een redelijke frequentie aan te kunnen bieden, waren er veel plaatsen (meestal haltes) waar elkaar tegemoetkomende trams elkaar konden kruisen. Om het enkelspoorbedrijf bij elektrische lijnen te beveiligen, werden eenvoudige seinen gebruikt. In Wallonië zijn zulke seinen op sommige plaatsen nu nog in gebruik .
Men reed op de dienstregeling en de volgorde van treinen. De buurtspoorwegen hadden alleen stationspersoneel bij grote knooppunten en stelplaatsen. Het treinpersoneel deed het meeste werk, zoals het rangeren en koppelen van goederenwagens, het bedienen van wissels, het verkoop van vervoersbewijzen, etc. Andere werkzaamheden werden uitbesteed aan de lokale bedrijven (winkels, hotels, kroegen, etc.) die als agent voor de buurtspoorwegen optraden. Bij plaatsen waar de dienstregeling wel bijgestuurd moest worden, was er wel een stationschef aanwezig voor het geven van rijopdrachten en de beveiliging.

### Stations en stelplaatsen
De stations en stelplaatsen met personeel waren er bij de grote knooppunten, eindpunten en aansluitingen met het groot spoor. De standaard voorzieningen zijn het stationsgebouw, de watertoren, de lampisterie, een kolenvoorraad, de weegbrug, een wachtzaal en een loket. Elke geïsoleerde buurtspoorlijn, hoe klein ook, moest zijn eigen stelplaats hebben om het rijdend materieel te verzorgen. Iedere pachter had zijn eigen werkplaatsen voor het onderhoud van het materieel. Met de overname van de concessies door de NMVB konden de werkplaatsen en stelplaatsen maar beperkt gecentraliseerd worden. Bovendien had men alle belang bij om lange lege materieelritten van en naar de stelplaats te vermijden.
Voor de minder belangrijke haltes werden met de plaatselijke bedrijven (hotels, herbergen, winkels, etc) akkoorden gesloten om de stationswerkzaamheden uit te voeren. Hierdoor was er geen eigen personeel nodig voor haltes waar maar een paar keer per dag een trein stopte.

### Elektrificatie en bovenleiding
Bij de eerste elektrificaties van vooral stadslijnen werd een bovenleiding aangelegd geschikt voor trolleystangen. Trolleybovenleiding is onder andere toegepast voor het geëlektrificeerde buurtspoornet van Brussel en oorspronkelijk in de groep Antwerpen. De Brusselse stadstram reed ook met trolleystangen, bij gemeenschappelijke trajecten is het dan gemakkelijk als alle trams met een trolleystang zijn uitgerust. Op het buurtspoornet vanuit Brussel is daarom de trolleystang tot sluiting van de laatste lijnen in 1978 gehandhaafd. In andere groepen zoals Oost- en West-Vlaanderen en in Henegouwen werd bovenleiding geschikt voor sleepbeugels toegepast. Toen er in de jaren twintig zware vierassige motorwagens met grotere motorvermogens in dienst genomen werden, was men genoodzaakt de stroomvoorziening te verzwaren en de stoomafname van bovenleiding naar motorrijtuig te verbeteren. Daartoe werden er pantografen (schaarbeugels) ingevoerd, die zorgen voor een kleinere overgangsweerstand van rijdraad naar stroomafnemer.
In de Borinagestreek van Henegouwen heeft de buurtspoorweg een proef uitgevoerd met wisselspanning (600 volt) op ongeveer 25 kilometer aan lijnen. De eerste elektrische dienst is gestart op 6 april 1905. Bijzonder was de dubbele bovenleiding waardoor de trams twee trolleystangen nodig hadden. (De tweede draad was voor de retourstroom). In 1921 is deze wisselspanning bovenleiding omgebouwd naar de standaard 600 V gelijkstroom bovenleiding van de buurtspoorwegen.
Op de lange kustlijn met grote afstanden tussen de elektrische voedingspunten en zware wind zijn – na enige experimenten – bij de komst van de vierassige standaardmotorwagens zware schaarbeugels met dubbele sleepstukken ingevoerd die tot 1976 in gebruik zijn gebleven. Ook de PCC-motorwagens in Henegouwen en op de lijn Brussel – Leuven waren vanwege de grote stroomafname oorspronkelijk uitgerust met dit type schaarbeugels. Op de buurtspoorlijnen vanuit Eupen zijn tot de opheffing de sleepbeugels van het Duitse model gebruikt. Een deel van het rollend materieel was er afkomstig van het tramnet van Aken waar de sleepbeugel algemeen toegepast werd. In de loop van de jaren zeventig werden de schaarbeugels op de resterende trams aan de kust en in Henegouwen vervangen door tweebeenpantografen.

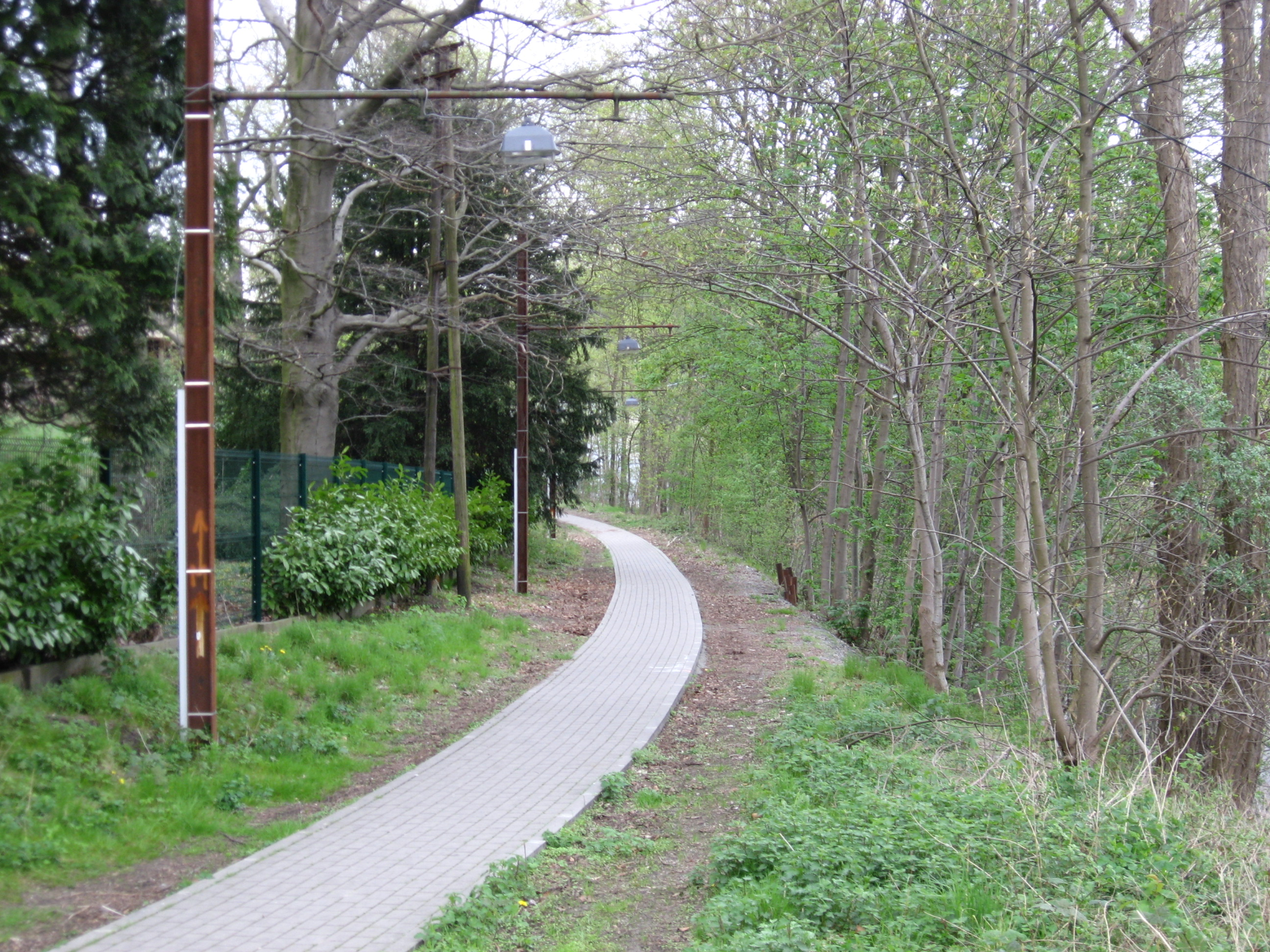
De vroegere tramlijn 80 (Charleroi – Maurage) in Morlanwelz die omgebouwd is als wandelpad en waar de bovenleidingmasten gebruikt worden voor de straatverlichting

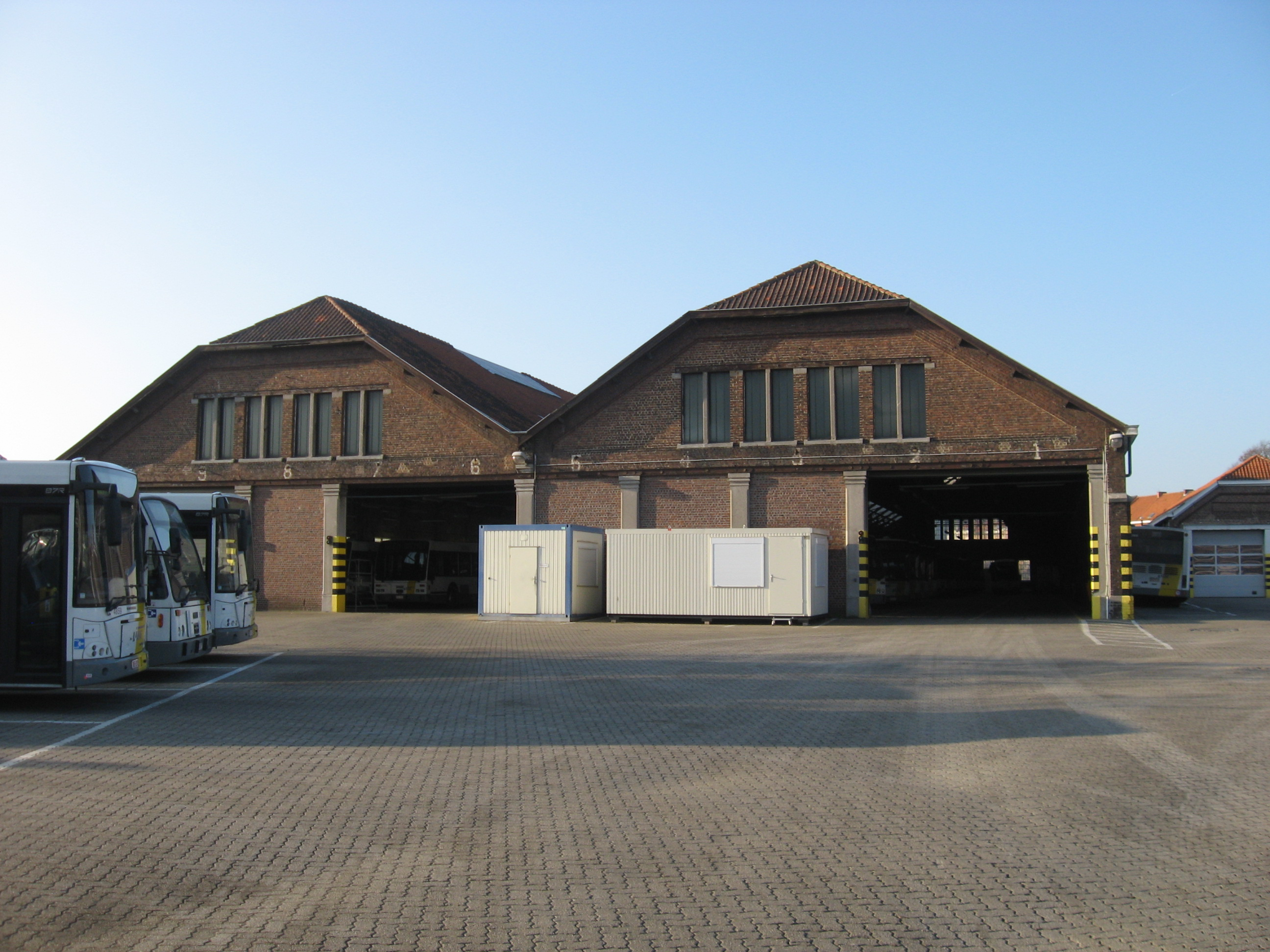
De vroegere tramstelplaats van Grimbergen nu in gebruik als een busstelplaats van "De Lijn"

Voor stroomafname met trolleystang waren wissels in de bovenleiding noodzakelijk. Bovenleiding voor sleepbeugels kon eenvoudiger worden uitgevoerd, was goedkoper en ongevoeliger voor storingen (trolleyontsporingen).
Aanvankelijk werd een enkele bovenleidingdraad gebruikt. Toen ook lange streeklijnen werden geëlektrificeerd ging de spanningsval ten gevolge van de elektrische weerstand van de bovenleidingdraad een rol spelen. Gelijkspanning werd opgewekt in bemande energiecentrales met behulp van eenankeromvormers en door met stoom aangedreven gelijkspanningsgeneratoren. Maar toen vanaf de jaren twintig de kwikdampgelijkrichter praktisch toepasbaar werd, konden er onbemande onderstations met méér vermogen als voedingspunt langs een tramlijn gebouwd worden, gevoed vanuit het landelijke elektriciteitsnet. Om de hoge stroom via de bovenleiding te transporteren met zo klein mogelijke verliezen werd de koperdoorsnede vergroot; op lange streektrajecten werd een bovenleiding met kettingophanging aangelegd waarbij de draagkabel ook kon bijdragen aan de geleiding van de tractiestroom.
Om de stroomvoorziening tijdelijk te versterken, bijvoorbeeld bij de drukte tijdens de Wereldtentoonstellingen, had de NMVB de beschikking over enige mobiele onderstations die op een opstelspoor geplaatst konden worden.

### Sporen van het verleden
Van de vroegere spoorinfrastructuur zijn hier en daar nog sporen te zien, zoals oude beddingen, brughoofden, tunnels, etc. De NMVB-tunnel onder de Heysel wordt nu gebruikt door de Brusselse tram voor de tramlijnen 7 en 19. Op veel plaatsen in België zijn de voormalige stationsgebouwen van de buurtspoorwegen nog aanwezig. De stelplaatsloodsen zijn na opheffing van de tram in veel gevallen als autobusgarages gebruikt, ook van deze gebouwen zijn er her en der in het land nog een aantal aanwezig. Op een paar locaties – zoals voor de oude stelplaats Ukkel-Diesdelle en in Henegouwen de stelplaats Trazegnies – zijn er ook nog restanten van de spoorinfrastructuur.
Vele lokale plaats- en straatnamen, zoals "Stationstraat", "Tramweg", etc. zijn afkomstig van het buurtspoorwegverleden. Ook was de naam Tramstatie en varianten in gebruik als naam voor cafés en herbergen. In de steden zijn nog de muurrozetten te zien waar de bovenleiding aan was opgehangen.

## Rollend materieel

### Stoomlocs

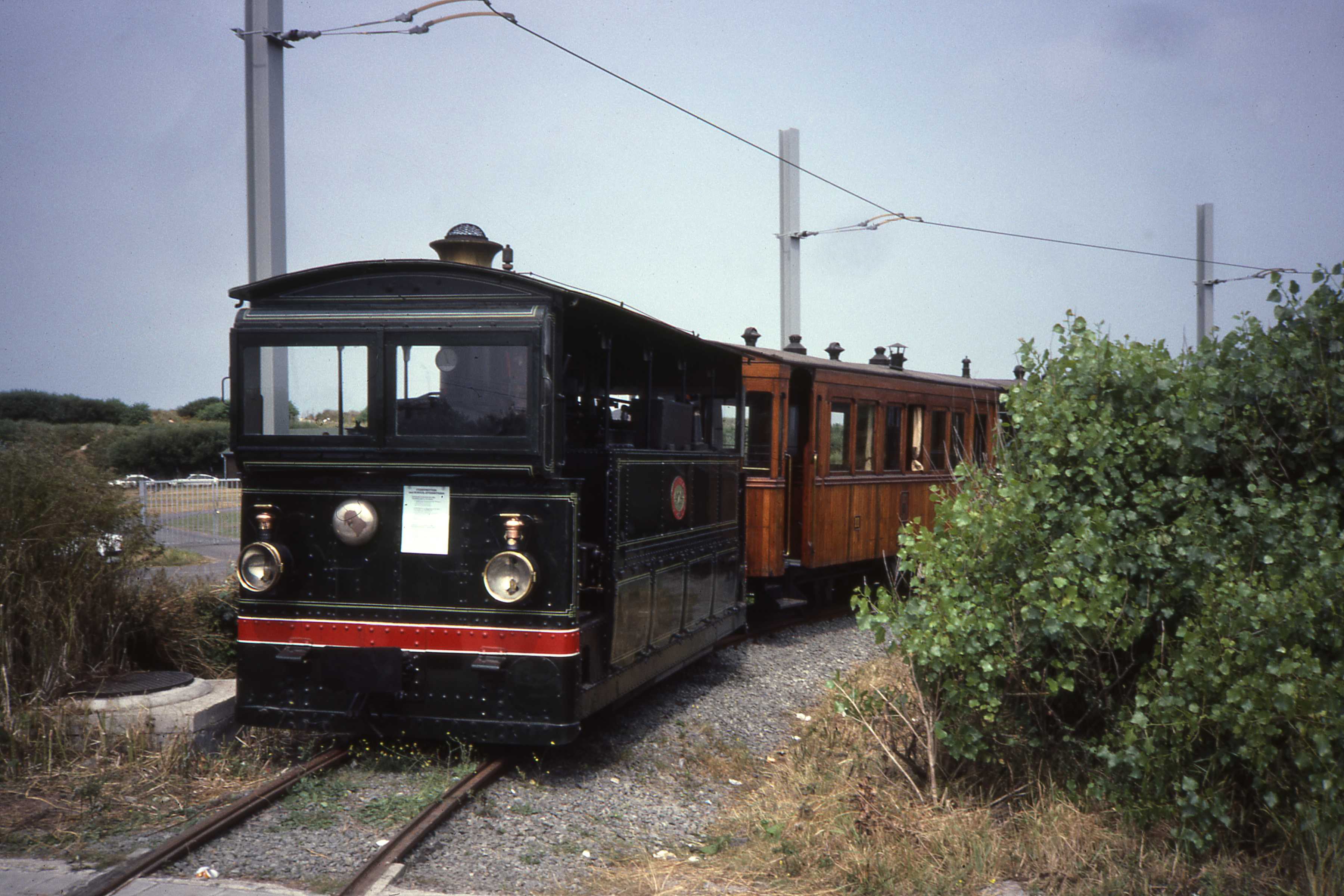
NMVB-stoomtram met houten rijtuigen op een keerlus op de kustlijn. Ter gelegenheid van het 100-jarig jubileum van de NMVB. Stoomloc Type 18

In het stoomtijdperk werden alle treinen getrokken door rechthoekige tenderlocs met aandrijving op 3 assen. Er waren meerdere types:
- Type 1: Licht basismodel van 12,5 ton. Alleen 14 exemplaren. Vooral ingezet op de kustlijnen en beide Vlaanderen.
- Type 2: Model van 14,2 ton met een beperkte breedte van 2,05 meter, andere types zijn 2,50 meter breed. Bedoeld om in Nederland te rijden op een beperkter ruimteprofiel. Er zijn maar 4 locs gebouwd.
- Type 3: Normaal standaardtype van 15 ton. Op het einde van de negentiende eeuw waren er 232 in dienst.
- Type 4: Sterker type (100 pk) dan type 3 met een gewicht van 16,5 ton. 375 exemplaren en hiermee de grootste reeks.
- Type 5: Speciale locs zonder rechthoekig koetswerk en met buffers voor groot spoor. Bedoeld om normaalsporige goederenwagens te trekken op industriële aansluitingen met dubbele spoorwijdte (1 m en 1,435 m). 4 exemplaren werden gebouwd.
- Type 6: 19 ton, 35 exemplaren. In het begin hadden ze een gebrekkige stoomvorming.
- Type 7: 24 ton, Zwaarste loctype. 71 exemplaren. Ze reden op hellingrijke lijnen.
- Type 9: 24 ton met naast de drie drijfassen een dragende as. Is uitgerust met een Smith-Hardyvacuümrem. Werd gebruikt voor het trekken van zware goederentreinen in het noorden en oosten van de provincie Luik.
- Types 10, 11 en 12: Normaalsporige locs van 23 ton die afgeleid waren van type 3.
- Type 13: 18 locs besteld door de maatschappij "Ixelles-Boendaal" voor de lijn Brussel – Haacht. Bij de overname in 1897 werden er 3 exemplaren verbouwd. De andere verhuisden naar Spanje.
- Type 14: Hetzelfde als type 5, maar krachtiger. Vier exemplaren werden gebouwd.
- Type 15: Normaalsporige fabriekslocomotieven voor de industriële aansluiting in Merksem en Mol

Latere types:
- Type 18: Eerste type met oververhitting en andere nieuwe stoomtechnieken. Net voor de Eerste Wereldoorlog zijn er een dertigtal gebouwd. Na de oorlog zijn er 85 gebouwd ter vervanging van de vele versleten locs.
- Type 19: Zelfde als 18, maar gebouwd in Engeland tijdens de oorlogsjaren.
- Type 20: Normaalsporige loc van 30 ton voor het industrienet van Merksem.
- Type 21: Amerikaanse locs die in 1915 besteld zijn. Deze waren geen succes en zijn snel doorverkocht.
- Type 22: Normaalsporige loc bestemd voor Groenendaal – Overijse.

In 1928/29 zijn twee 'Garratt' (type 23) locs besteld. Deze konden treinen van 350 ton trekken. Dit zijn de laatste stoomlocomotieven die voor de NMVB gebouwd zijn. In de jaren dertig was het goederenvervoer aan het teruglopen en het personenvervoer was al grotendeels overgegaan op elektrische tractie of op spoorauto's.

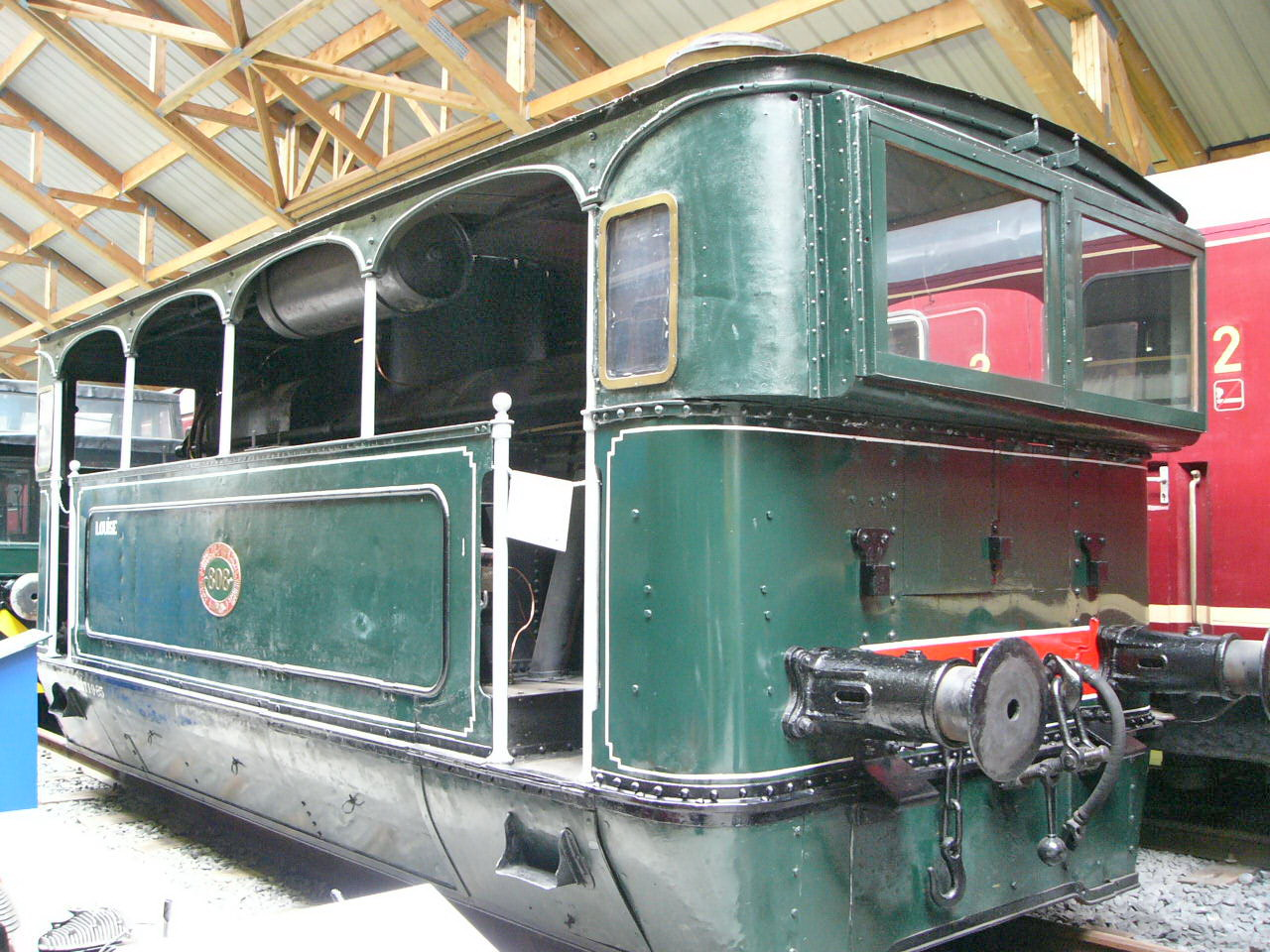
Normaalsporige stoomloc type 12, nr. 808

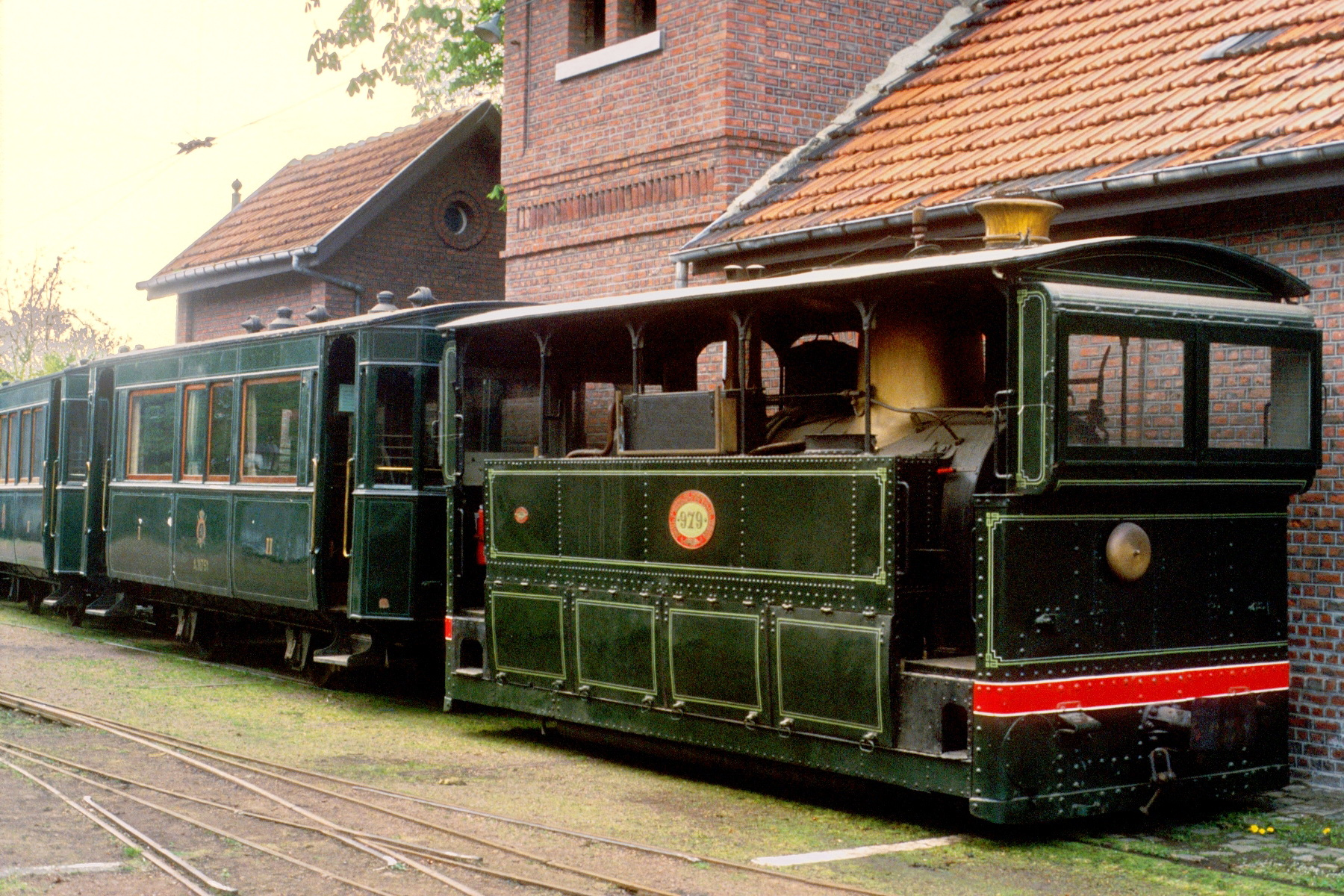
NMVB-Stoomtram in het museum te Schepdaal. Stoomloc Type 18

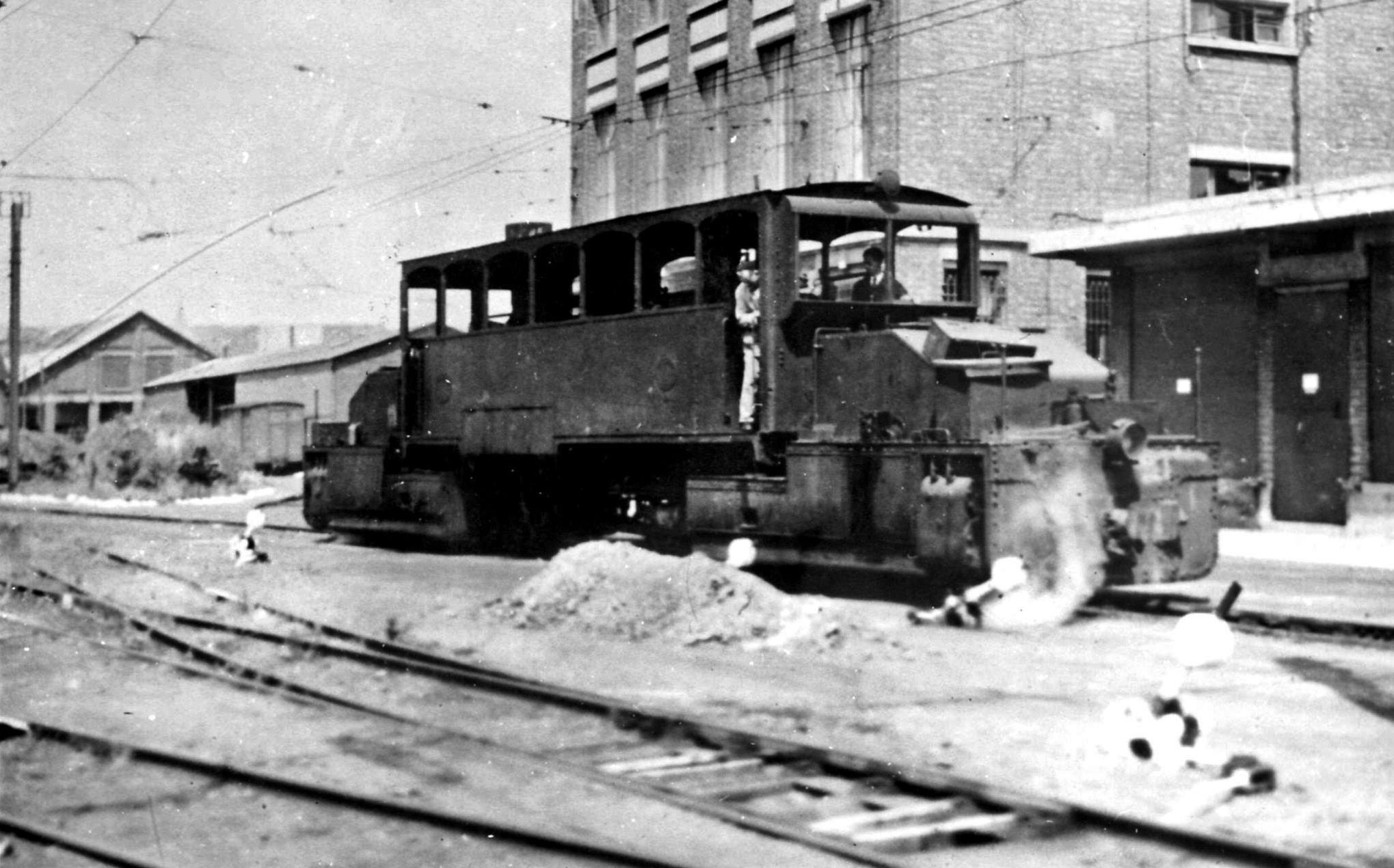
NMVB-Garratt stoomlocomotief voor het zwaarder werk

### Spoorauto's en tractoren

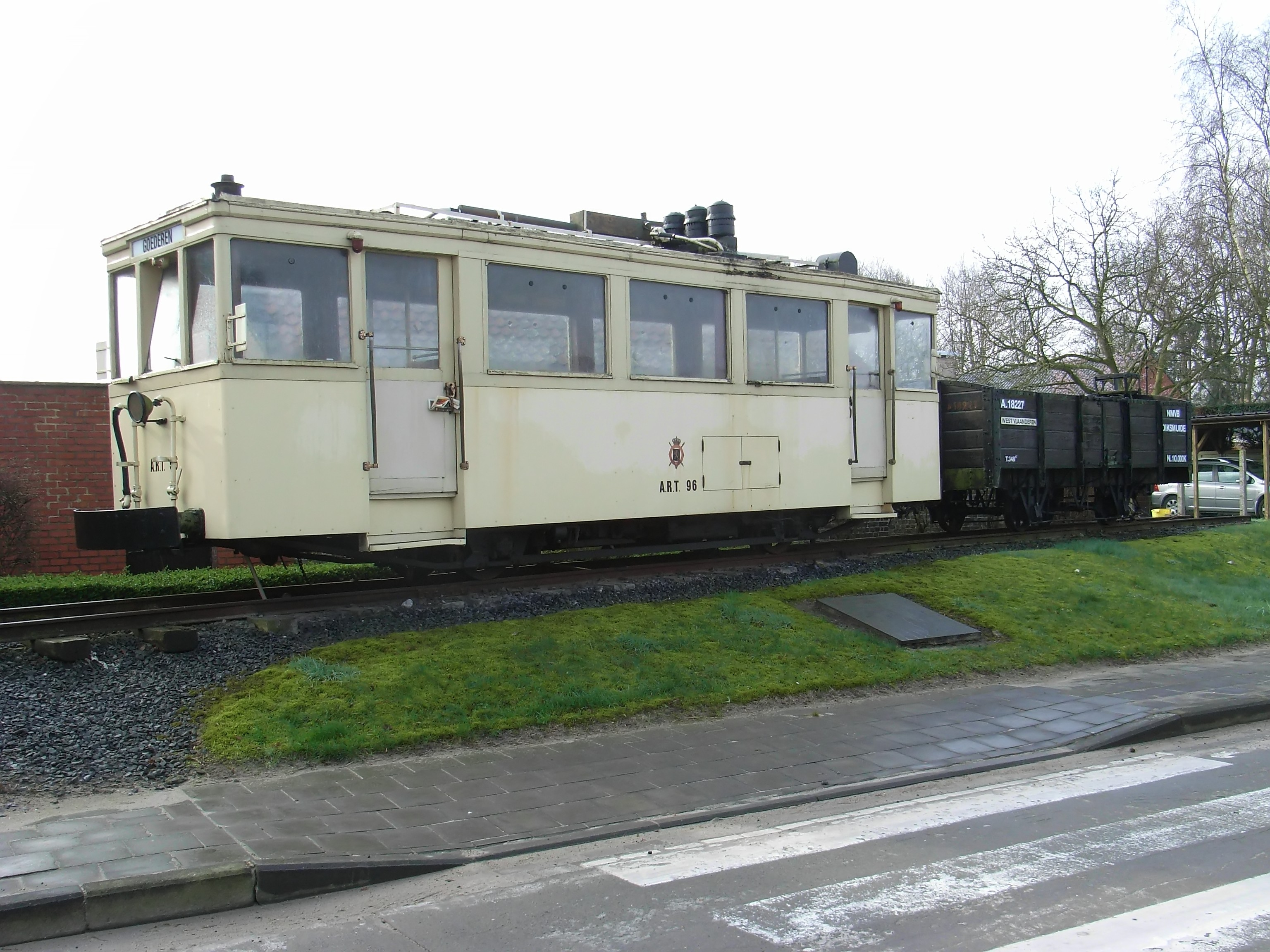
Een spoorauto met goederenwagen geëxposeerd in Koekelare.

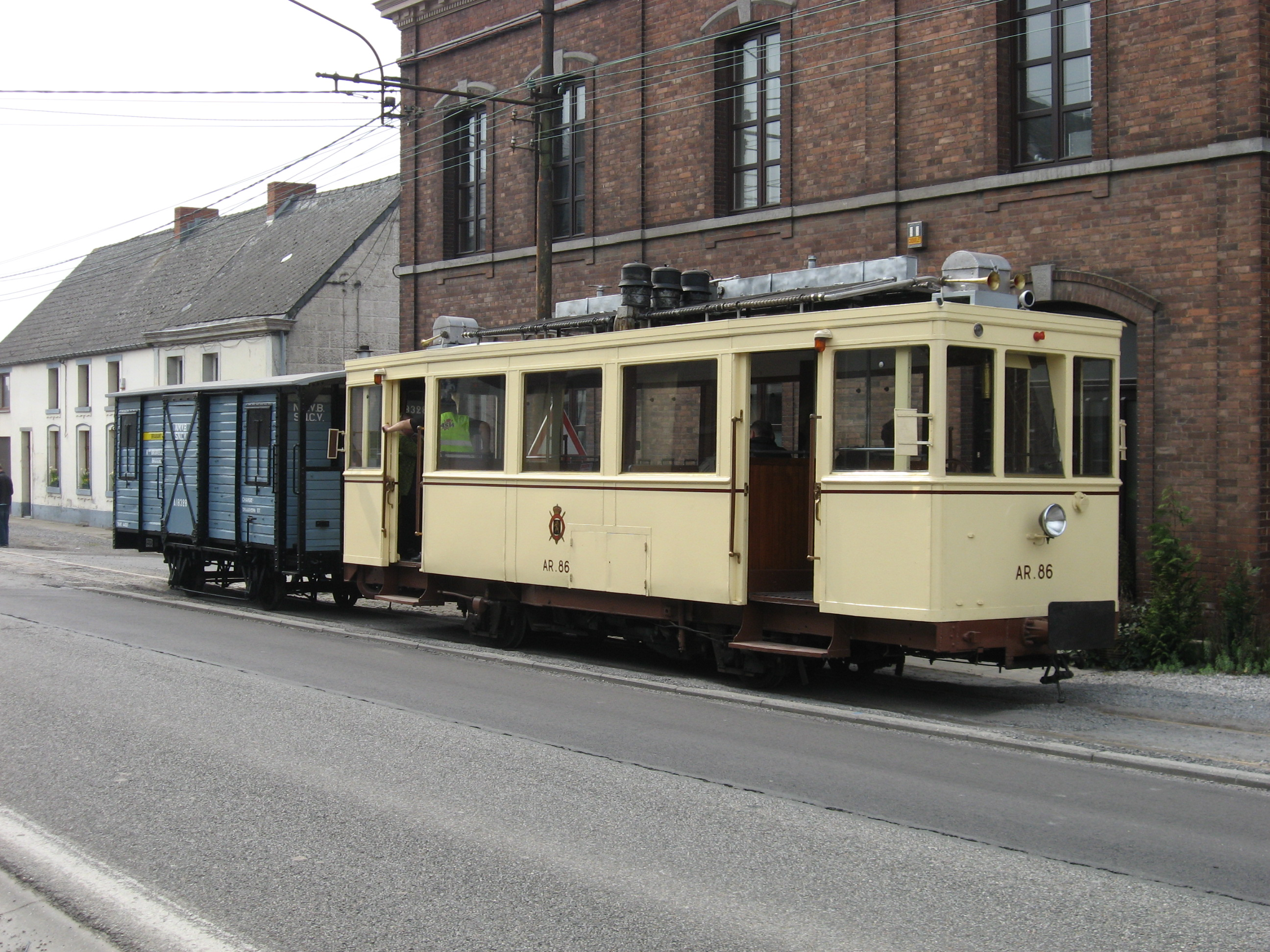
Motortram zoals die vroeger op veel niet-geëlektrificeerde lijnen reed. Gerestaureerd in afleveringstoestand en gefotografeerd tijdens een museumrit in Lobbes bij de ASVi.

In 1910 liet de NMVB als proef acht motorrijtuigen bouwen met benzolmotoren. Om op voldoende snelheid te komen voor de benzolmotor werd het rijtuig op snelheid gebracht door een elektrische motor, die op zijn beurt gevoed werd door batterijen en accumulatoren. Het opladen van deze batterijen vond plaats bij het vertragen of stoppen van het voertuig. De motor werkte hierbij als generator. Deze proef had weinig succes en na de Eerste Wereldoorlog werden de motorrijtuigen omgebouwd voor elektrische tractie.
Na de Eerste Wereldoorlog werden diverse experimenten uitgevoerd met benzinemotoren. Er werden enige van toenmalige autobusjes afgeleide motorwagens van verschillende modellen aangeschaft. Daar deze spoorbusjes eenrichtingsvoertuigen waren, moest het rijtuig bij elk eindpunt gedraaid worden. Omdat er niet overal een keerlus, keerdriehoek of draaischijf beschikbaar was, was het voertuig uitgerust met zijn eigen draaischijf. Het voertuig werd omhoog gevijzeld, waarna het voertuig gedraaid kon worden. Het vijzelen en het draaien werd met handkracht uitgevoerd. Vrij snel werden de benodigde keerinstallaties bij de stations geïnstalleerd en kon de eigen draaischijf vervangen worden door een meer klassieke as-indeling.
In 1933 en 1934 werden 25 tweerichtingsvoertuigen uitgerust met een 12 cilinder-Studebakermotor die de assen aandreef door middel van kettingen. Na een tiental jaren dienst werden deze motorrijtuigen omgebouwd tot aanhangrijtuigen voor spoorauto's. In 1935 werden 83 motorrijtuigen gebouwd in de NMVB-werkplaatsen met een benzinemotor in het midden. De motor dreef de assen aan via een differentieel en asbruggen met worm en wormwiel. Deze spoorauto had 24 zitplaatsen en 16 staanplaatsen. In de winter werd de verwarming verzorgd door een afleiding van de uitlaatgassen. De door de NMVB gebouwde motorrijtuigen hadden een houten koetswerk. Vanaf eind 1934 werden diverse spoorauto's besteld bij constructeurs, met metalen koetswerk. Deze waren lichter en sterker. Bij het uitbreken van de Tweede Wereldoorlog beschikte de NMVB over 248 spoorauto's.
De benzinemotoren werden geleidelijk vervangen door dieselmotoren. Vanaf 1945 werden bij een aantal spoorauto's de motoren vervangen door krachtige dieselmotoren (180 pk) van General Motors, die afkomstig waren van Amerikaanse pantsers. Bovendien werd er extra ballast aangebracht ter verhoging van de adhesie. Deze aangepaste spoorauto's kregen de aanduiding ART (Autorail Tracteur. Zij werden vooral ingezet voor het trekken van zware goederentrams. Zo werden de stoomlocs voor het goederenvervoer vervangen. Ombouw van spoorauto's tot tractoren was goedkoper dan aanschaf van nieuwe diesellocomotieven.
De spoorauto's bleven rijden tot de opbraak van de laatste niet-geëlektrificeerde tramlijnen. Het reizigersvervoer was al overgenomen door de spoorauto's. Na de Tweede Wereldoorlog verdwenen geleidelijk ook de laatste stoomlocomotieven uit de goederentramdienst.

### Elektrische motorrijtuigen

#### 1893–1920

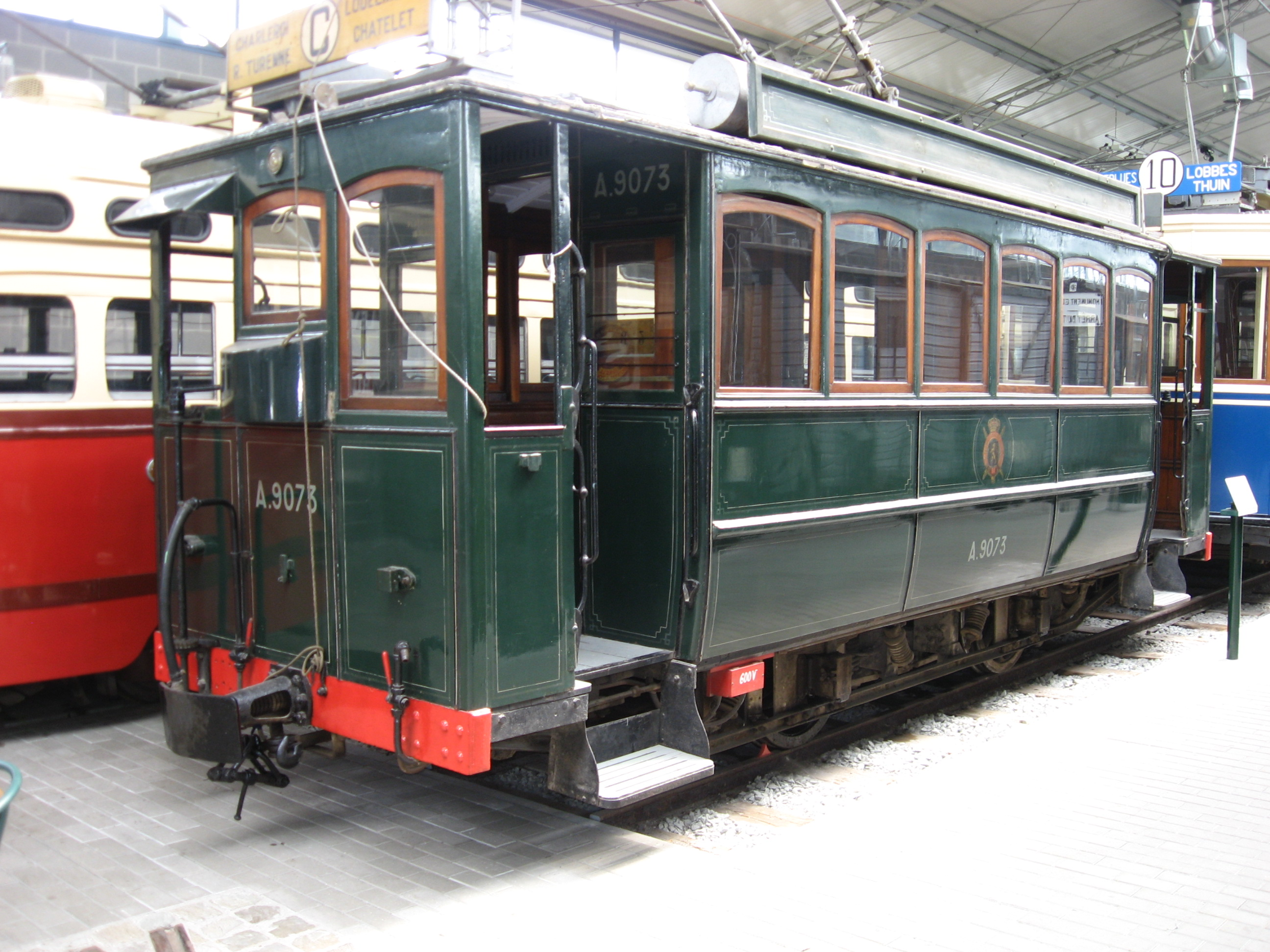
Van de begintijd van de elektrische trams van de NMVB in het trammuseum van de ASVi te Thuin. Gebouwd in 1897 ten behoeve van de stadstram in Charleroi

De eerste elektrische tweeassige motorrijtuigen, voor de stadslijn Brussel – 'Kleine Hut', waren 7,24 meter lang en 2,32 meter breed. De tram werd staande bestuurd vanop het open balkon dat in weer en wind stond. De stroom (500 V gelijkstroom) werd afgenomen met behulp van een trolleystang. Bij het eindpunt moest deze trolleystang gedraaid worden met behulp van een koord. Deze trams, met twee motoren van 25 pk (18 kW), konden een of twee aanhangrijtuigen trekken. De motorrijtuigen hadden in het begin enkel een handrem. Rond 1904 kregen de tram en aanhangrijtuig een Böckerluchtrem, zodat op alle rijtuigen geremd kon worden.
Vanaf 1906 werden de balkons van de motorwagens verlengd en gesloten met windschermen.
Na het succes in Brussel besloot de NMVB de stadsnetten van La Louvière, Charleroi en Luik te elektrificeren. Hiervoor werden diverse motorwagens gebouwd die sterk leken op de stadstrams voor Brussel. Deze trams waren 2 meter breed. Voor de stadstram van Mons (Bergen) wordt een proef uitgevoerd met eenfasige wisselstroom. Omdat de retourstroom niet langs de rails mocht lopen was er een tweedraadse bovenleiding. Hetzelfde systeem als bij trolleybussen. Hiervoor werden in 1903 20 motortrams gebouwd. De proef werd beëindigd in 1921 wanneer de streeklijnen in de regio werden geëlektrificeerd met gelijkstroom volgens de NMVB normen.
Voor minder drukke stadslijnen werden een paar proeven uitgevoerd met accutrams. Een op de cirkelvormige stadslijn van Oostende en een op de lijn Gent – Merelbeke. Deze trams hadden een actieradius van ongeveer 50 kilometer. Daarna werden de batterijen omgewisseld. Zodra die lijnen geëlektrificeerd werden, werden ook de trams omgebouwd tot gewone elektrische motorwagens. In totaal had de NMVB in 1906 211 elektrische tweeassers in dienst.
Voor de uitbreiding van bestaande stadsnetten en de nieuwe stadsnetten in Namen (1909), Leuven (1912), Brugge en Mechelen (1913), werden tussen 1907 en 1913, 325 tweeassige motorrijtuigen besteld. Een deel van de bestelling kon pas na de oorlog geleverd worden. Deze rijtuigen hadden een groter raamoppervlak, een lichtkoepel op het dak, dubbele ophanging met hulpframes en tal van andere verbeteringen. Tevens werden bagagemotorwagens gebouwd voornamelijk voor het goederenvervoer, maar ze konden ook reizigersrijtuigen trekken. De elektrische trams konden in die tijd maar maximaal twee aanhangrijtuigen trekken.
In 1918 hadden de Belgische constructeurs trams gebouwd, die voor de oorlog besteld waren, maar die niet meer geleverd konden worden in Rusland en Zuid-Amerika. De NMVB die door de oorlog dringend vernield materieel moest vervangen, hebben de trams overgenomen en in dienst gesteld. Dit waren 17 tweeassige motorwagens voor Tasjkent en 6 motorrijtuigen op draaistellen voor Bogota.
Na de Eerste Wereldoorlog werden Eupen en Malmedy aan België toegevoegd. Als oorlogsschade kreeg de NMVB trammaterieel afkomstig van het tramnet van Aachen, dat zich tot Eupen uitstrekte.
Van de pachter "Les Vicinaux Anversois" nam de NMVB 10 trams op draaistellen over.
Na de oorlog werden ook streeklijnen geëlektrificeerd. Hiervoor waren andere motorrijtuigen nodig. In 1913 werden 19 motorrijtuigen op draaistellen besteld. Deze 24,5 ton zware rijtuigen waren 13,3 meter lang en 2,4 meter breed en uitgerust met twee motoren van 50 pk (37 kW). Er waren 48 zitplaatsen en 24 staanplaatsen. Deze krachtige en zware motorrijtuigen kregen de bijnaam "Titanic". Ze werden pas na de oorlog geleverd maar waren geen succes, omdat hun snelheid te laag was voor de streeklijnen.

#### 1921–1947

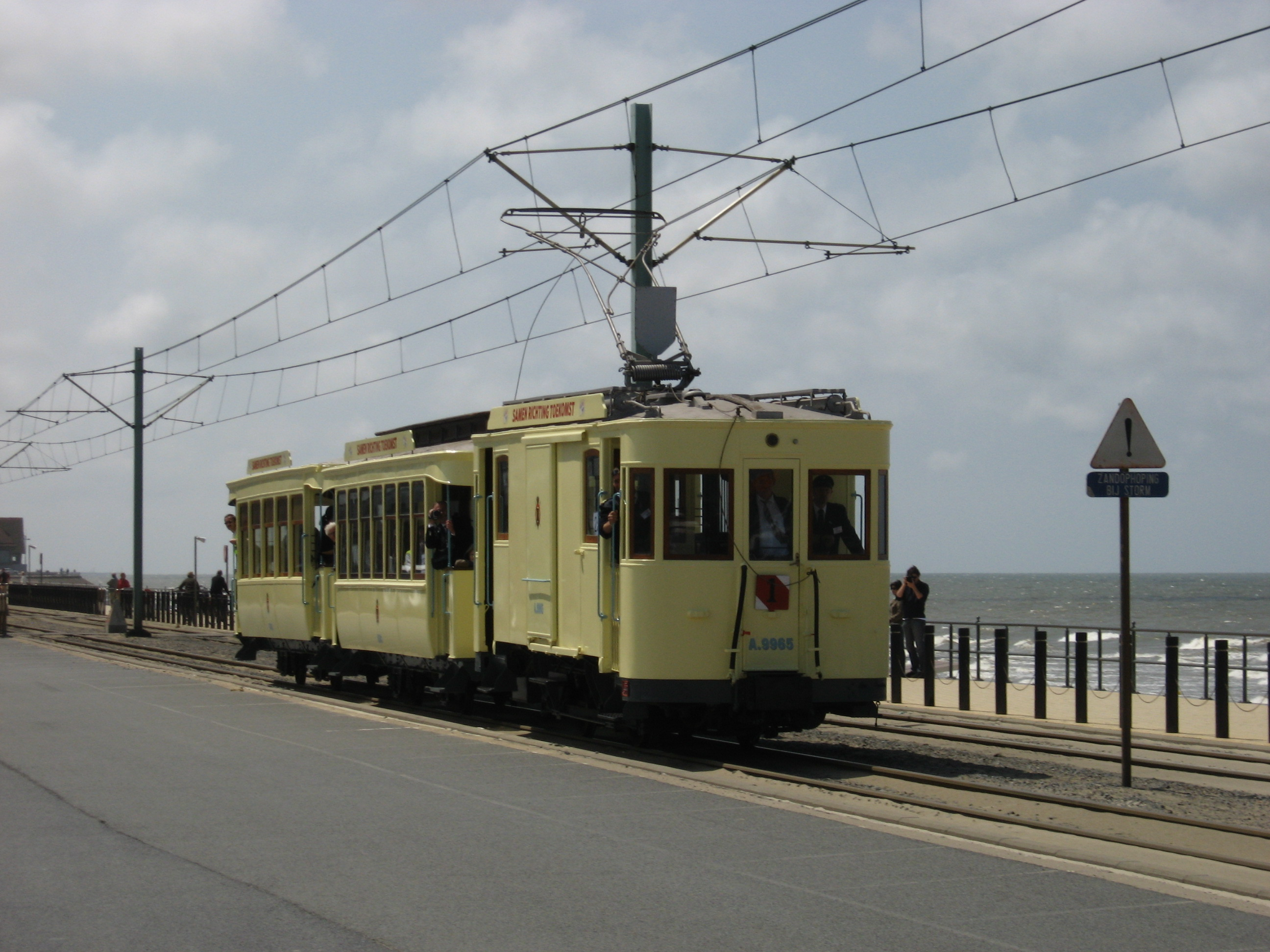
Een zware tweeassige bagagemotorwagen, type OB, die op de kustlijn gebruikt werd om aanhangrijtuigen te trekken. De foto is genomen tijdens de tramparade ter gelegenheid van het 125 jaar jubileum van de Kusttram en NMVB. De motorwagen trekt twee tweeassige aanhangrijtuigen

Omdat de eerste motorrijtuigen met draaistellen weinig succesvol waren, werden vanaf 1928 tot en met 1934, meerdere reeksen zware tweeassige motorrijtuigen besteld. Een deel van deze moderne tweeassers was voorzien van verbindingsdeuren in de windschermen, zodat een ontvanger meerdere rijtuigen kon bedienen. De balkons bij de eerste series waren voorzien van handbediende vouwdeuren, bij latere series werden de praktischere schuifdeuren toegepast. De motorrijtuigen waren 10,446 meter lang, behalve de eerste serie die 9,266 meter lang was. In de zijwanden waren zes tweedelige ramen. Het bovenste gedeelte was vast en het onderste gedeelte kon geopend worden. In totaal werden er 197 motorrijtuigen gebouwd. Bij de laatste reeks waren de trams uitgerust met elektrische weerstandremming, waardoor veel slijtage aan de mechanische wielremmen vermeden werd.
Met dit type motorwagens werden in 1929 tussen Brussel en Ninove proeven uitgevoerd als pendeltrein, met aan elk uiteinde een motortram met tussenin 3 tot 4 aanhangrijtuigen. Daar er echter nog geen afstandsbediening bestond, moest de tractiestroom doorheen de aanhangrijtuigen geleid worden. De test was geen succes. In 1932 liet de NMVB drie tweeassige bagagemotorwagens bouwen voor de kustlijnen. Deze tractoren konden 10 beladen aanhangrijtuigen trekken op een vlak traject aan 50 km per uur.
Naast de zware tweeassers werden toch nog lichtere motorwagens gebouwd voor stadslijnen en voorstadslijnen. Van de TEG (Tramways Electriques de Gand) werden in 1932 zes drieassige motorrijtuigen overgenomen. De uiterste assen waren scharnierend en door de middenas gestuurd. In 1933 worden drie bagagemotorwagens volgens hetzelfde model gebouwd. In 1935 en 1936 werden de laatste tweeassige motorrijtuigen gebouwd. Waaronder een serie van 5 omkeerbare, permanent gekoppelde dubbele motorrijtuigen.
De acht motorrijtuigen met benzolmotoren op draaistellen die al voorzien waren van elektrische motoren, werden omgebouwd tot volwaardige elektrische motorrijtuigen met stroomafname van de bovenleiding. Ze kregen nieuwe draaistellen die echter te klein waren om de motoren tussen de assen te plaatsen. De motoren werden aan de buitenzijde van de draaistelframes overhangend gemonteerd. In 1937 en 1938 kregen deze motorstellen een tweede verbouwing met nieuwe draaistellen, waar de motor wel tussen de assen gemonteerd kon worden.

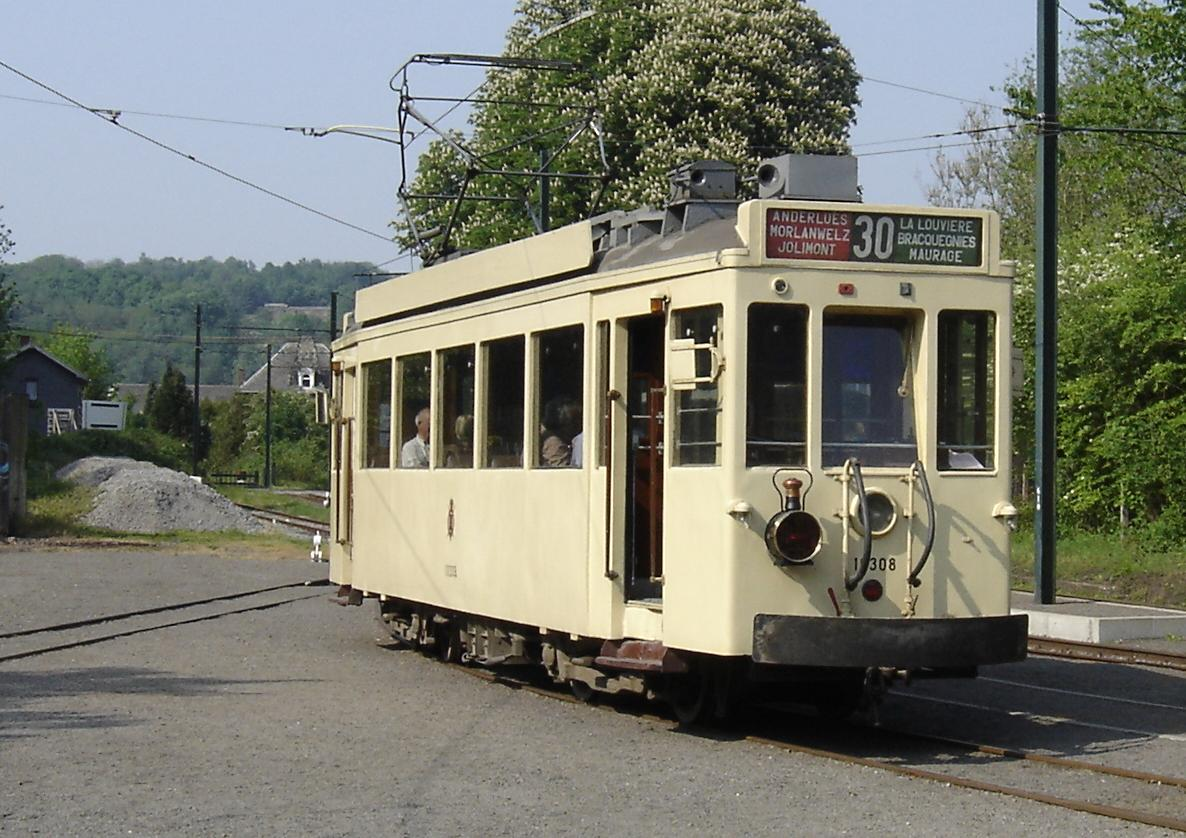
"Standaard" motorwagen van de NMVB in het trammuseum van de ASVi te Thuin.

In 1927 werden drie prototypes van motorwagens op draaistellen gebouwd. Deze trams waren 2,40 meter breed, de gebruikelijke breedte voor de kustlijn waar de proeven uitgevoerd werden. Na de geslaagde proeven op de kustlijn werden gelijkaardige motorrijtuigen gebouwd, maar dan met de breedte van 2,2 meter voor Brussel. Daarna werden nog vele motorrijtuigen van dit model gebouwd. Deze serie is men later "Standaard" type gaan noemen. Door gebruik te maken van kleinere motoren kon het type "Pennsylvania" draaistellen gebruiken die een instaphoogte hadden van slechts 75 cm. De houten rijtuigbakken hadden twee ruime balkons en een eerste en tweede klas compartiment. De aanvraag voor een halte gebeurde nu door elektrische drukknoppen in plaats van het trekken aan een koord. Vanaf 1933 werden de koetswerken niet meer gebouwd in hout maar uit metaal. De eerste metalen standaardwagens waren geklonken. Toen de techniek van het elektrisch lassen in de praktijk toepasbaar werd, ging men ertoe over de laatste series nieuw gebouwde standaardtrams bij de bouw geheel te lassen. Vanaf 1935 werden de rijtuigen geleverd met filmkasten waarvan binnen uit de juiste bestemmingen gedraaid konden worden. Op de oudere rijtuigen werden houten koersborden op het dak toegepast. Deze borden konden in de stelplaatsen of aan de eindpunten gewisseld worden.

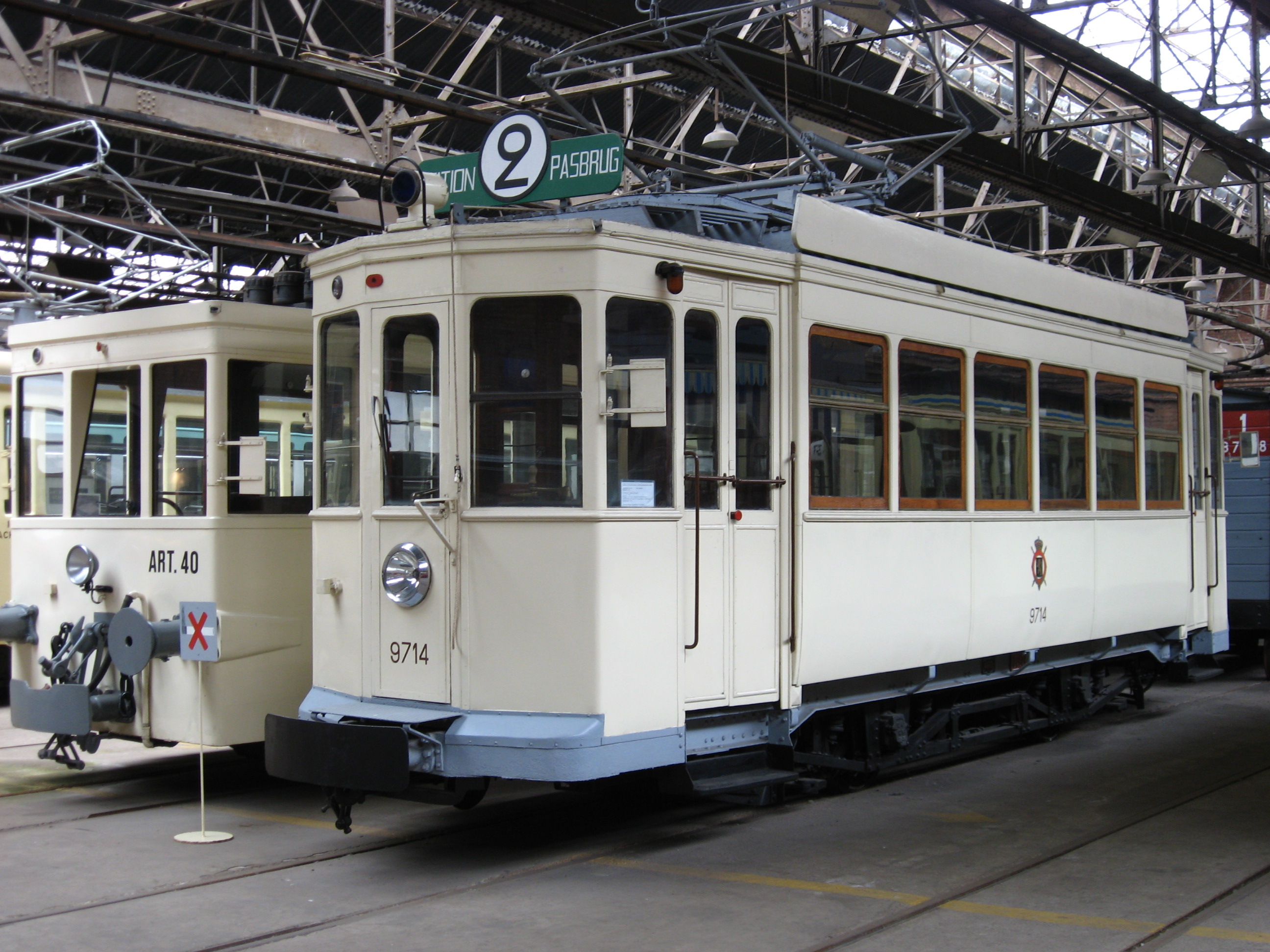
Tweeassige stadstram gebruikt voor lijn 2 in Mechelen. Te zien in het Vlaams Tram- en Autobusmuseum

In 1944 werd de laatste reeks van "Standaard" motorwagens besteld en in 1947 in gebruik genomen. Uiteindelijk zijn er 400 "Standaard" motorwagens gebouwd. Deze trams hebben het grootste gedeelte van het verkeer op de streeklijnen voor hun rekening genomen. De meeste zware tweeassige motorrijtuigen verhuisden naar de stadsdiensten en de goederenbesteldienst.
Voor de stadsdiensten werd vanaf 1932 tot 1939 een honderdtal tweeassers gemoderniseerd met verlengde balkons voorzien van schuifdeuren en vlakke windschermen. Het koetswerk kreeg grotere ramen. Door deze modernisering werden oudere wagens aan de eisen van de tijd aangepast en kregen zij een moderner aanzien.

#### 1948–1991

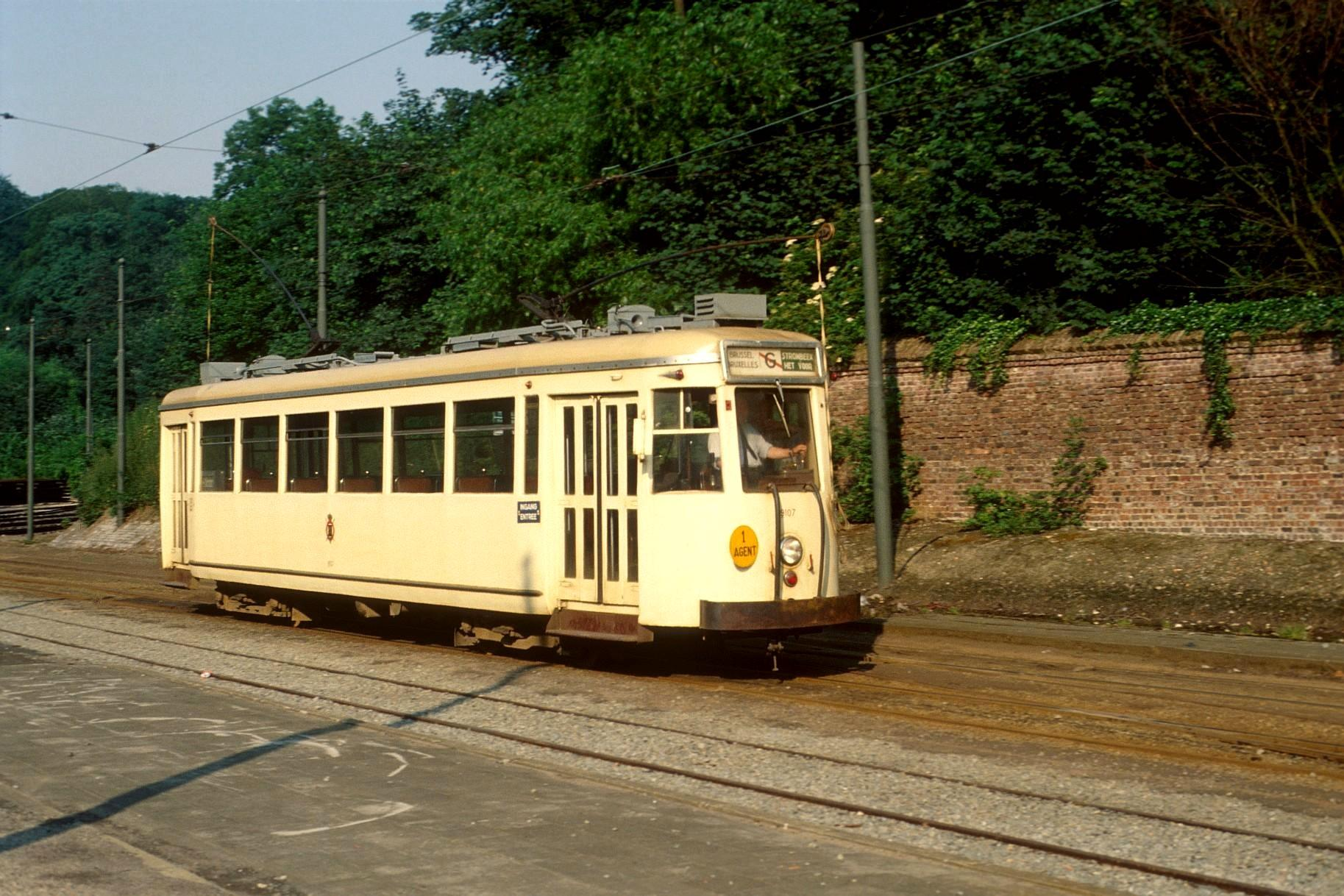
Elektrisch S-motorrijtuig, kenmerkend voor het NMVB-materieel van de jaren vijftig en zestig, op de Heizel in Brussel. Het gele eenmansbedieningsbord is aanwezig. Het vooraan instappen is dan verplicht

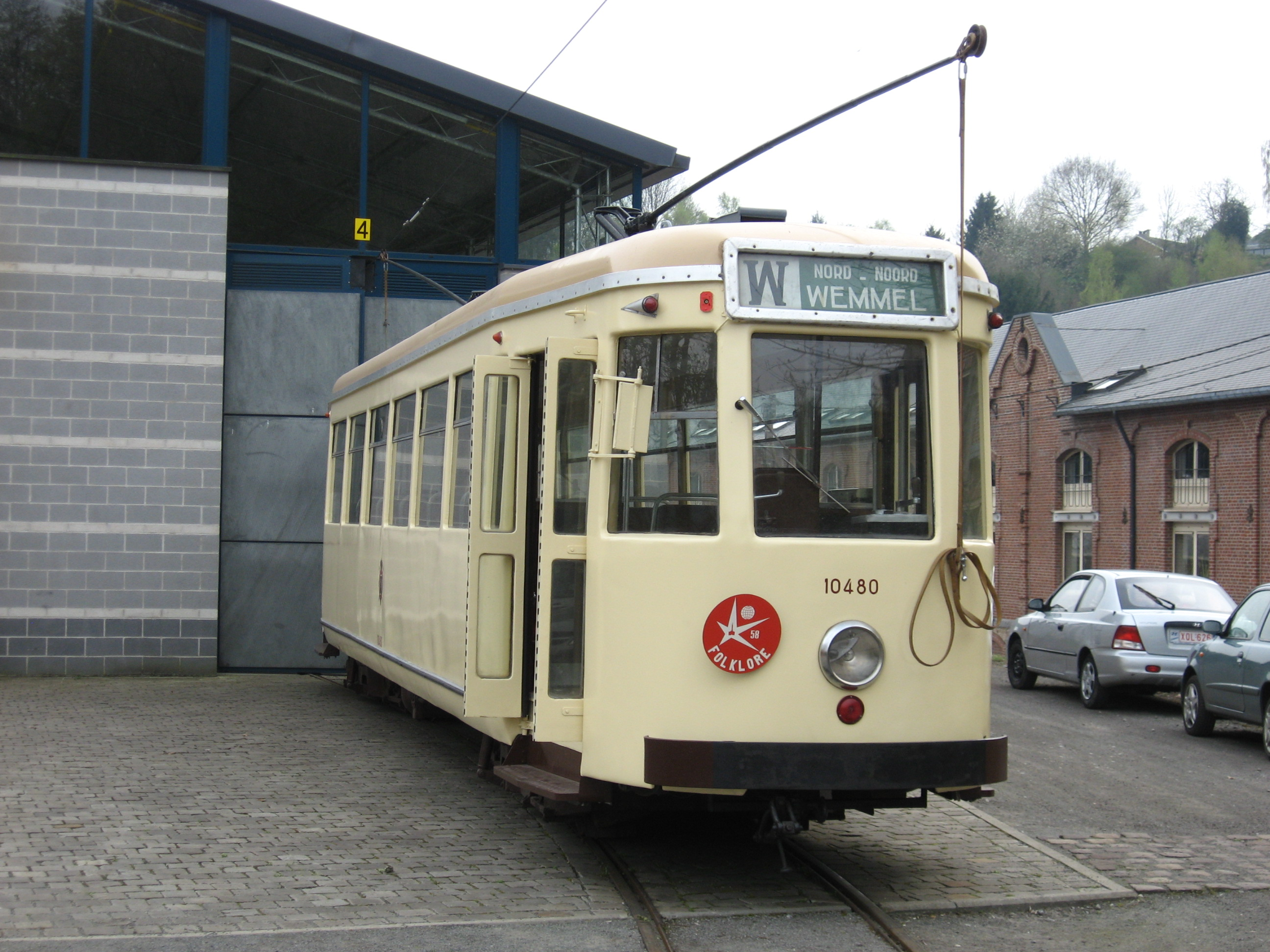
Elektrische N-motorrijtuig bij het museum van de ASVi in Thuin. Het verschil tussen type N en S is te zien aan de luchtslangen voor de beremming bijwagens, die alleen bij type "S" gemonteerd zijn

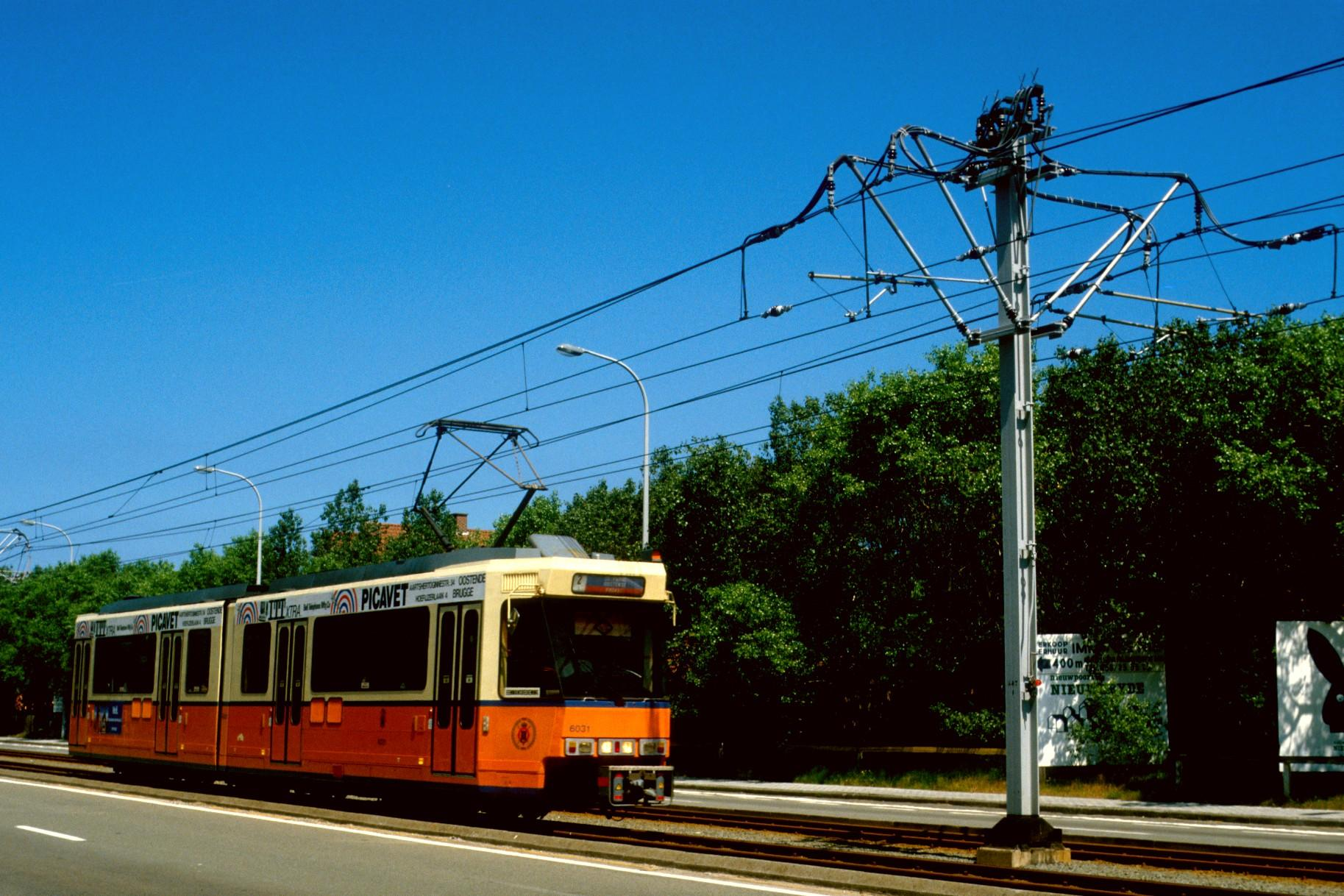
Elektrische enkelrichting gelede tram, geleverd door BN aan de kustlijn. De koppeling is nog niet verwijderd en er is nog geen lagevloertussenbak

In 1949 werden 21 eenrichtingstrams met 24 bijpassende aanhangers gebouwd. Deze Braine-le-Comtetrams met draaistellen waren in lichte metaallegering gebouwd met lichte draaistellen. Het motorrijtuig had een tarragewicht van 17,5 ton voor 104 reizigers en voor de aanhangrijtuig was dit 8,7 ton voor 114 reizigers. Bij een volle bezetting was dit een gemiddeld gewicht van 12 kilo per reiziger. Deze lichte constructie gaf echter problemen bij het herstel van aanrijdingen met vrachtwagens, die het koetswerk aanzienlijk konden vervormen. Er werden geen vervolgbestellingen van deze serie gedaan.
In navolging van enkele trambedrijven heeft de NMVB in 1948 een in de Verenigde Staten aangekochte PCC-car geprobeerd, die in 1950 gevolgd werd door 24 exemplaren van Belgisch fabricaat die enkele decimeters smaller waren. Deze trams hadden goede versnellings- en remeigenschappen, maar hadden instabiele rijeigenschappen op de slecht onderhouden sporen van de buurtspoorwegen. Voor het onderhoud had men bovendien gespecialiseerd personeel nodig. Deze trams werden ingezet op voorstadslijnen van Charleroi en La Louvière / Manage in Henegouwen en aanvankelijk ook op de lijn Brussel – Leuven, waar men de prestaties van de PCC wilde vergelijken met die van het Braine-Le-Comte-materieel. Geen van beide tramtypen voldeed daar echter. In 1960 werden de PCC-cars verkocht aan het trambedrijf van Belgrado omwille van de standaardisatie van het NMVB-trammaterieel.
Al tijdens de oorlog werden prototypes gebouwd van een nieuwe type stadstram op draaistellen. Na de oorlog besloot de NMVB een ander exploitatiesysteem in te voeren voor stadstrams, waarbij achteraan werd ingestapt bij de ontvangstpost en vooraan werd uitgestapt. Hiervoor werden de deuren op afstand bediend en waren er binnen geen schotten meer. Andere verbeteringen waren de verlichting met tl-lampen, een meer gestroomlijnde vorm, de ergonomische stuurpost en de goede bereikbaarheid van alle elektrische en mechanische onderdelen. De trams waren 14,3 meter lang. Na enige smalle prototypes werd uiteindelijk gekozen voor een breedte van 2,32 meter. De wagens hadden een capaciteit van 86 reizigers. Van 1949 tot 1958 werden 81 trams van de definitieve versie van tramtype "N" gebouwd. Vanaf 1958 werden de oorspronkelijke draaistellen waar zich haarscheurtjes in vertoonden, vervangen door 132 nieuwe draaistellen. Deze hadden een rubberen ophanging, schijfremmen en magnetische railremmen. De oude draaistellen werden hersteld en gebruikt bij de verbouwing van aanhangrijtuigen. Dit waren, voor een lange tijd, de laatste nieuwe trams die gebouwd werden. Pas in 1981 werden nieuwe trams geleverd.
De nieuwe "N" trams waren een succes en de oude "Standaard" trams werden tussen 1953 en 1959 verbouwd volgens dezelfde constructieprincipes. Deze verbouwde trams, die uiterlijk veel op het "N" type leek, werden tramtype "S" genoemd. De S-wagens waren te herkennen aan de buiten gemonteerde luchtslangen voor de remming van de aanhangrijtuigen. Er zijn in totaal 200 trams verbouwd. Ten behoeve van de kustlijn werden er 28 eenrichtingstrams (type S-Oostende) geleverd met een breedte van 2,40 meter en met maar één stuurpost en zitbanken in de rijrichting. Het vrije achterbalkon had ruimte voor bagage en een verbindingsdeur naar de aanhangrijtuigen voor de ontvangers. In 1959 werden, in verband met de krimp en afbouw van het tramnet, de verbouwingen gestaakt.
Toen in 1980 besloten werd de spoorlijnen aan de kust en in Henegouwen te handhaven, waren nieuwe trams nodig. Er werden bij BN 50 enkelgelede eenrichtingstrams besteld voor de kustlijn en 55 enkelgelede tweerichtingsrijtuigen voor Charleroi. De trams zijn 22,9 meter lang, inclusief koppelingen, 2,5 meter breed en wegen 31,5 ton. Deze trams zijn voorzien van ACEC-thyristorchoppers, zijn voorzien van magnetische railremmen, rheostatische remming en kunnen remmen met energierecuperatie. De trams konden in treinschakeling gekoppeld rijden. Aanvankelijk werd treinschakeling op de kustlijn toegepast maar later ging men over op exploitatie met losse wagens en werden de koppelingen verwijderd. Hoewel de trams binnen zijn uitgerust met een moderne omroepinstallatie, wordt nog steeds het traditionele tweetonige hoorngeluid gebruikt als waarschuwing. En de luide bel. De trams voor de kustlijn werden later door "De Lijn" vergroot door het tussenvoegen van een middenbak.
Ten slotte werden in Charleroi nog een twintigtal type S-trams grondig gemoderniseerd als aanvulling op de nieuwe sneltrams. Dit werd het type "SJ" tram met een oranje kleur. De andere oude trams zijn, behalve enige museumexemplaren, gesloopt of verkocht aan andere metersporige trambedrijven in het buitenland, zoals Gijón en Valencia in Spanje, waar regionale smalspoorlijnen door de FEVE geëxploiteerd werden. Ook in het Noorse Trondheim en bij de Rotterdamsche Tramweg Maatschappij in Nederland (enkel aanhangrijtuigen) hebben voormalige NMVB-trams gereden.

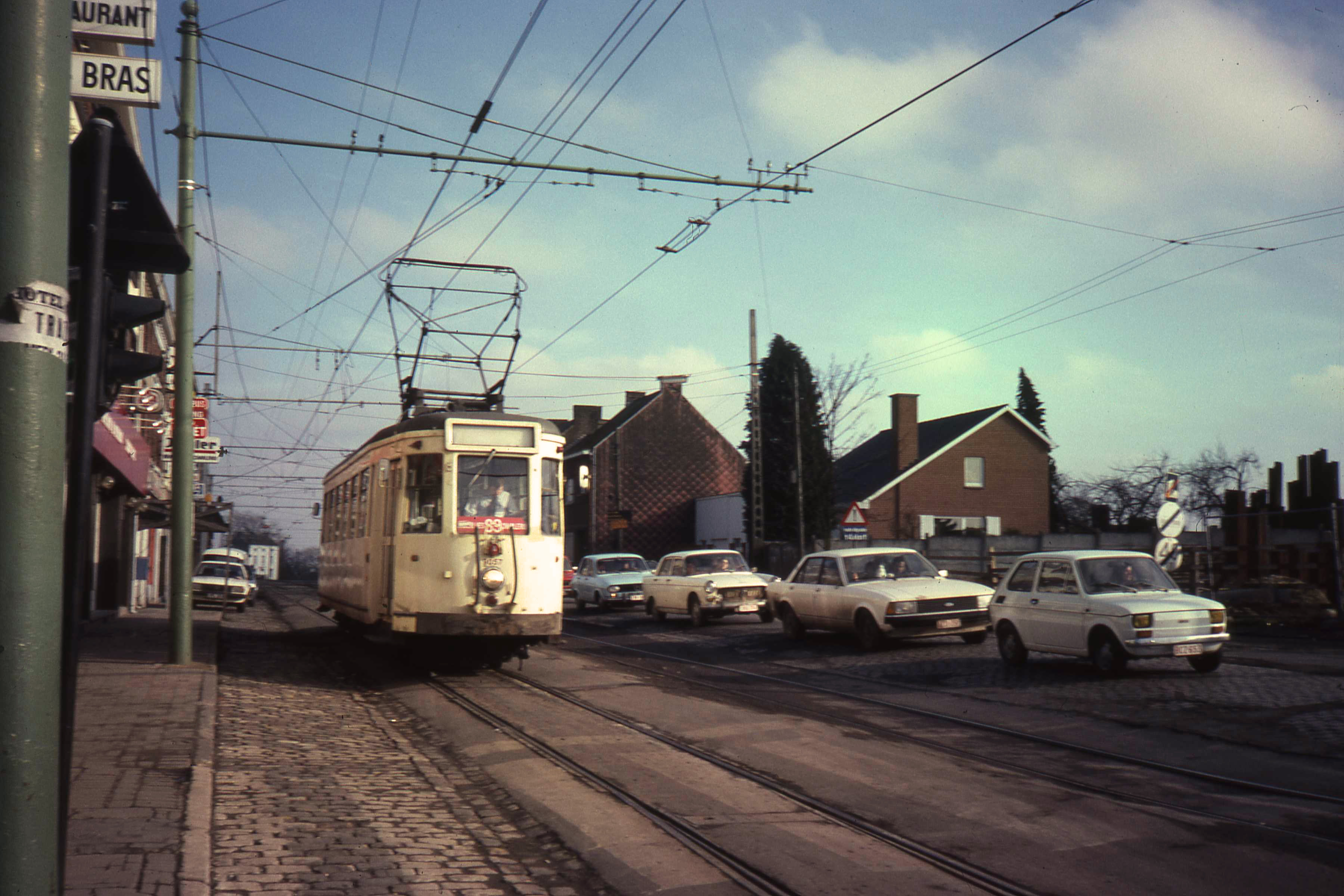
Een type "S" tram in oorspronkelijke uitvoering te Anderlues op het buurtspoornet in Henegouwen. Niet-gemoderniseerde S-trams bleven tot 1986 in dienst.

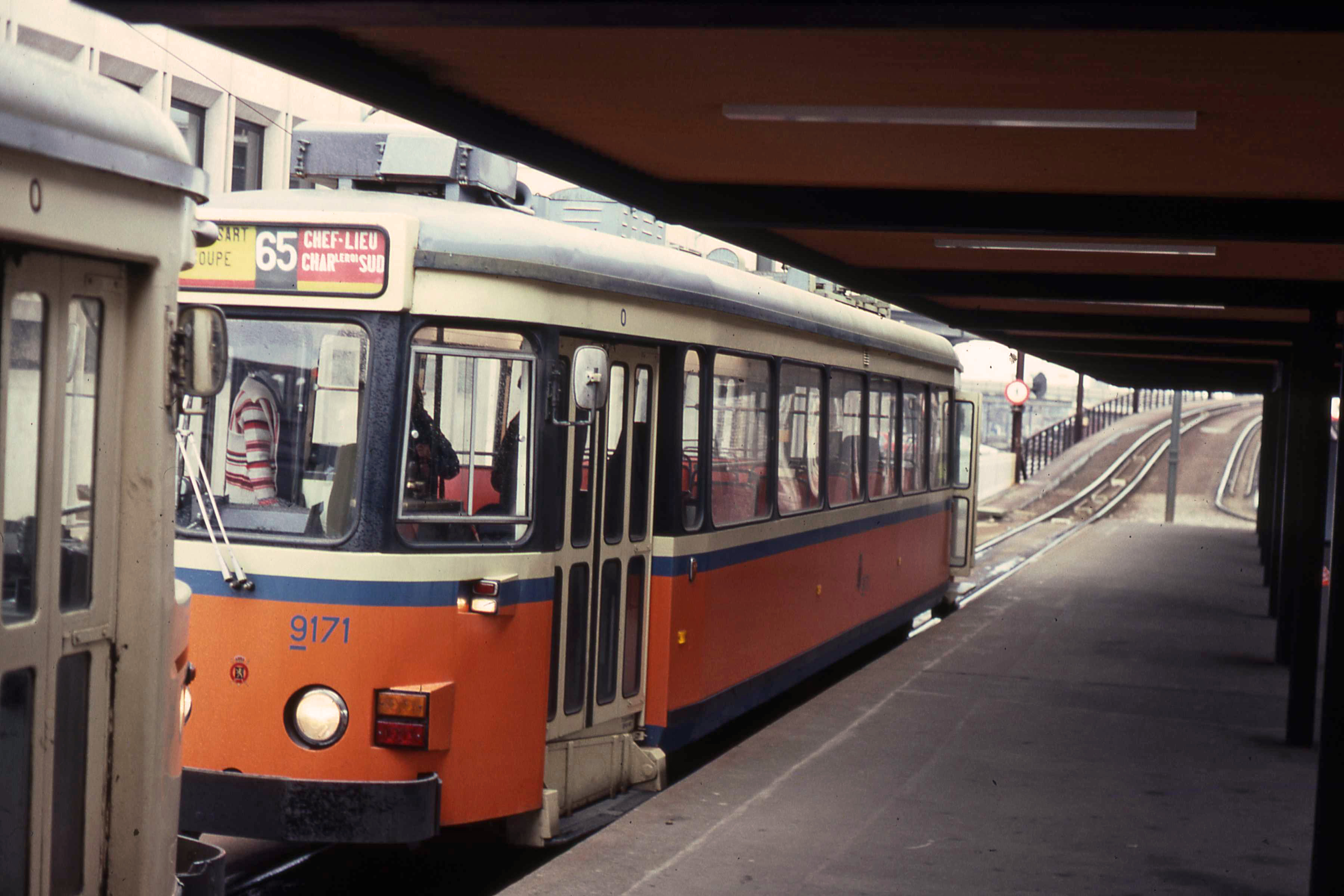
Om naast de nieuwe gelede trams nog kleinere trams te hebben voor de rustige lijnen, werden S-trams gemoderniseerd en aangepast voor tunneltrajecten, type "SJ"

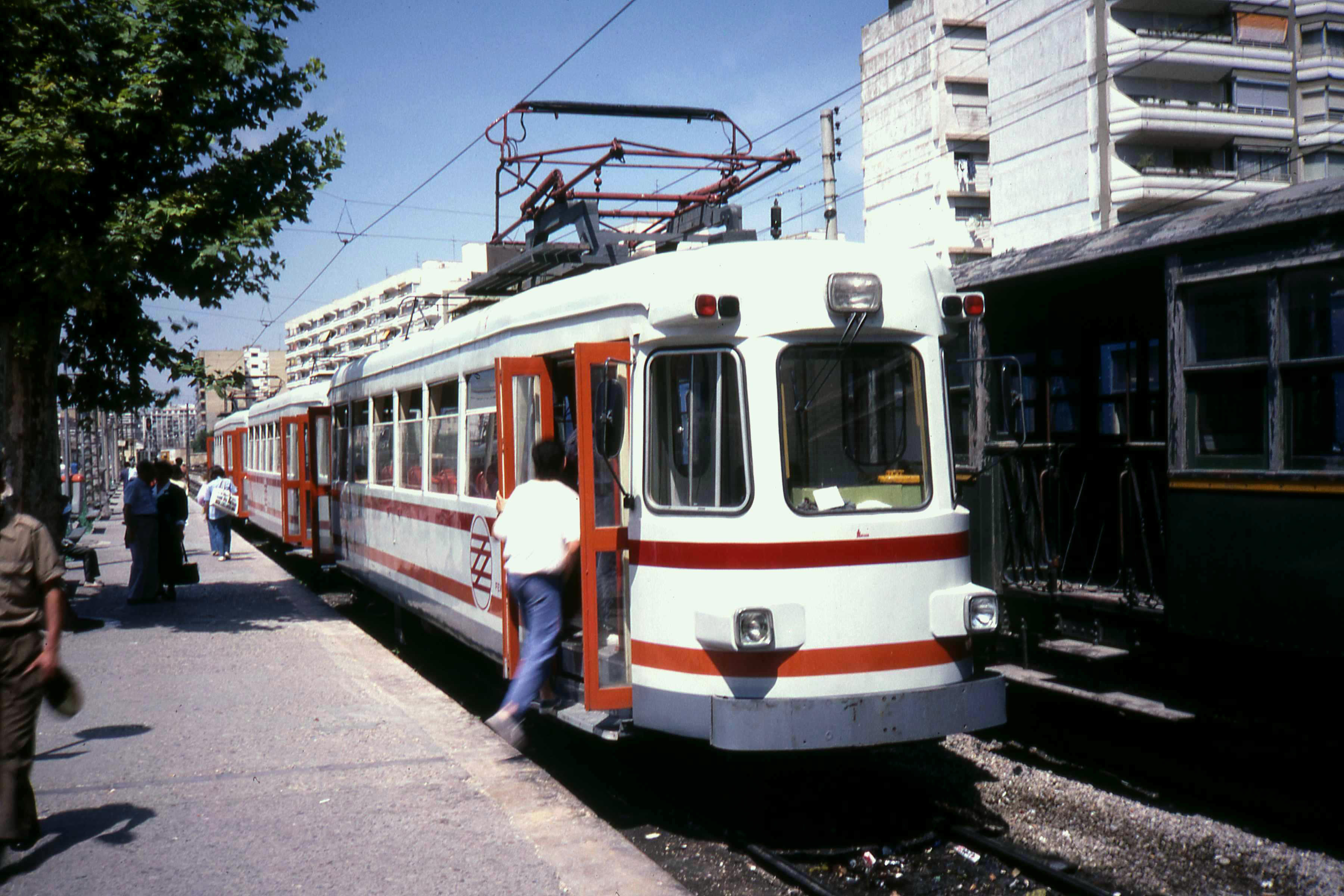
Ook op het smalspoornet van de FEVE in het Spaanse Valencia waren voormalige NMVB-trams te vinden. Dit is een in Spanje gemoderniseerd tramstel type S

### Aanhangrijtuigen

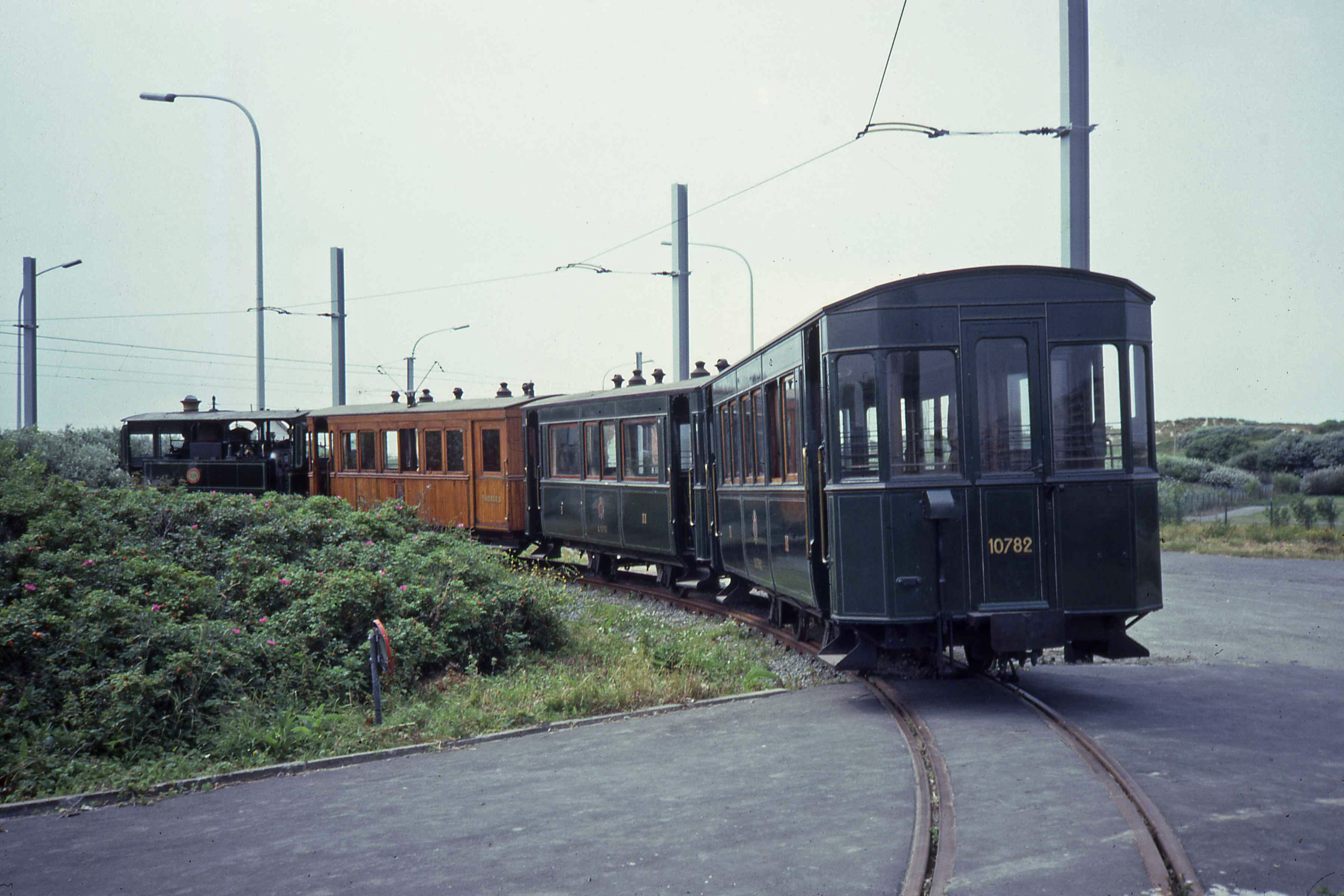
Een buurtspoorweg "trein" met een houten rijtuig en twee rijtuigen met houten wagenkast bekleed met staalplaten. Dit zijn allemaal tweeassige rijtuigen

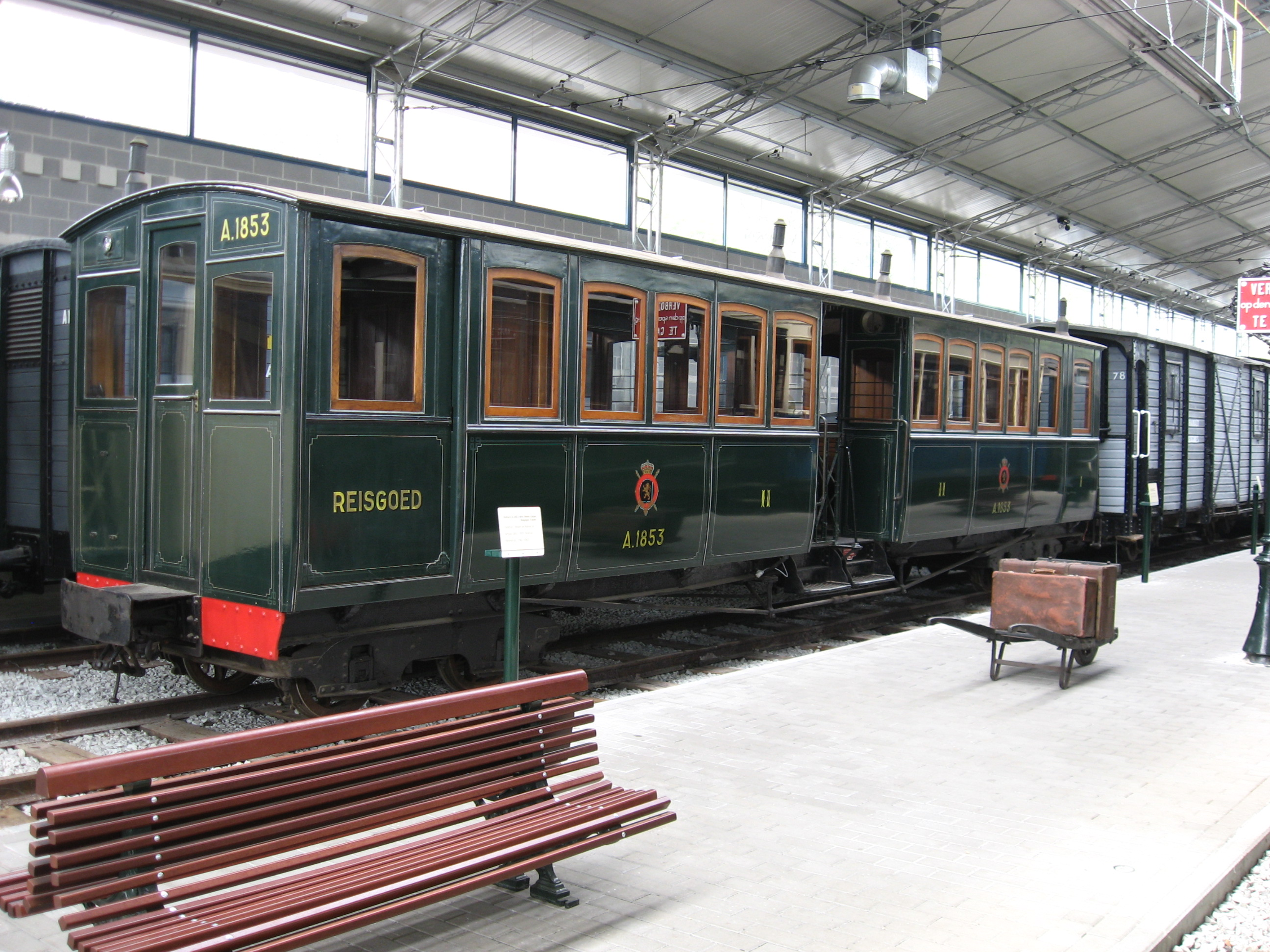
Rijtuig met draaistellen gebouwd in 1891. Heeft 1e, 2e klas compartimenten en bagage afdeling

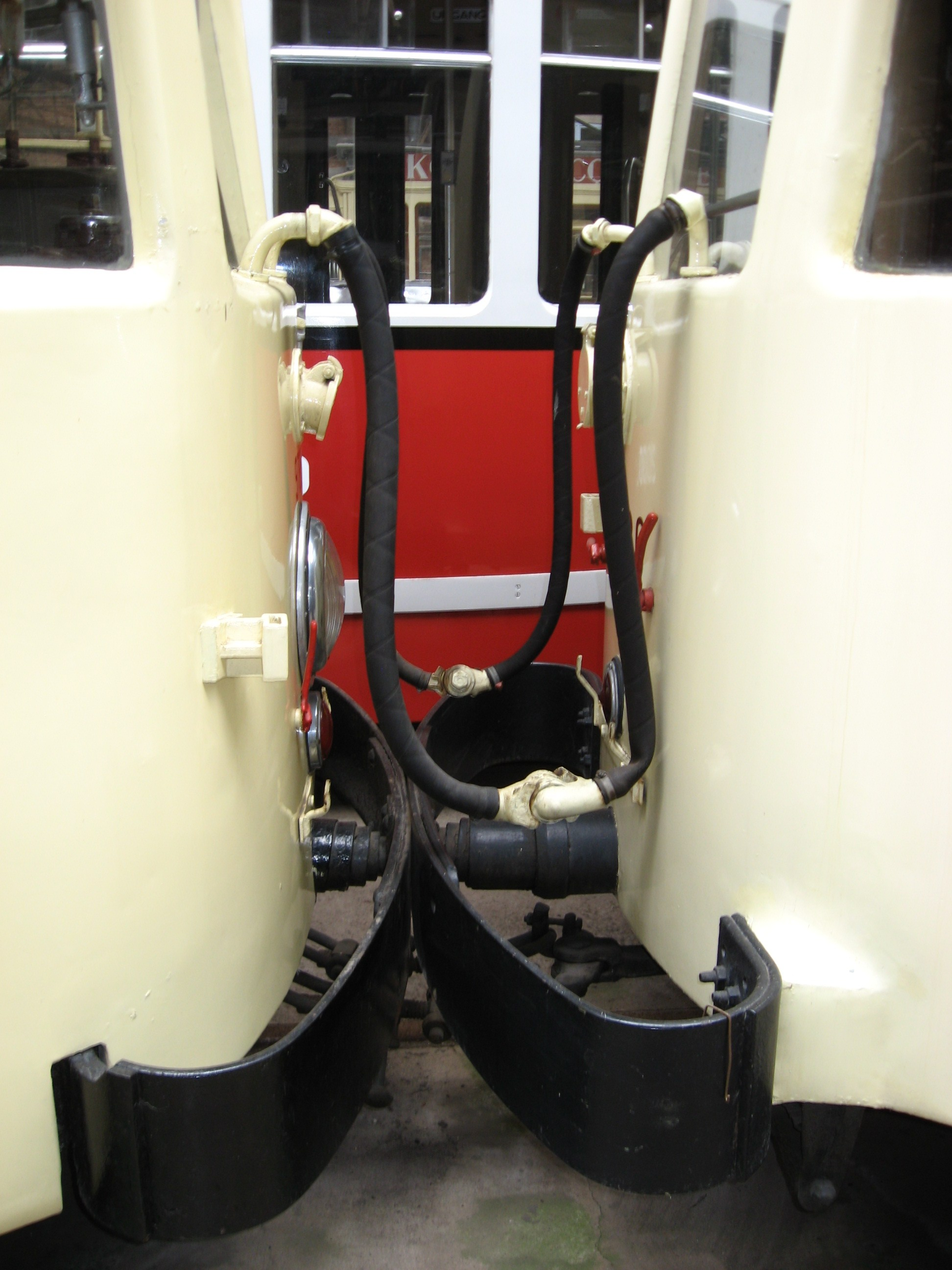
Kenmerkende NMVB koppeling tussen de rijtuigen. Er is altijd maar één contactvlak dat meebeweegt in de bogen

De eerste stoomtrams bestonden uit een stoomloc, een eersteklasrijtuig en een of meer tweedeklasrijtuigen met eventueel een bagagerijtuig. Er bestonden ook gemengde rijtuigen, zoals eerste met tweede klas, of tweede klas met bagageafdeling. Goederenwagens werden bij gemengde treinen meestal achter de personenrijtuigen geplaatst omdat er op de meeste goederenwagens geen doorgaande remleiding was aangebracht. De oudste tweeassige personenrijtuigen waren voorzien van open balkons. De lengte van de onderstellen bedroeg 5,7 meter, de breedte van de wagenkasten 2,4 meter en de asafstand 1,8 meter. De tweedeklasreizigers zaten op houten banken. In de eerste klas waren deze ruimer en bekleed met kussens. De wagons werden met petroleumlampen verlicht en met een kleine kachel verwarmd. Zo'n kachel werd een "Duveltje" genoemd. Bij lange afdalingen moest de treinwachter alle rijtuigen langs om de handremmen aan te draaien.
Vanaf 1892 werden de rijtuigen met grotere balkons (onderstel van 6,8 m) en asafstand (2,4 m) gebouwd. Deze rijtuigtypes werden gedurende een periode van 25 jaar gebouwd.
Vanaf 1888 werd een beperkt aantal rijtuigen gebouwd met draaistellen, waardoor een langer onderstel gebruikt kon worden, 11,31 meter lang. Daarop werd een kast gezet met zowel een eersteklasruimte, een tweede klas en een bagageruimte. Zo kon op zwakke hellingrijke lijnen het reizigersgedeelte kort gehouden worden, waardoor er meer goederenwagens meegenomen konden worden of bij gelijkblijvende treinlengte het brandstofgebruik van de locomotief beperkt werd. Voor het noorden van Antwerpen werd een variant gebouwd met een rijtuigkastbreedte van twee meter om ook in Nederland te kunnen rijden. De rijtuigen met primitieve draaistellen waren ontsporingsgevoelig en er zijn daarom geen grote aantallen van gebouwd. In 1909 werd een nieuwe kleine serie van rijtuigen met draaistellen besteld.
De NMVB had in de stoomtramperiode steeds een voorkeur voor tweeassige rijtuigen om met maximale flexibiliteit de samenstelling en de capaciteit van een tramstel aan te kunnen passen aan de behoefte. Vierassige stoomtramrijtuigen met een vaste indeling zijn daarom uitzonderingen gebleven.
Met de door de Belgische ingenieur De Rechter ontworpen oriënteerbare assen werden tussen 1892 en 1897 91 rijtuigen gebouwd. De onderstellen waren 8,36 meter lang.
In 1887 werd een experiment uitgevoerd met Rowanstoommotorwagens. Deze hadden aan de voorkant op een draaistel een verticale stoomketel en aandrijfmechanisme. Achteraan was er een enkele as. Reizigers hadden toegang tot het voertuig via twee platformen. Bij elk eindpunt moest het voertuig gedraaid worden. Dit tweejarig experiment is geen succes geweest.
Vanaf 1913 werden tweeassig stoomtramrijtuigen geleverd die groter waren en meer comfort boden. De buitenkant was bekleed met teakhout. De verlichting was uitgevoerd met acetyleenlampen en verwarming kwam van cokeskachel die onderaan het rijtuig gemonteerd was en warme lucht leverde. Tot 1916 werden 151 van dergelijke rijtuigen gebouwd. Vanaf 1919 werd een vervolg serie van 215 rijtuigen gebouwd, maar met staalplaat als buitenbekleding.
Vanaf 1925 werd in sommige stoomtrams elektrische verlichting ingevoerd. De stroom werd geleverd door een generator in een pakwagen of bagagewagen. De generator werd aangedreven vanaf de wielas van het rijtuig. Bij stilstand werden batterijen als buffer gebruikt.
Vanaf 1930 nam het aantal stoomtrams sterk af door de uitbreiding van de elektrische tractie en het gebruik van spoorauto's. Veel van deze ex-stoomtramrijtuigen werden verbouwd als aanhangrijtuig voor de elektrische dienst of als aanhangrijtuig voor de spoorauto's. Vanwege de hogere snelheden werden de rijtuigen voorzien van een luchtrem, bovendien werd elektrische verlichting aangebracht.
Voor de elektrische tractie zijn er naast gesloten rijtuigen ongeveer tweehonderd open zomerrijtuigen in gebruik geweest.
Voor de elektrische dienst werden specifieke aanhangrijtuigen gebouwd met dezelfde stijl koetswerk als de elektrische motorrijtuigen. Later toen de stoomtractie op zijn retour was werd het wagenpark voor de elektrische dienst aangevuld met aangepaste stoomtramrijtuigen.
De NMVB heeft bij gewijzigde omstandigheden en inzichten steeds oud materiaal verbouwd en aangepast aan nieuwe omstandigheden. Zo werden in de jaren vijftig 76 houten wagenbakken van standaardmotorrijtuigen verbouwd tot aanhangers. Hiermee konden de laatste tweeassige aanhangrijtuigen buiten gebruik gesteld worden. De laatste generatie aanhangrijtuigen bestond uit nieuw gebouwde bijwagen van het type "S". In de jaren zestig en zeventig werden zij aangevuld met soortgelijke aanhangrijtuigen die uit motorwagens van het type "N" en "S" omgebouwd waren. Deze moderne aanhangrijtuigen reden achter de "S"- en "SO"-motorwagens op de resterende buurtspoorlijnen aan de kust en in Henegouwen.
Onder de elektrische dienst is men tot de komst van de gelede trams, aanhangrijtuigen blijven gebruiken in de spits of bij grote drukte. Zo trokken de kusttrams in de zomer vaak twee en soms zelfs drie aanhangrijtuigen. Bij een exploitatie met eenmansbediening (zonder conducteur) waren de aanhangrijtuigen voorbehouden aan abonnees.

### Kampeerrijtuigen
In 1937 is de NMVB gestart met het inzetten van tien kampeerrijtuigen. Zo een rijtuig was uitgerust met 5 tot 7 metalen bedden, twee banken, een tafel, wasbak, waterbak (500 liter), buffetkast en een gasfornuis met butaangas. De rijtuigen konden in de zomer voor minimaal een week afgehuurd worden. Er was een lijst van 36 kampeerplaatsen in landelijke gebieden, waar deze rijtuigen geplaatst konden worden op een zijspoor. Voorbeelden zijn: Humbeek-Vaart, Keerbergen-Zeept, Renipont-Plage, Westerlo, Lillo, Wuustwezel, Kasterlee, Lanklaar, Bassenge, Champlon, Martelange, Bohan, Érezée, Manhay, Pussemange en Corbion. Dit initiatief was een groot succes en talrijke aanvragen moesten geweigerd worden. Naast zinvol hergebruik van oude rijtuigen en ongebruikte opstelsporen leverde dit programma de NMVB ook extra vervoer op. De vakantiegangers bereikten hun kampeerrijtuig immers meestal per tram. Het voorbeeld van de NMVB vond in Nederland navolging bij de Rotterdamsche Tramweg Maatschappij die kort na de Tweede Wereldoorlog ook kampeerwagens ter verhuur aanbod.

### Bussen

#### 1925–1949
De 13 autobussen voor de eerste NMVB-buslijn Etterbeek – Overijse werden in 1925 en 1926 geleverd. De onderstellen (chassis) werden geleverd door vier bedrijven en de koetswerken door twee bedrijven die ook koetswerken voor spoorrijtuigen bouwden. Het koetswerk bevatte een platform vooraan en achteraan, beide voorzien van vouwdeuren. Tussen de platformen was er een compartiment met vier ramen aan beide kanten. Het geheel had een vierkant en spoors uiterlijk. Vooraan onder de motorkap was een benzinemotor gemonteerd. Pas later werden dieselmotoren gebruikt.
Al in deze tijd bestelde de NMVB vijf autobussen met afneembaar zeildak voor excursies. Deze bussen werden normaal alleen in de zomer ingezet.
Na de bussen voor de eerste buslijn besloot de NMVB twee verschillende bustypes te gebruiken:
- een kleine bus met minder dan 25 plaatsen
- een grote bus met 40 tot 50 plaatsen.

Vanaf 1934 bouwden twee nieuwe vrachtwagenconstructeurs, Brossel en Auto-Miesse, onderstellen die beter geschikt waren voor bussen en met sterkere motoren. Tussen 1927 en 1940 werden in totaal 106 bussen geleverd. Vanaf 1937 werden bussen geleverd met dieselmotoren. Vanaf die tijd werden in de grote bussen de benzinemotoren vervangen door dieselmotoren. De motor was altijd vooraan onder de motorkap. Pas bij de laatst gebouwde reeks in 1940 is de stuurpost verplaatst tot boven de motorkap. Het koetswerk werd lichter en men schakelde automobielconstructeurs in. Deze bouwden echter veel lagere carrosserieën, waardoor men niet meer rechtop in de bus kon staan. Dit probleem werd opgelost door de onderstellen te verlagen. De eerste onderstellen waren hoog en gebouwd voor vrachtwagens. Vanaf 1933 werden geen houten koetswerken meer gebruikt, maar van metaal.
Bij het uitbreken van de Tweede Wereldoorlog beschikte de NMVB over amper 100 bussen. Alle bussen werden bij het begin van de oorlog gevorderd door het leger. Elf bussen belandden zelfs in Toulouse met een colonne van reservisten. Vier maanden reden ze mee in het openbaar vervoer van die stad. Door oorlogsschade en Duitse vorderingen bleven er na het einde van de oorlog slechts 40 bussen over. Veel van deze bussen reden met een gasgenerator door gebrek aan brandstof. Om aan de grote vervoersvraag vlak na de oorlog te voldoen, werden door iedere NMVB-groep alle beschikbare bussen opgekocht. Zo ontstond er een grote variëteit aan bustypes. In Limburg werden zelfs Albion dubbeldeksbussen van Glasgow gekocht om mijnwerkers te vervoeren.
De eerste bestelling na de oorlog door het hoofdbestuur, was in 1946 voor 30 bussen geleverd door de Franse busbouwer Chausson. Kort daarna werden nog 15 Chaussonbussen geleverd. De bussen waren de eerste die een zelfdragend koetswerk hadden en geen dus geen onderstel meer nodig hadden. De bus had 51 sobere zitplaatsen. Na de oorlog werden Mackvrachtwagens met dubbele achteras gekocht, om het goederenvervoer na de oorlog op te starten. Van deze vrachtwagens werden er tussen 1946 en 1948, 30 omgebouwd tot bus door de koetswerkbouwers Bogaerts-Stoelen (Bostovo) uit Lier. Deze omgebouwde bussen werden ingezet voor het vervoer van mijnwerkers. Kenmerkend voor deze bussen waren de dubbele achterassen.
De NMVB groep Brabant kocht in 1947 nog vier Minervabussen met een nieuw type motoren. Pas op het einde van 1947 werden bussen gekocht met een modern ontwerp. Het zijn dertig bussen met een Guyonderstel en een Gardnerdieselmotor. Het koetswerken werden gebouwd door "Vranken" en "Ragheno". In 1948 worden twintig Brosselbussen met Leylanddieselmotor en chassis van "D'Heure". Deze bussen hadden luchtdrukremmen. In 1950 werd nog een vervolgbestelling van Brosselbussen geleverd. Het koetswerk was van Maes en Jonckheere. De dieselmotor had een verbeterd injectiesysteem.

#### 1950–1963

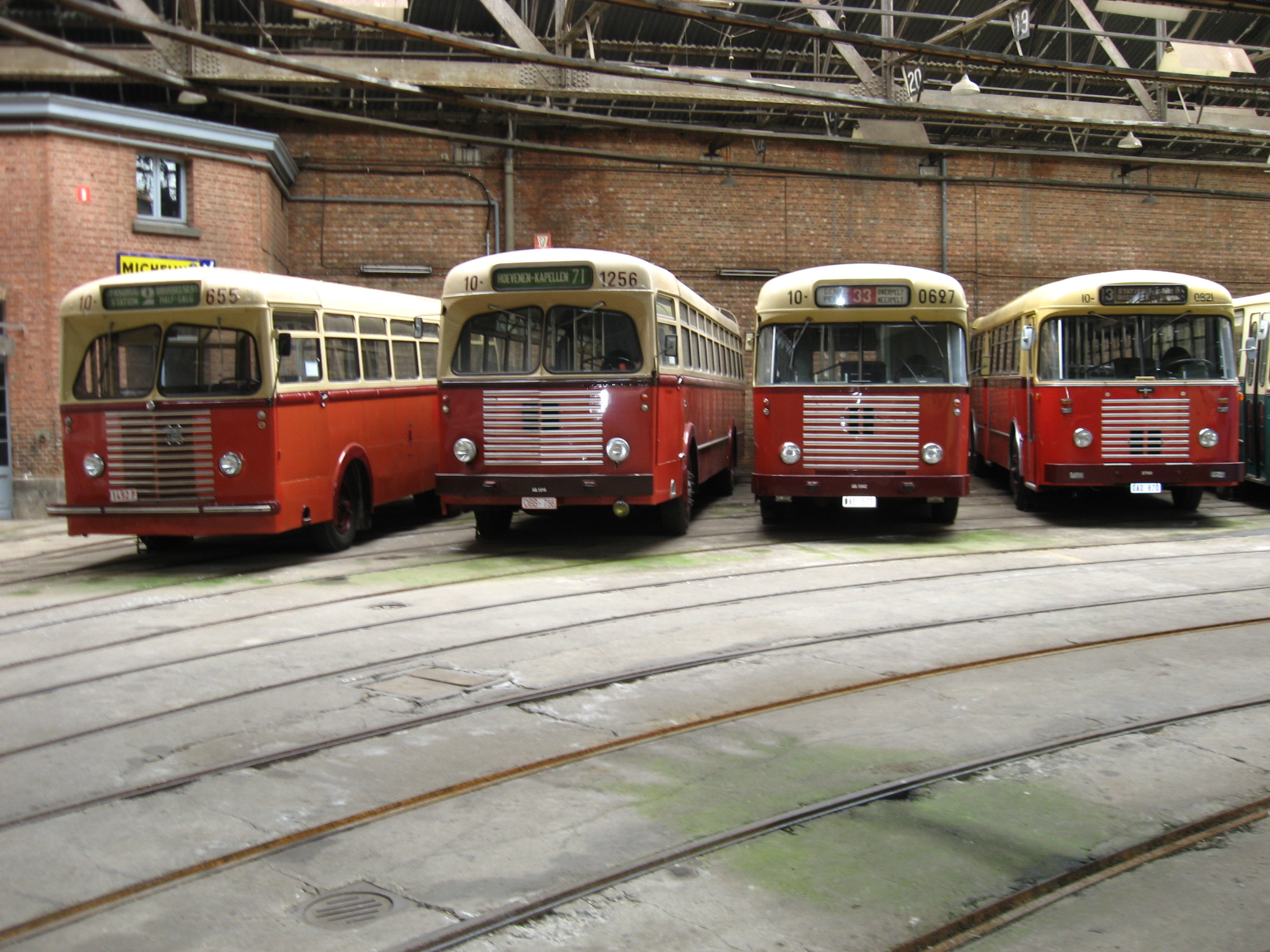
Bussen van de jaren 1950 in het Vlaams Tram- en Autobusmuseum. Links de eerste reeks en rechts de tweede reeks

Tot nu toe waren alle motoren vooraan geplaatst. Begin jaren vijftig experimenteerde de NMVB met heckmotoren die achteraan geplaatst waren of met een horizontale underfloor motor geplaatst onder de vloer. Tevens werden er proeven gedaan met luchtgekoelde motoren. Dit was geen succes in verband met het lawaai. Deze proeven waren nodig om het concept te bepalen voor de nieuwe standaardbussen. Daar in die tijd werd besloten om te schakelen van spoor- naar wegvervoer, waren er veel nieuwe bussen nodig. Het concept voor de standaardbus was:
- vooraan een stuurpost gescheiden door een halve wand. Deze stuurpost moest tevens ingericht worden voor de betaling en aflevering van vervoersbewijzen, daar er eenmanbediening werd ingevoerd.
- een instapdeur rechts vooraan vóór de vooras en bij de stuurpost (trambusmodel).
- een uitstapdeur op twee derde achteraan de bus, met ter hoogte van de deur een platform.
- een volledig vlakke vloer met een instaphoogte van ongeveer 850 mm, met een toegang van 3 treden aan de voorkant.
- de motor werd achteraan gemonteerd. Om de motor vanaf die afstand te besturen kwam er een halfautomatische gangwissel met pneumatische bediening (later een automatische met koppelomvormer). Hierdoor konden de stangbedieningen vanaf de stuurpost afgeschaft worden.
- Het koetswerk werd uitgevoerd met een balkstructuur waardoor het gewicht beperkt kon worden (zelfdragende bouwwijze). Er was een licht onderstel om stevige bevestigingpunten te bieden voor de ophanging van de motor.

Uiteindelijk werden er twee types gebouwd: voor 40 plaatsen en voor 75 à 100 plaatsen.
Tussen 1950 en 1956 werden aan de NMVB 124 bussen met Chevrolet onderstel en motor geleverd. Deze bussen hadden een koetswerk gebouwd door het bedrijf Jonckheere volgens de nieuwe NMVB-standaardbuswensen. De eerste reeks was met benzinemotoren en de tweede reeks met dieselmotoren. De motoren waren nog steeds vooraan. 24 van die Chevroletbussen werden in Brugge ingezet om de stadstram te vervangen. Er werden proeven gedaan met propaangas (lpg). Na de succesvolle proef in Brugge is het gebruik van propaangas uitgebreid en in andere stadsnetten ingevoerd. Er reden in totaal 154 Mercedes-Benzstadsbussen op propaan in de stadsnetten van Brugge, Oostende, Mechelen, Namen en Leuven. In 1971 werd wegens de hoge prijs besloten van het propaangas af te stappen en werden de motoren vervangen door diesels. Na 1975 reden er geen NMVB-bussen meer met propaangas.
In 1957 kwam de eerste reeks van korte standaardbussen gebouwd door Brossel in dienst. De profielen waren in zacht staal en er werd een aluminiumbekleding gebruikt. De Leylanddieselmotor was achteraan ingebouwd met luchtinlaat op het dak. De ophanging was nog met bladveren, met aan de voorzijde schokdempers. Deze stadsbussen boden plaats aan 65 reizigers.
In 1953 werden de eerste twee gestandaardiseerde lijnbussen gebouwd door de NMVB-werkplaats van Hasselt. Deze worden gebouwd op een Brosselonderstel A 93 DAR (Autobus de 93 places à Moteur Diesel Arrière). Tussen 1953 en 1957 werden er in totaal 469 bussen van dit type besteld. Er werd een verticaal opgestelde Leylanddieselmotor gebruikt en het koetswerk was afkomstig van Ragheno, Jonckheere of de NMVB-werkplaats Hasselt. Typische kenmerken waren de vlakke neus en twee schuin naar binnen hellende voorruiten.
Vanaf 1957 tot 1963 werden nog eens 656 lijnbussen besteld. Deze hadden dezelfde Brosselonderstellen als de voorgaande reeks, maar hadden een ander model koetswerk. Deze bussen hadden grotere en zijdelings gebogen voorruiten. Voorin was er een hellende vloer, waardoor er maar twee instaptreden meer nodig waren. De bussen hadden 90 tot 95 plaatsen, waarvan 40 tot 44 zitplaatsen. Beide typen lijnbussen zijn te zien op de foto. Naast deze grote bestellingen werden er tussen 1959 en 1963 kleine proefbestellingen geplaatst van diverse interlokale bussen om ervaring op te doen. Zo zijn er bussen besteld met onderstel van Magirus-Deutz en Saviem, zelfdragende Van Hoolbussen met O.M. en FIAT-componenten en complete GMC-bussen.

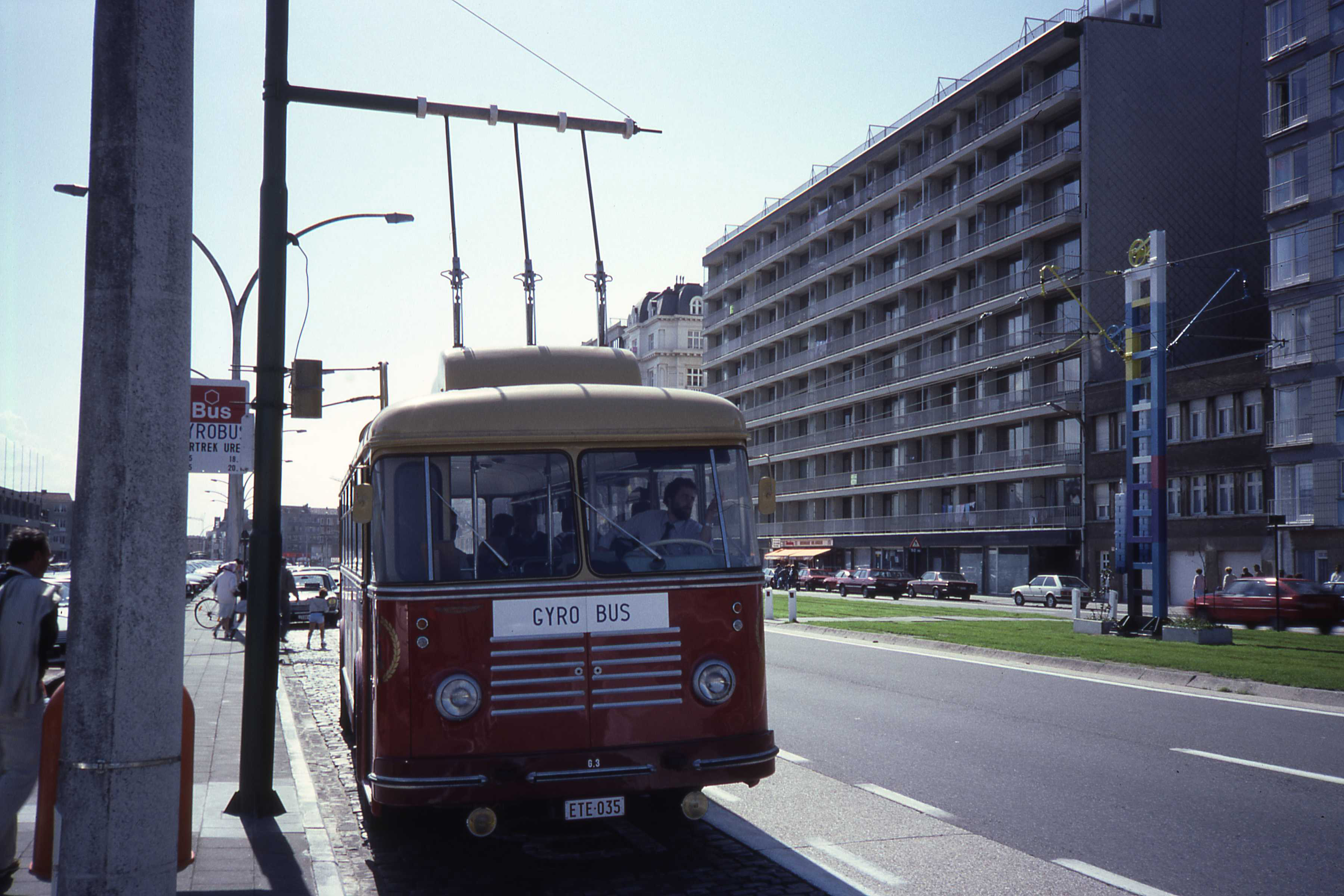
Bij de NMVB hebben drie gyrobussen proefgereden tussen Gent en Merelbeke in de jaren 1956-59. Hier de bewaard gebleven gyrobus G3 bij een oplaadpunt in Oostende, tijdens de viering van het honderdjarig bestaan van de NMVB in 1985

Hoewel de NMVB ervoor gekozen had de trams te vervangen door dieselbussen, worden toch diverse alternatieven geprobeerd. Zo werd in 1956 in Gent een experiment uitgevoerd met gyrobussen. Bij de eindhalte en sommige andere plaatsen (om de 5 à 6 kilometer) konden deze bussen snel hun 1,5 ton zware vliegwiel met energie opladen. Omdat deze bussen, door verkeersopstoppingen, vaak hun voedingspunten niet op tijd konden bereiken, strandden ze. Daarom werd het experiment in 1959 stopgezet.
In 1930 heeft de NMVB twee trolleybussen gekocht, maar zij kon deze niet gebruiken, daar geen toestemming werd verleend om hiervoor bovenleiding aan te leggen. In 1958 werd een proef gehouden op de RELSE-lijn in Luik. De bus werd gebouwd door de NMVB-werkplaats van Hasselt op een A 93 DAR onderstel. Het koetswerk was grotendeels hetzelfde als dat voor een autobus, maar met een versterkt en geïsoleerd dak voor het aanbrengen van de trolleys. In plaats van een dieselmotor werd een elektrische ACEC-motor gemonteerd die de achteras aandreef. De proef op de hellingrijke lijn was succesvol, maar wegens de ondertussen gedaalde brandstofprijs werd de proef niet verder uitgebreid en in 1959 stopgezet.
In 1964 werden twee "elektrobussen" gebouwd. Deze bussen werden aangedreven een elektrische wielmotor ontwikkeld door ACEC. Deze motor was licht en rechtstreeks gemonteerd op de wielnaaf en werd met elektrische stroom gevoed door een dieselmotor met alternator. Dit systeem werd niet verder ontwikkeld voor het openbaar vervoer, maar werd later wel gebruikt bij vrachtauto's en legervoertuigen. Deze hebben tot in 1965 in de buurt van Charleroi gereden.

#### 1964–1991

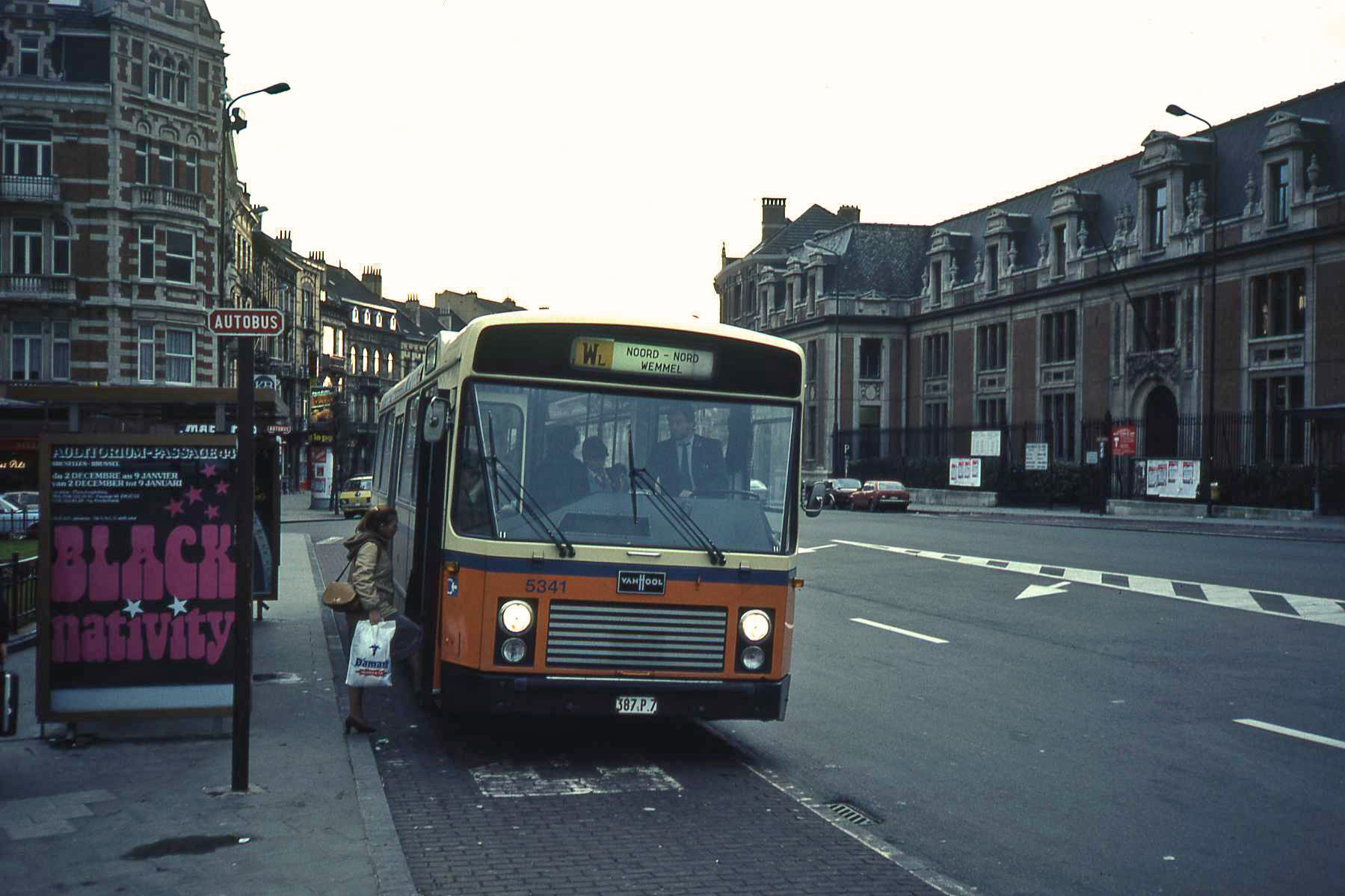
Van Hoolbus van lijn "W" in Brussel

Vanaf 1964 komt er meer verscheidenheid in de busbestellingen. Waar tot nu bijna alle bussen op Brosselonderstellen werden gebouwd, worden nu ook bussen op Van Hool onderstellen geleverd. In de periode 1963 – 1966, werden 475 bussen geleverd. Deze bussen hadden een Van Hool-onderstel (Type ST 4) en een Fiat-motor van 140 pk. Ze wogen slechts 14 ton en hadden plaats voor 85 reizigers met 40 zitplaatsen en 45 staanplaatsen. In 1967 en 1968 kwam een gelijkaardige vervolg serie van iets zwaardere Van Hoolbussen (Type ST 6). Deze 125 bussen boden plaats aan 95 reizigers (zit- en staanplaatsen) en hadden vaste zijramen. De verluchting werd bij warm weer verzorgd door drie hefluiken in het dak.
Na diverse prototypen werden, in de periode 1971-1975, 675 bussen geleverd van een nieuwe type. De bussen hadden een lengte van 11,79 meter en een wielbasis van 5,6 meter, waardoor deze kleinere bussen wendbaarder waren in het verkeer. Deze bussen hadden een dubbele uitstapdeur, 90 cm hoge zijramen, een hertekende stuurpost en een volautomatische versnellingsbak. De eerste 550 bussen hadden een Van Hoolonderstel en een Fiatmotor. De volgende 40 bussen waren gebouwd door "Bus & Car" en een Mercedesmotor. De laatste reeks van 85 bussen had een Van Hoolonderstel en -koetswerk met een DAF-motor. De laatste twee reeksen bussen waren uitgerust met krachtige 11 litermotoren.
Bussen hebben een gemiddelde economische leeftijd van 15 jaar, waarna ze vervangen worden. Dit in tegenstelling van trammaterieel dat middels regelmatige verbouwingen een zeer hoge leeftijd kan bereiken. Door de groei van het busnet en de noodzaak om oude bussen te vervangen, werden doorlopend nieuwe busreeksen besteld bij vele leveranciers, met kleine verbeteringen. Om het artikel overzichtelijk te houden worden vanaf deze periode alleen de belangrijkste verbeteringen opgesomd. Het jaartal is dat van de introductie.
- 1972: Introductie servostuur
- 1974: Semipneumatische ophanging in plaats van bladveren en hydraulische dempers
- 1974: Volledig pneumatische ophanging
- 1973/1974: Levering stadsbussen van 9,98 m lengte
- 1974: Dubbele in- en uitstapdeuren
- 1975: Verlaagde instapzone en trede achter de bestuurder.
- 1975: Volvoturbomotor voor hellingrijke lijnen.
- 1975: DAF-motor van 205 pk (beperkt tot 180 pk). Tegen 1984 was meer dan de helft van het wagenpark hiermee uitgerust.
- 1975: Nieuwe elektronisch gestuurde Voithgangwissel uitgerust met een hydraulische vertrager. Hiermee kan bij het remmen de remenergie, tot ongeveer 15 km/h afgevoerd worden naar de koelwaterkring.
- 1977: Onderstel met een vlakke en lage vloer. De opstaphoogte is 585 mm en de uitstaphoogte is 615 mm
- 1977: Drukknoppen voor deuropeningen en gevoelige treden om te vermijden dat reizigers klem geraken met het sluiten van de deuren.

Voor lijnen waar een grote bus nodig was werden vanaf 1981 gelede bussen besteld. Een tweede reeks kwam in 1985. De bestuurder beschikte over een gesloten televisie circuit om alle deuren in de gaten te houden. Ondanks de lengte van 17,35 meter hebben deze bussen bijna dezelfde draaicirkel als de normale bussen. Voor de stadsdiensten in de nauwe straten werden kleine citybussen ingezet.

### Museumtrams
Museumtrams van de vroegere NMVB zijn onder andere te vinden in de trammusea te Antwerpen, Luik en Woluwe (Brussel). Op de museumbuurtspoorlijnen van de TTA tussen Erezée en Dochamps en van de ASVi tussen Thuin en Lobbes zijn rijvaardig gerestaureerde buurtspoortrams in actie te bewonderen. In Thuin is bovendien een fraai trammuseum ingericht. Museumtrams van de Kusttram worden regelmatig ingezet op de kustlijn. Spoorauto's worden nog steeds gebruikt bij de Tram van Han waarmee toeristen naar de ingang van de grotten worden vervoerd. Het buurtspoormuseum in Schepdaal was wegens renovatie al 10 jaar gesloten maar is op 1 juli 2009 heropend. Ten slotte beschikt de normaalsporige museumlijn van de CFV3V, "Chemins de fer à vapeur des trois vallées", te Treignes over een normaalsporige stoomtramlocomotief van de NMVB.

## Tarieven en vervoerbewijzen

### Tarieven
Als door de staat opgerichte bedrijf, moesten de tarieven altijd goedgekeurd worden door de staat. Per lijn bestond een officieel tarievenboek met:

- tabellen van afstanden tussen de haltes voor respectievelijk reizigers (en reisgoed) en voor goederen.
- De barema's (tariefschalen) voor biljetten en abonnementen
- De barema's voor het goederenvervoer. Dit was afhankelijk van de snelheid, hele wagenladingen of onvolledige ladingen, open of gesloten wagens.
- Speciale barema's specifiek voor de lijn voor specifieke goederen: stenen, bieten, steenkool etc.

In de begintijd waren er twee basistarieven voor het reizigersverkeer:
- Eerste lijnen in 1885: 8 centiem per kilometer voor eerste klas met een minimum van 20 centiem. 6 centiem per kilometer voor de tweede klas met een minimum van 15 centiem.
- Voor sommige latere lijnen: respectievelijk 7 centiemen en 5 centiemen met dezelfde minima.

Er volgden retourtarieven en allerlei kortingtarieven. Na de eerste twee tariefverhogingen in 1919 en 1920 was het basistarief 14 centiemen eerste klas en 10 centiemen tweede klas. Na 1920 kwamen er nog prijsverhogingen en tegen 1937 was de prijs gestegen naar 40 centiemen voor de eerste klas. Naast deze tariefverhogingen werden compenserende nationale maatregelingen genomen zowel bij de buurtspoorwegen als bij de spoorwegen:
- 1922: 50 % reductie kroostrijke gezinnen
- 1924: 50 % reductie burgerlijke oorlogsinvaliden
- 1925: 50 % reductie voor vissers die zich naar hun werk begeven (alleen de kustlijn)
- 1928: abonnementen voor 5 of 10 dagen op de kustlijn, tussen 1 juni en 1 oktober
- 1932: Herinvoering van retourtjes (30 % korting op twee enkeltjes)
- 1936: Biljetten die aansluiting gaven op de Brusselse tramwegen

Na de Tweede Wereldoorlog (1945) werd de eerste klas afgeschaft en werden de tarieven geherstructureerd. De kilometerprijs werd afhankelijk van de afstand en degressief. 0,42 frank per kilometer van 1 km tot 10 km en 0,30 frank boven de 10 km.
Op 1 december 1970 worden de algemene stedelijke abonnementen, MTB (Metro, Tram, Trein, Bus) ingevoerd voor het onbeperkt reizen in de agglomeratie van Brussel op zowel de NMBS, NMVB als de MIVB-netten. Op 1 juli 1976 werden dergelijke MTB abonnementen ingevoerd voor de stedelijke agglomeraties van Antwerpen, Charleroi, Gent en Luik. Bij andere steden met NMVB stadsnetten werden tegelijk stadsnetabonnementen ingevoerd.
Op 14 januari 1985 wordt het sectietarief afgeschaft en de nationale zonetarief ingevoerd. Het land werd daarbij ingedeeld in 39 regio's die overeenstemmen met de 39 belangrijkste centra. Deze regio's (de eerste twee cijfers van de zonecode) werden dan verdeeld in maximaal 99 meestal zeshoekige zones. Er is tariefeenheid per doorlopen zone met één extra tariefeenheid als opstaprecht. Het zonetarief was al als proef ingevoerd in Gent, Charleroi en aan de kustlijn op 1 september 1981. Met het zonetarief werd nationale Z-Kaart ingevoerd (lijkt sterk op de Nederlandse strippenkaart) samen met meerrittenkaarten voor de specifieke stadsnetten. Daarnaast waren meerrittenkaarten voor de voorstadsnetten van de grote steden. Hiermee kon verder gereisd worden in de aangrenzende zones rondom de stedelijke agglomeraties. De buurtspoorwegen waren een magneetkaart aan het ontwikkelen en testen, maar het magneetkaartensysteem is pas ingevoerd na de opsplitsing van de NMVB. De Lijn met de lijnkaart in 1993 voor Vlaanderen en de TEC met de "INTER-kaart" in 1991 voor Wallonië. Zowel bij de TEC als De Lijn zijn er diverse andere vervoerbewijzen op magneetkaarten. De TEC magneetkaarten zijn echter niet geldig bij De Lijn en vice versa. Bovendien zijn de tarieven en tarievenstructuur verschillend, hoewel de basis een zonetariefsysteem blijft.

### Vervoerbewijzen
Op deze meeste lijnen werden biljetten verkocht in de trams door de ontvanger (conducteur) die door de tramrijtuigen liep. Op sommige lijnen werden de biljetten verkocht in de stations langs de lijn. Op deze stations werden soms ook kartonnen Edmondsonkaarten gebruikt. Na de Tweede Wereldoorlog werd bij de nieuwe elektrische trams van de types N, S, PCC en Braine-le-Comte het systeem ingevoerd van achter instappen en betalen bij de ontvanger (die zijn eigen stoel had) om daarna voorin uit te stappen. De werkplaats Eugies paste voor de lijnen rond Bergen (Mons) standaardmotorwagens aan voor dit doorstroomsysteem. Deze wagens waar de balkonschotten uit verwijderd waren en de ontvanger ook een zitplaats had gekregen werden aangeduid als "type Eugies". In de tweede helft van de jaren zestig van de twintigste eeuw werd de eenmansbediening ingevoerd waarbij bij de bestuurder ingestapt en betaald moest worden. Om aan te duiden dat er voorin ingestapt moest worden werd het bord "1 agent" getoond. Dit systeem werd in de rustige uren toegepast, gedurende de piekuren werden de bordjes verhangen en reed er een ontvanger mee.
In de begintijd had zowat elke pachter zijn eigen biljetten, vaak met de namen van alle haltes op de lijn. Vanaf de jaren twintig werden gestandaardiseerde biljetten met sectienummers ingevoerd. Deze biljetten konden dan voor alle lijnen worden gebruikt. Op het biljet stond de prijs, daar omheen vakjes met de sectienummers. Daarnaast nog vakjes om de datum en het uur aan te duiden. Oorspronkelijk werd ook de klasseaanduiding op de biljetten vermeld. Na de Tweede Wereldoorlog werden de sectiebiljetten op een kleiner formaat gedrukt en verdween de aanduiding van de inmiddels afgeschafte eerste en tweede klasse. De ontvanger (conducteur) streepte de betrokken sectienummers door met een onuitwisbaar blauw of rood anilinepotlood. De kleur was afhankelijk van de richting. De verschillende biljetten met verschillende prijzen en kortingen onderscheiden zich door kleuren en kenmerken. Deze biljetten waren verzameld op een overzichtelijk biljettenplank voor de ontvanger.
Na verschillende proeven met diverse apparaten is in 1955 het Zweedse Almextoestel in gebruik genomen als biljetverdeler. De ontvanger kan de ritprijs handmatig instellen samen met de ritgegevens en het apparaat levert een vierkante kassabon af als vervoerbewijs.

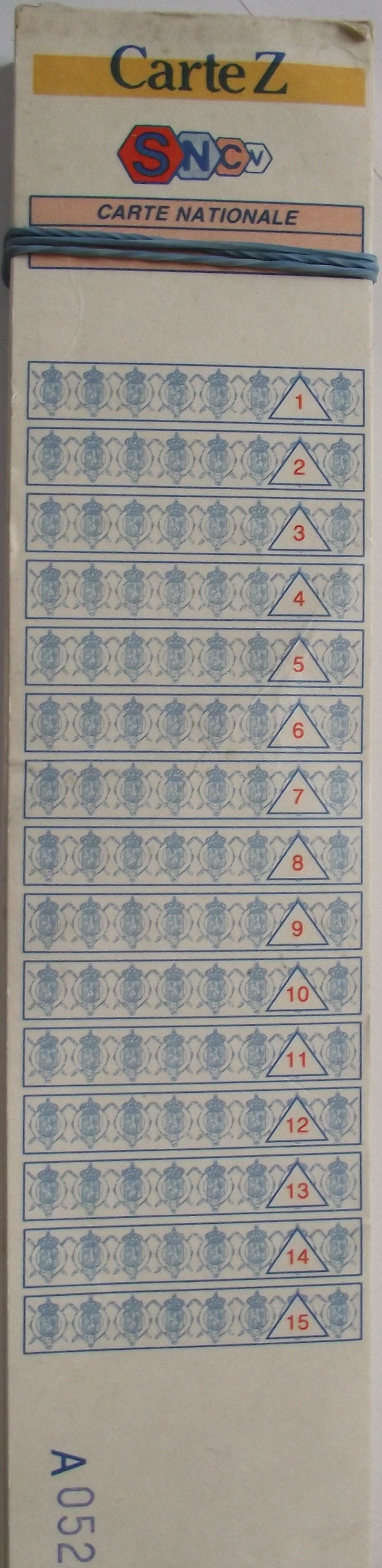
De Z-kaart (Franstalige SNCV versie)
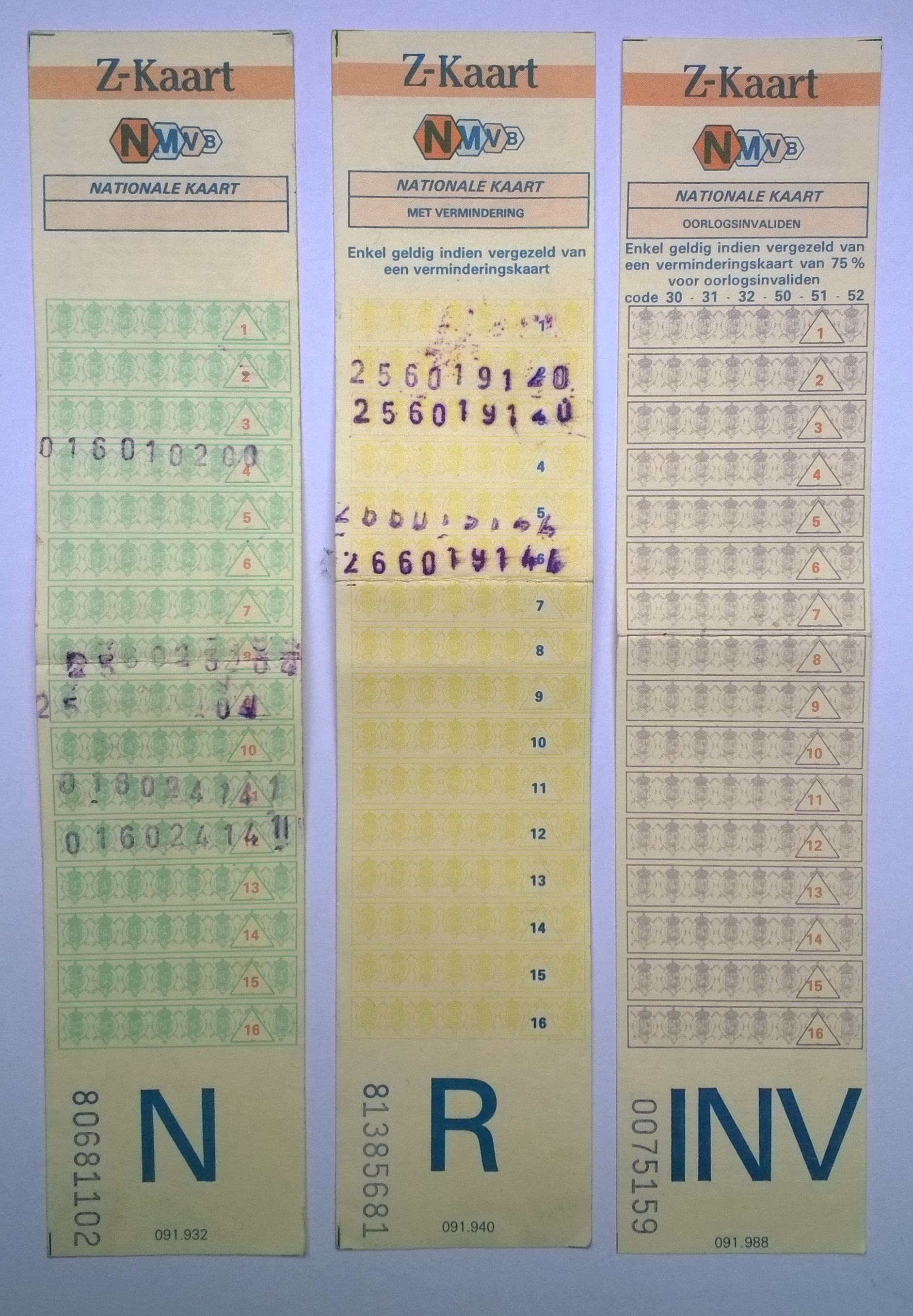
Z-kaart normaal tarief, met vermindering en voor oorlogsinvaliden
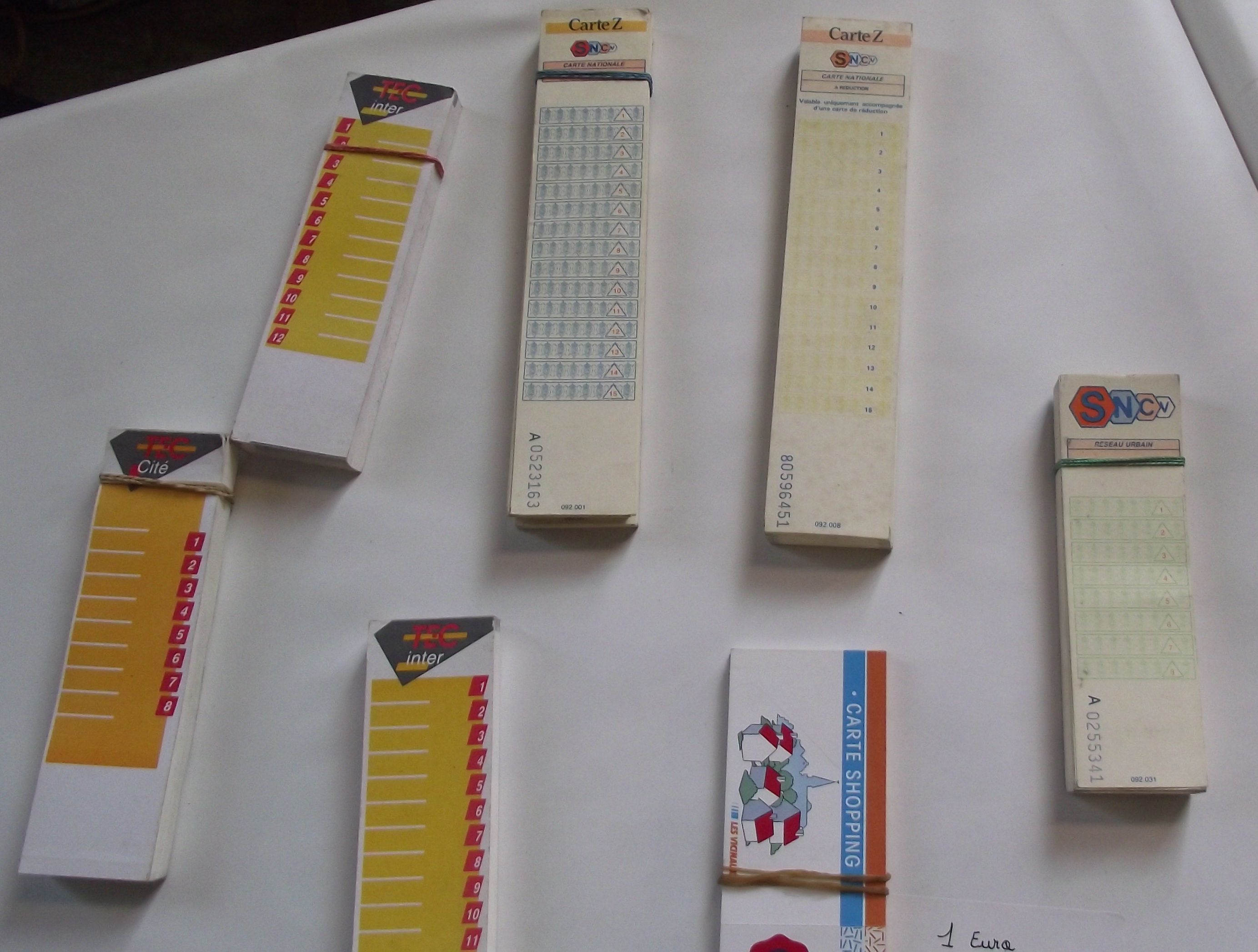
Zowel NMVB als TEC kaarten tijdens overgang in 1991
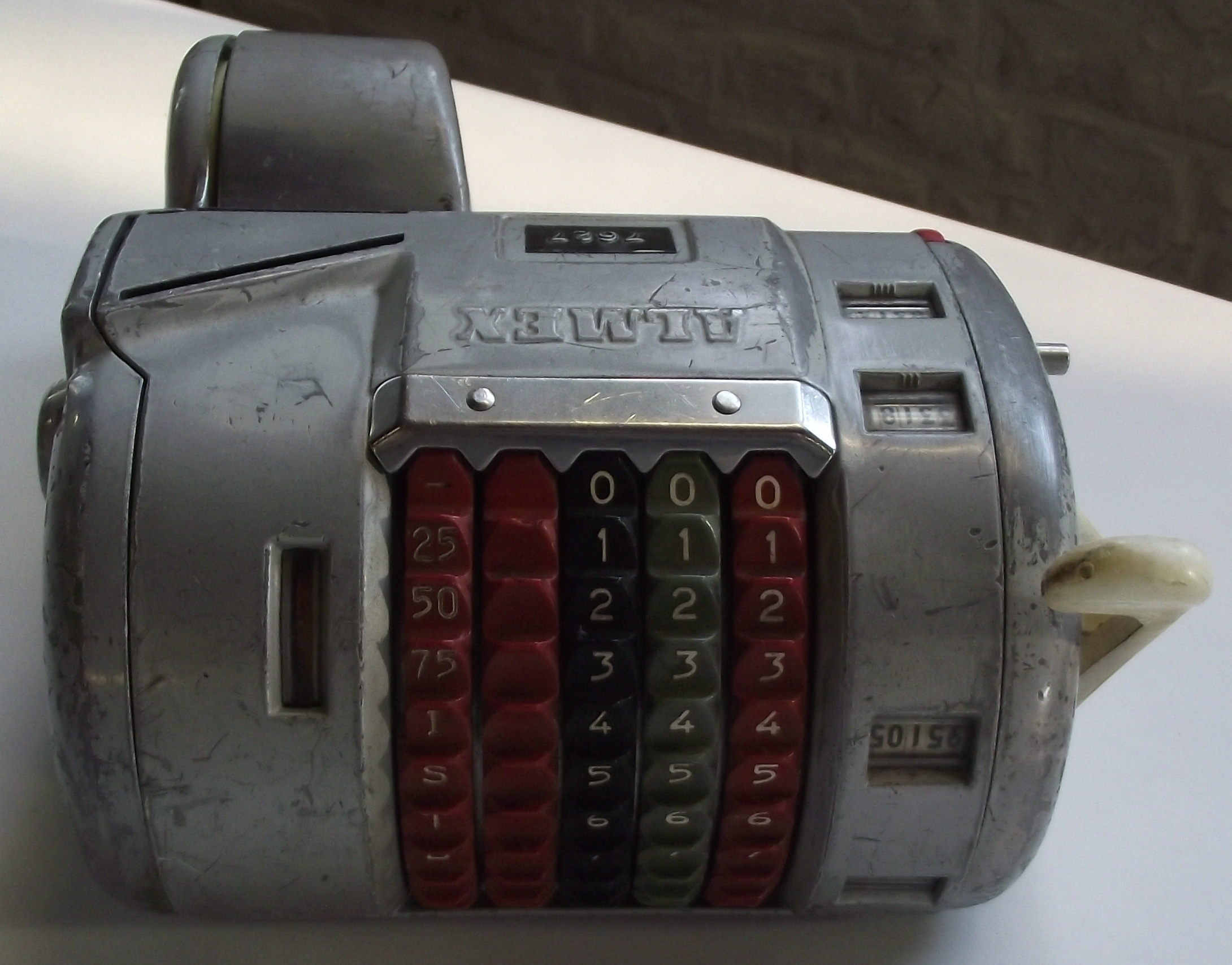
Almex biljetverdeler die kassabons aanmaakt als vervoerbewijs

## NMVB per provincie
- Voor de provincie West-Vlaanderen zie: Buurtspoorwegen van de provincie West-Vlaanderen
- Voor de provincie Oost-Vlaanderen zie: Buurtspoorwegen van de provincie Oost-Vlaanderen
- Voor de provincie Antwerpen zie: Buurtspoorwegen van de provincie Antwerpen
- Voor de provincie Brabant zie: Buurtspoorwegen van de provincie Brabant
- Voor de provincie Limburg zie: Buurtspoorwegen van de provincie Limburg
- Voor de provincie Luik zie: Buurtspoorwegen van de provincie Luik
- Voor de provincie Namen zie: Buurtspoorwegen van de provincie Namen
- Voor de provincie Luxemburg zie: Buurtspoorwegen van de provincie Luxemburg
- Voor de provincie Henegouwen zie: Buurtspoorwegen van de provincie Henegouwen

## Buurtspoorwegen in Belgisch Congo
De kennis en ervaring in de exploitatie van buurtspoorwegen werd toegepast in de Belgische kolonie van Congo. Er zijn twee buurtspoorlijnnetten van 600 mm spoorwijdte aangelegd:
- Chemin de fer du Mayombe: Boma – Tshela (opgeheven).
- Chemins de fer des Uele: In het noordoosten van Congo vertrekkende van de rivierhaven Bumba naar Isiro en Mungbere (in onbruik).

## Archieven
De archieven van de NMVB maatschappij zijn opgesplitst en het Vlaamse gedeelte, inclusief Waals Brabant, zijn overgegaan naar de Vlaamse maatschappij "De Lijn". De Lijn heeft deze archieven overgedragen aan het Vlatam (Vlaams Tram- en Autobusmuseum). Later is het West-Vlaamse deel van de archieven overgenomen door de provincie West-Vlaanderen. In 2009 werd een door de Vlaamse Overheid gesubsidieerd registratie- en inventarisatieproject van de collectie mobiliteitserfgoed gestart. Deze archieven samen met andere verzamelingen maken deel uit van de Mobiliteitserfgoed Tram en Autobus (META vzw).
Het Waalse gedeelte van het buurtspoorwegarchief is overgegaan naar de individuele regionale bedrijfsonderdelen van de SRWT (Société régionale wallonne du transport). Onbekend is hoeveel van deze archieven bij de SRWT bewaard zijn gebleven; veel van de buurtspoorwegarchiefdocumenten zijn niet gemaakt van zuurvrij papier en verkeren daardoor in slechte staat.

## Kaarten
Bron:

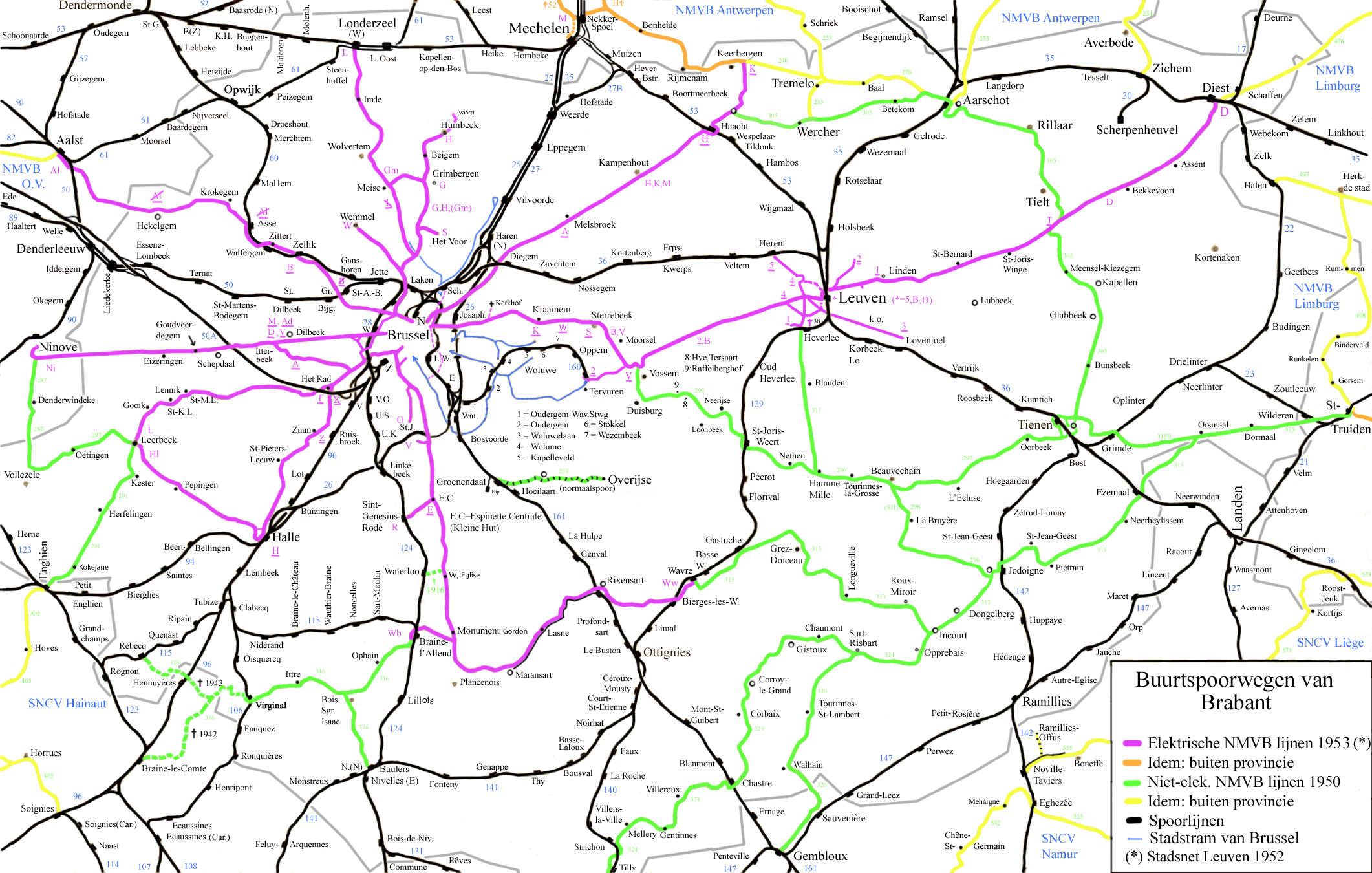
Buurtspoorwegen van de provincie Brabant
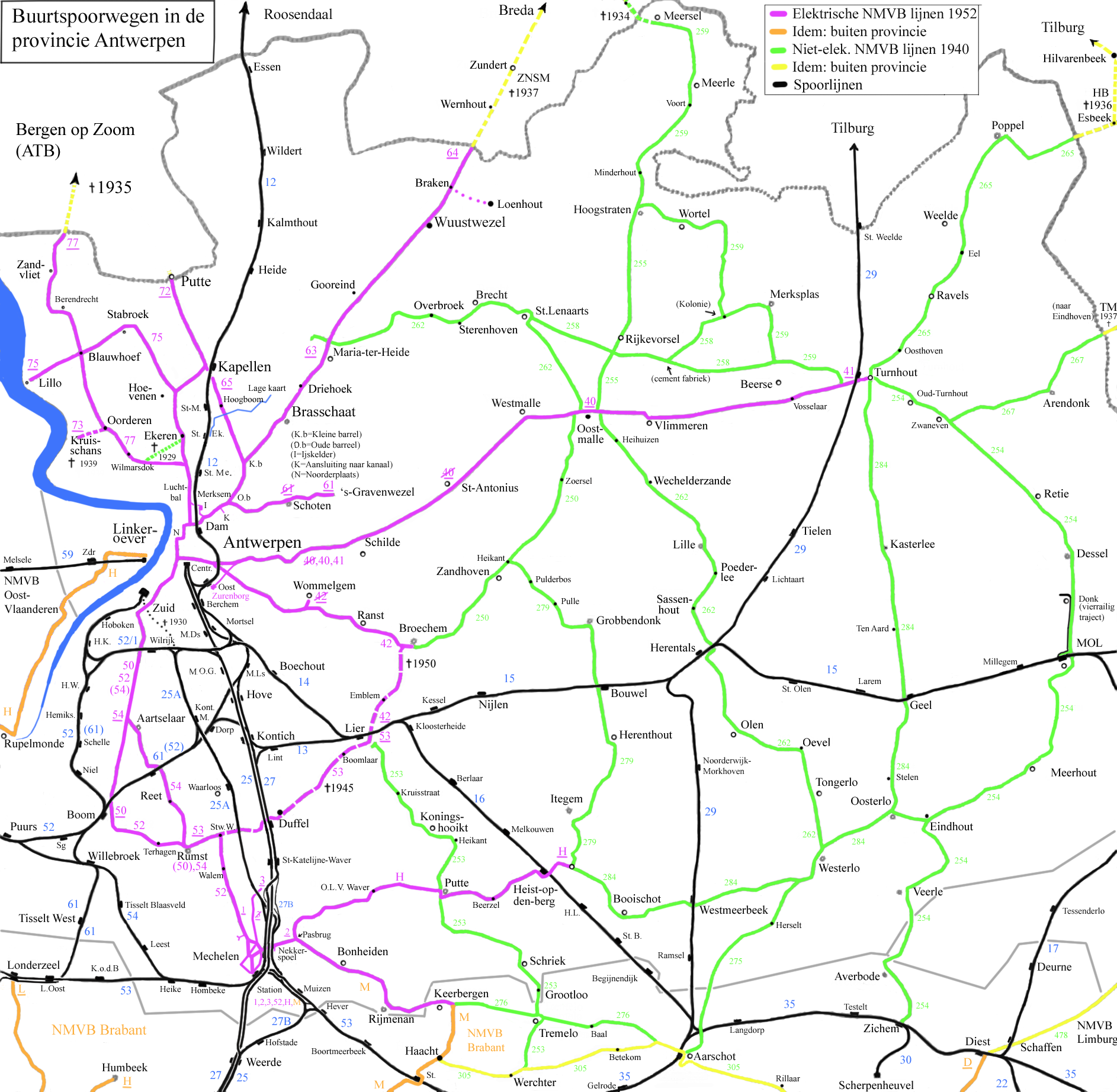
Buurtspoorwegen van de provincie Antwerpen
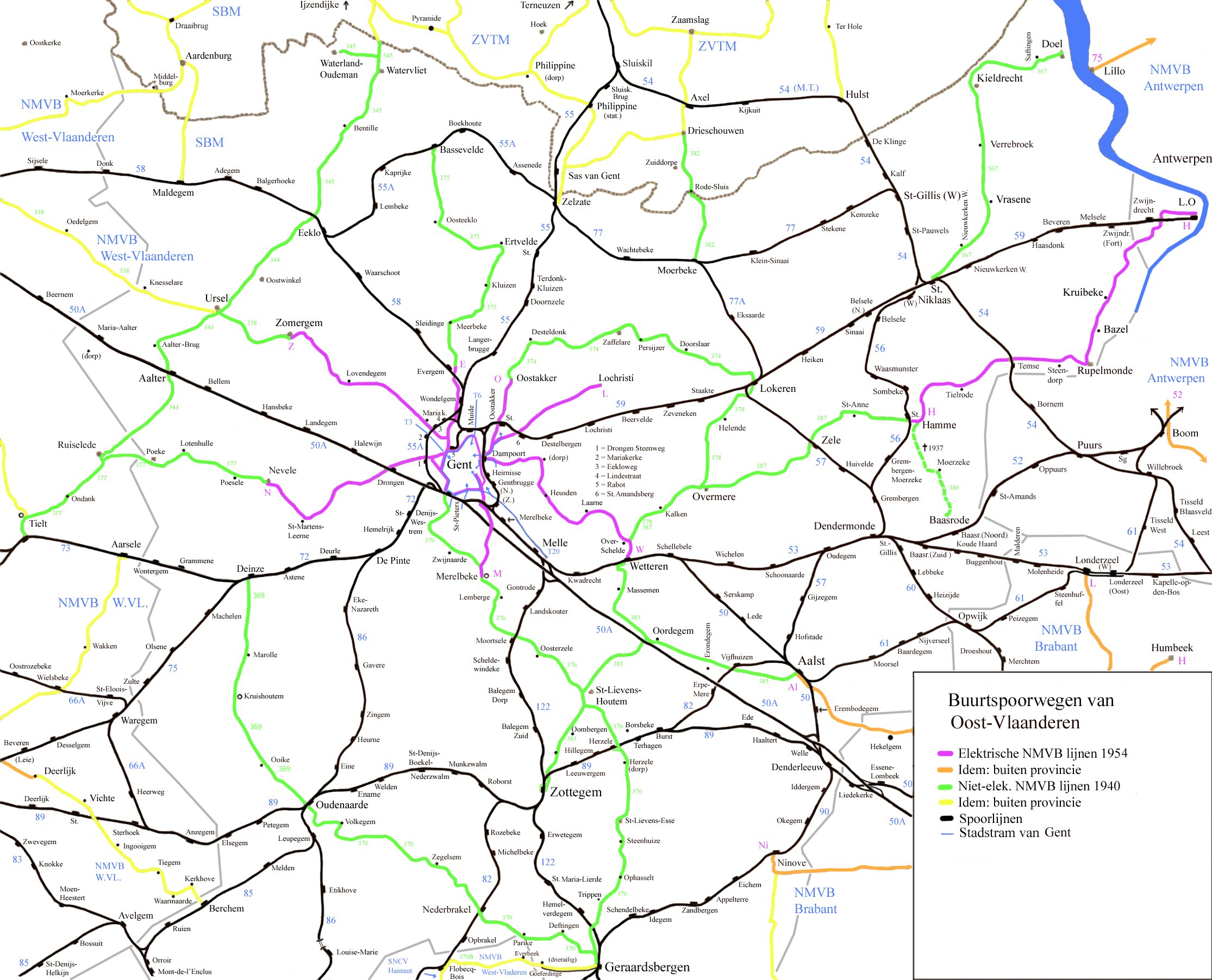
Buurtspoorwegen van de provincie Oost-Vlaanderen
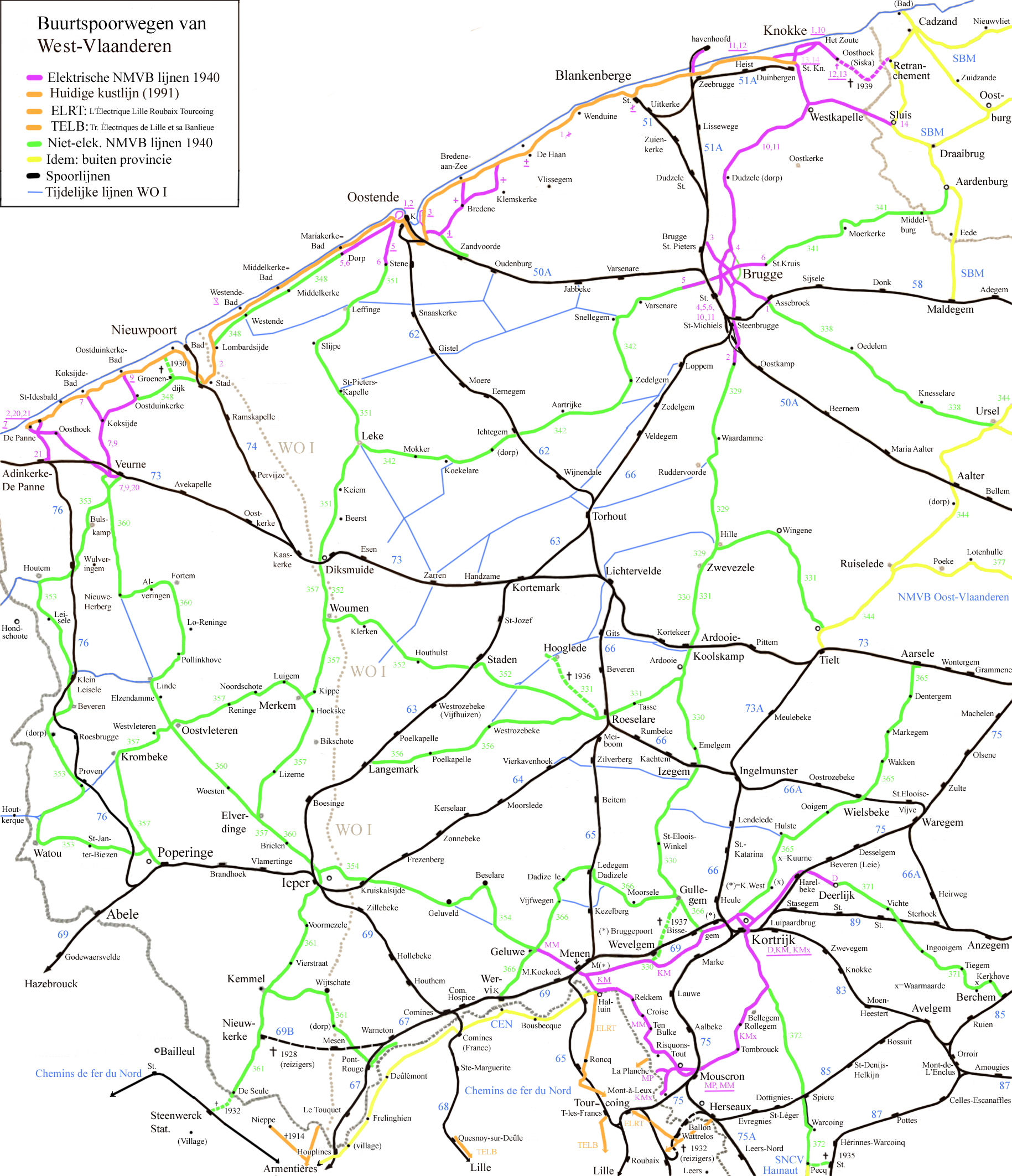
Buurtspoorwegen van de provincie West-Vlaanderen
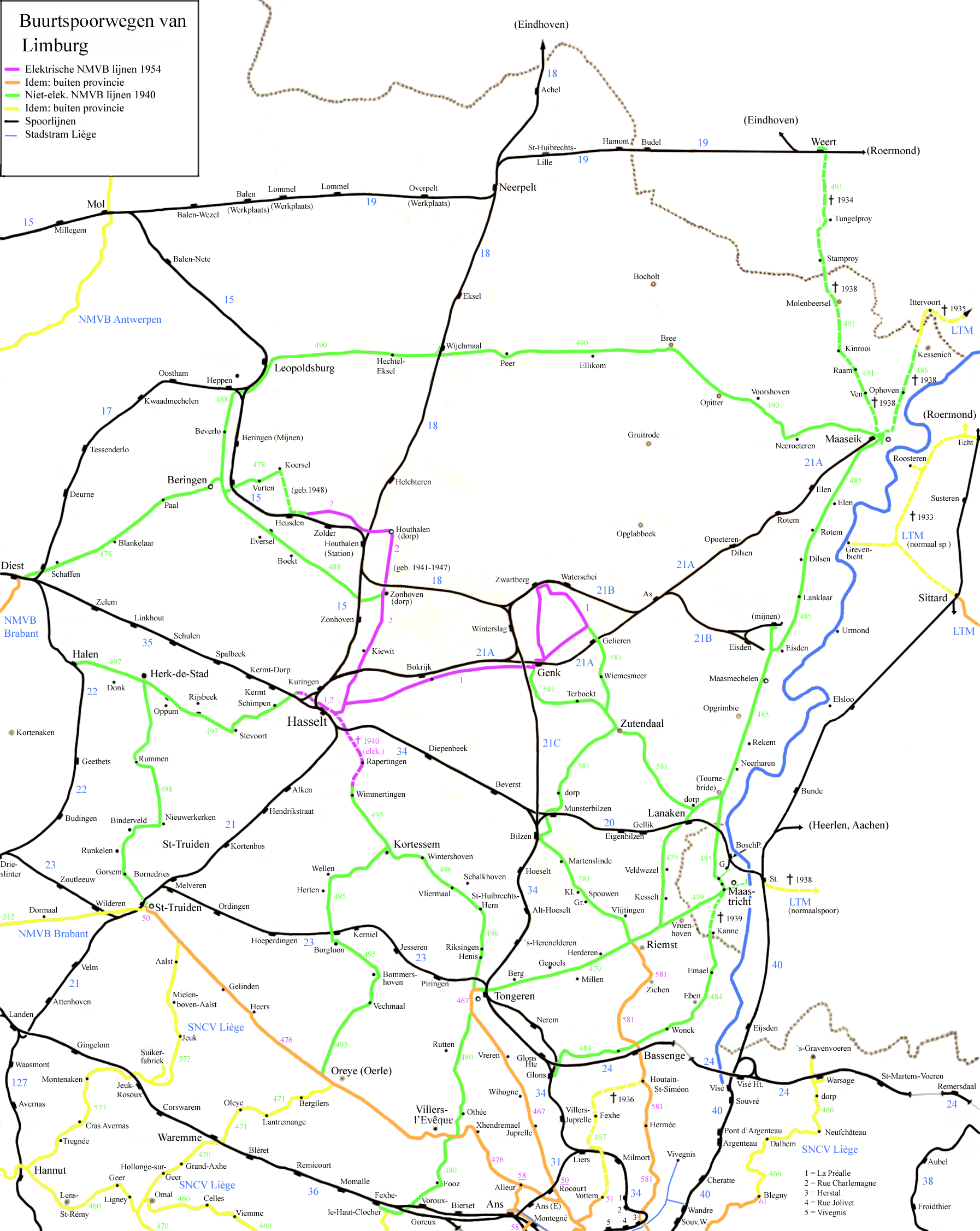
Buurtspoorwegen van de provincie Limburg
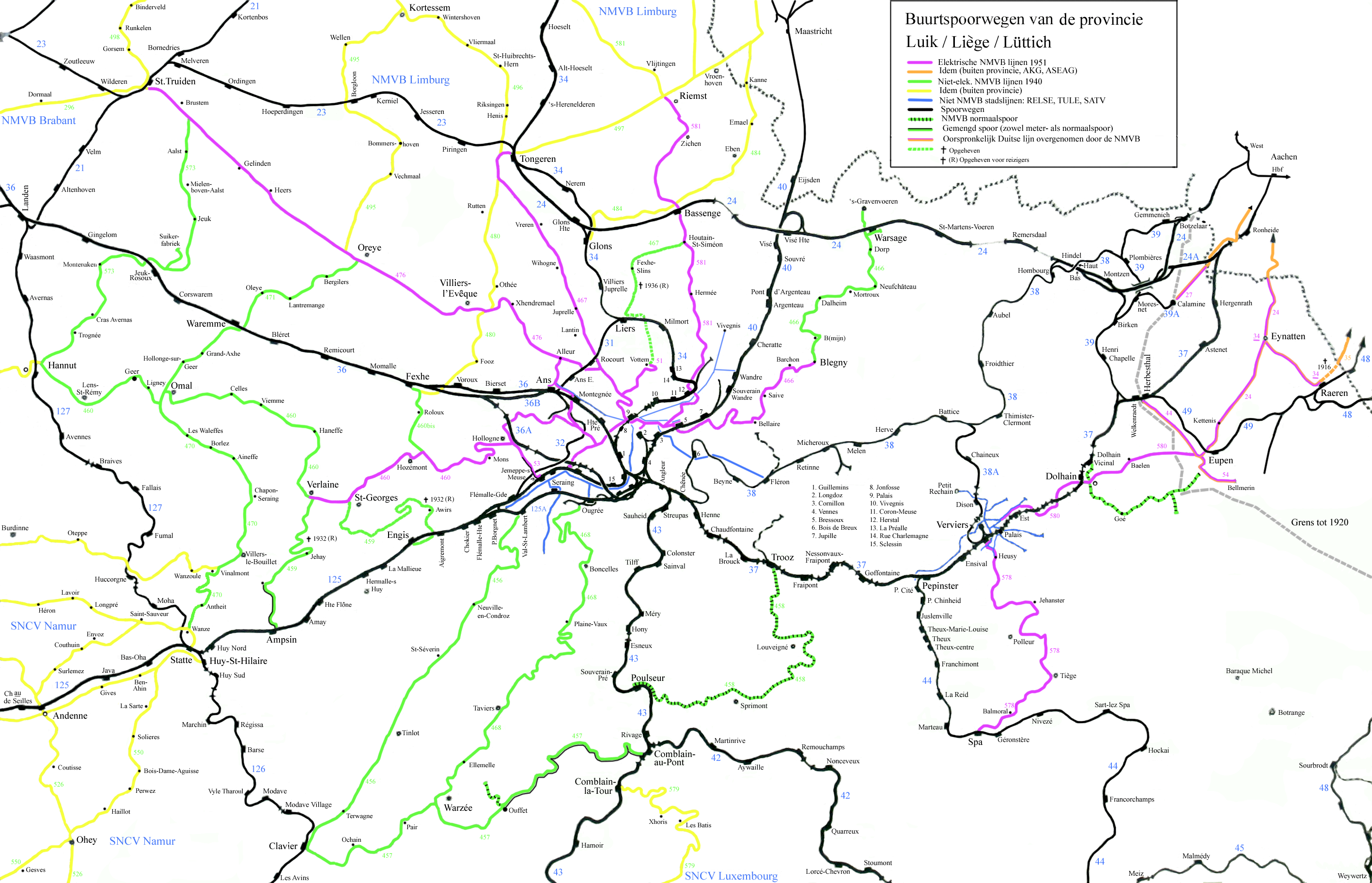
Buurtspoorwegen van de provincie Luik
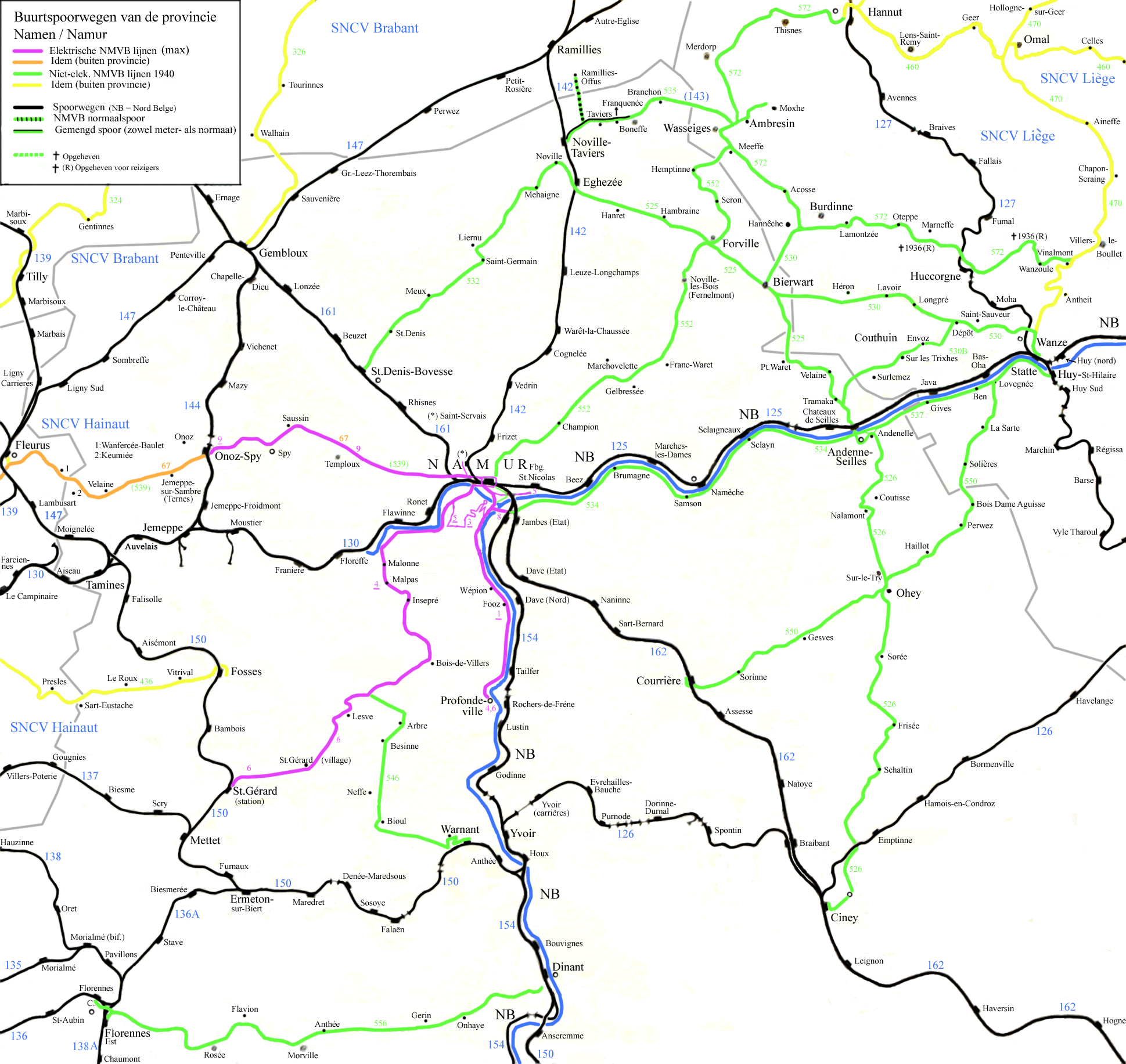
Buurtspoorwegen van de provincie Namen
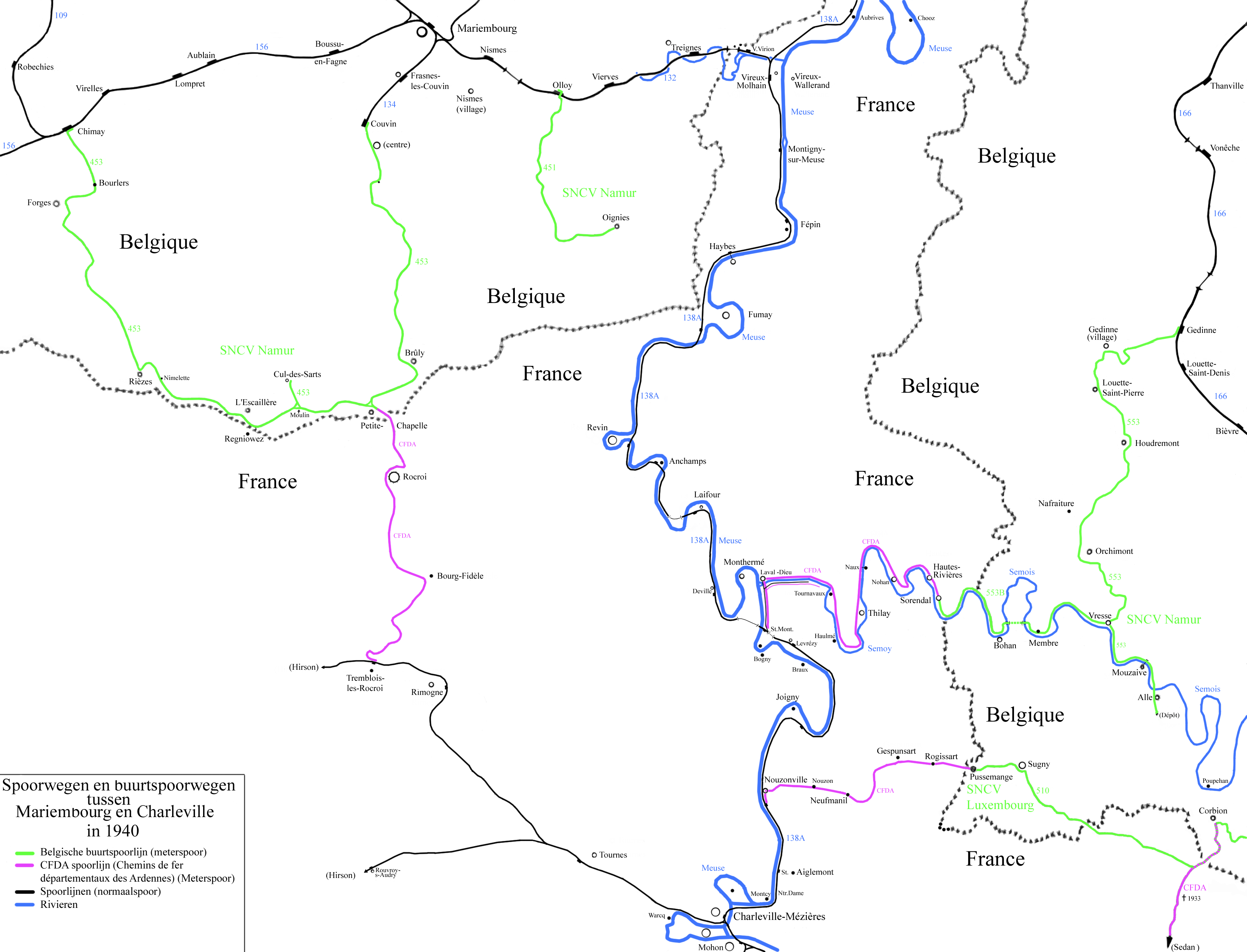
Kaart van het Zuiden van de provincie Namen, Buurtspoorwegen van de provincie Namen
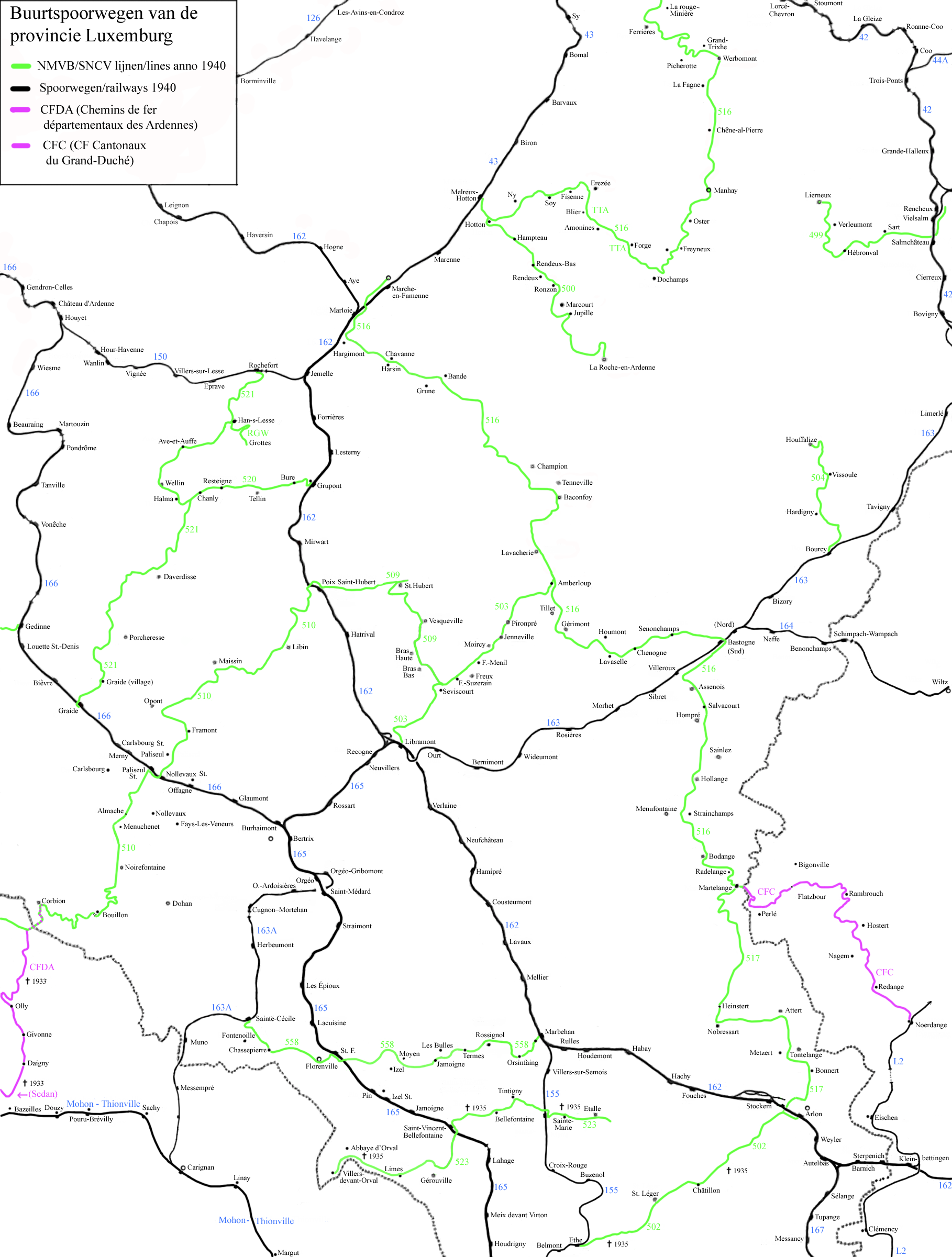
Buurtspoorwegen van de provincie Luxemburg
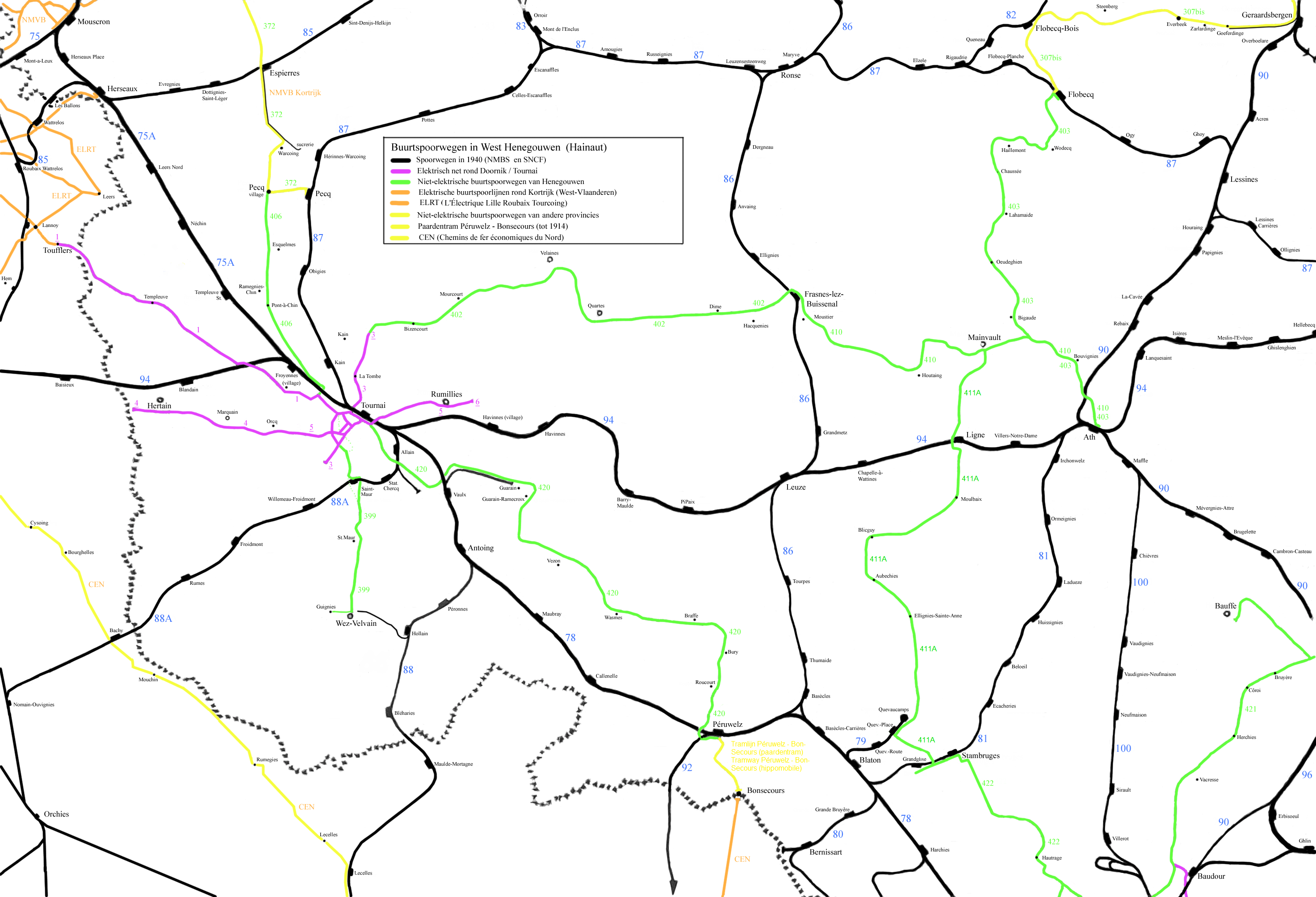
Kaart van het Westen van de provincie Henegouwen, Buurtspoorwegen van Doornik en omstreken
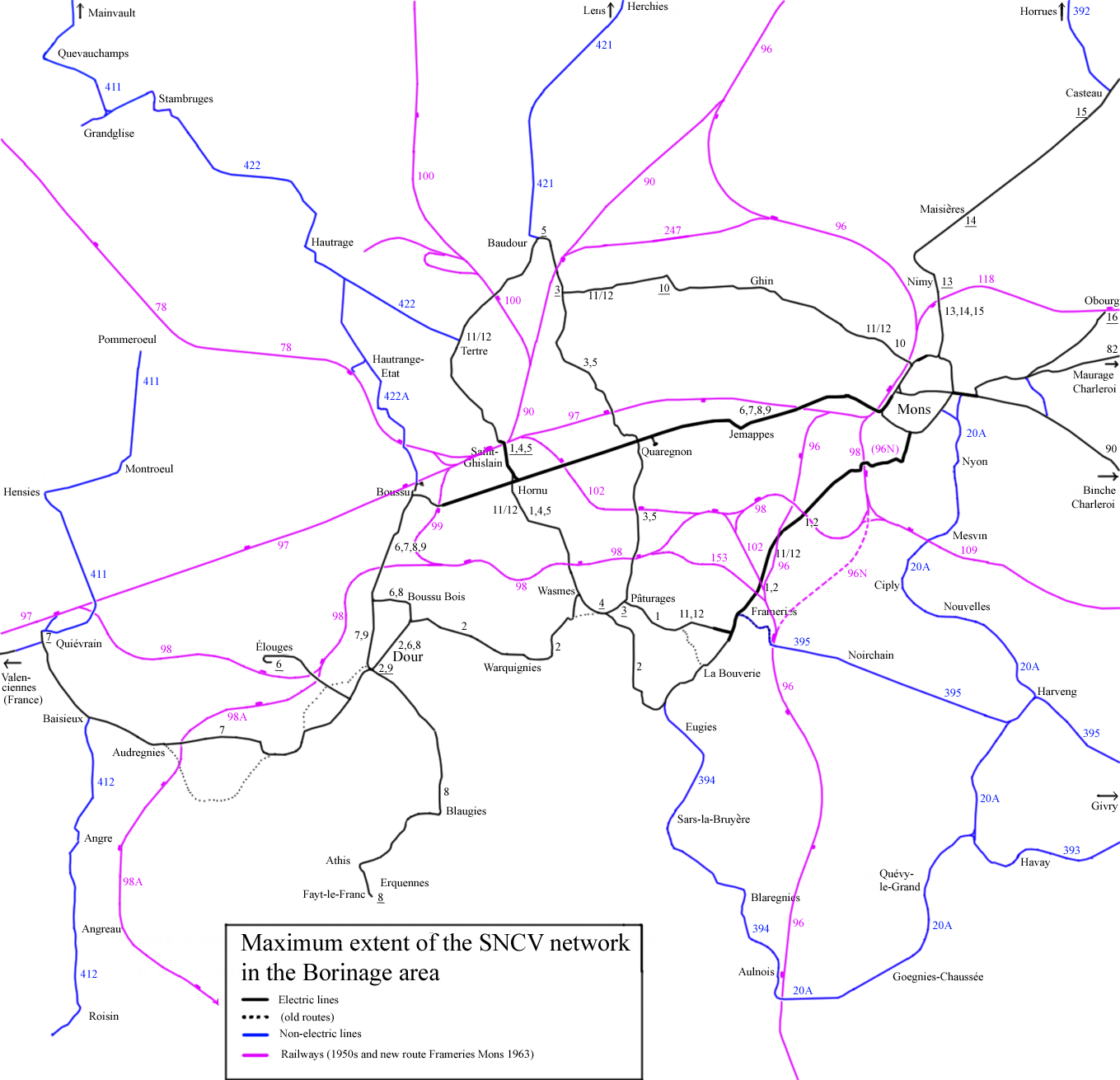
Kaart van de buurtspoorlijnen in de Borinagestreek, Buurtspoorwegen in de Borinage
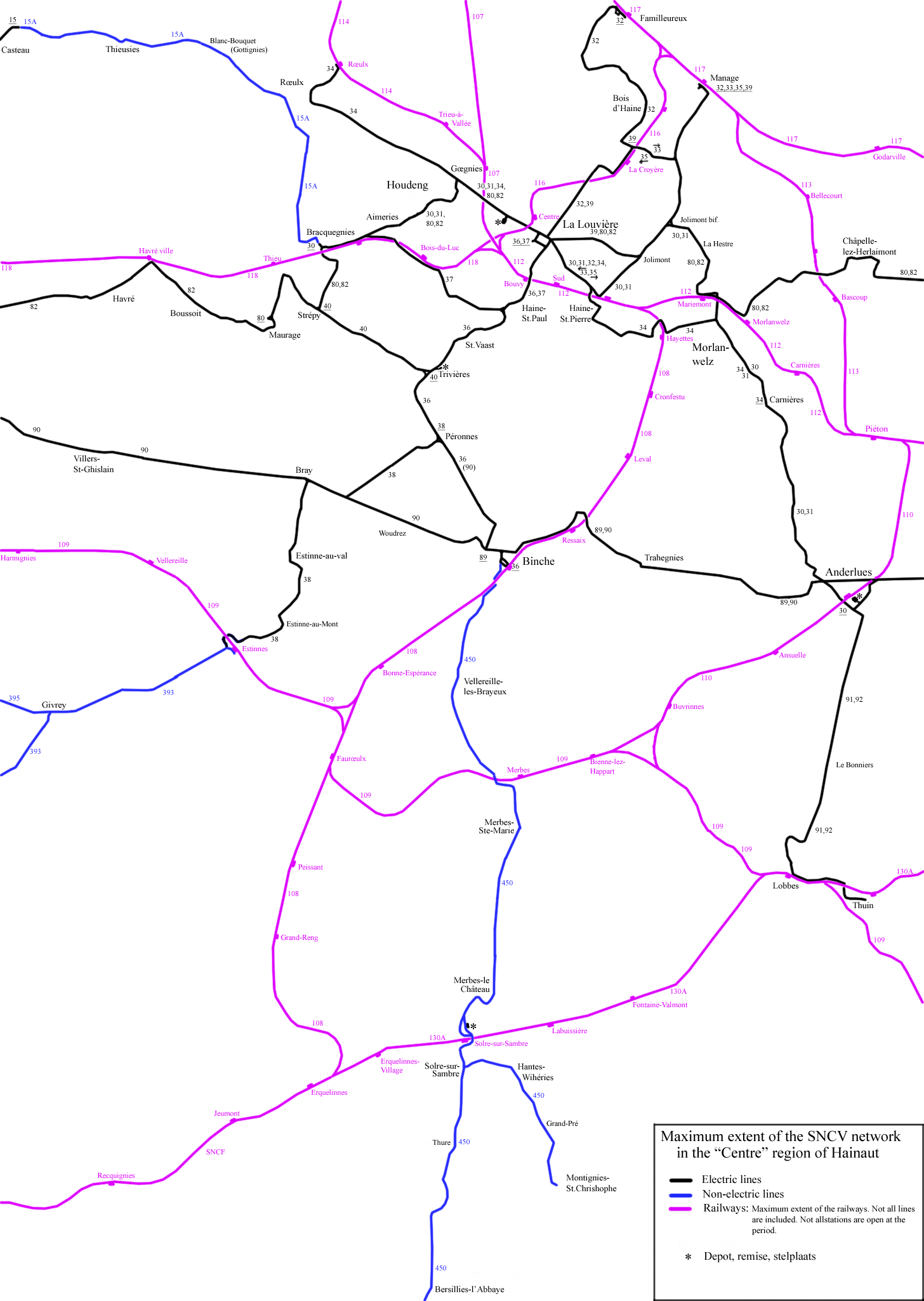
Kaart van de buurtspoorlijnen van de "Centre" groep van Henegouwen, Buurtspoorwegen in de center streek van Henegouwen
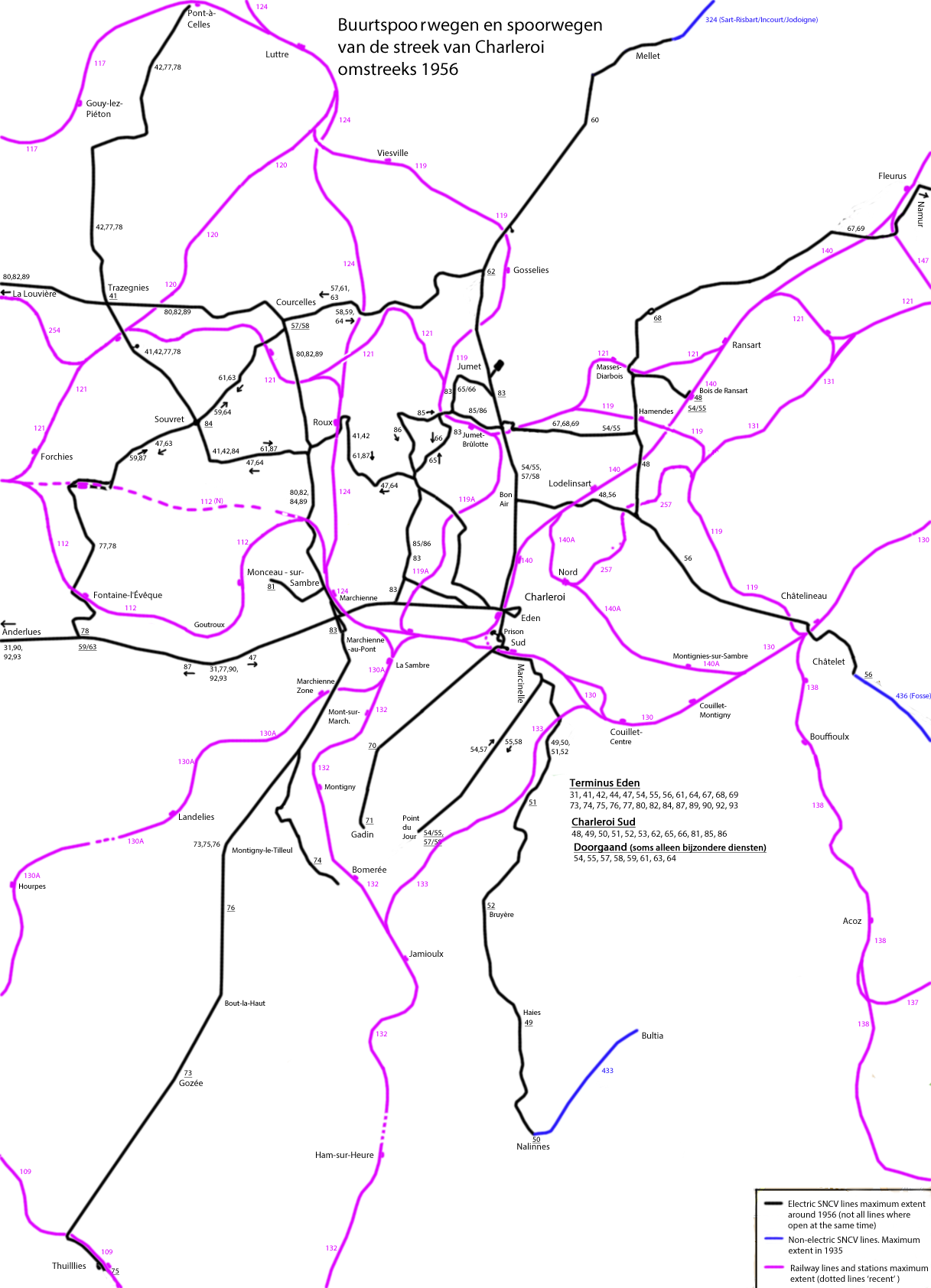
Kaart van de buurtspoorlijnen van de "Charleroi" groep van Henegouwen, Buurtspoorwegen in de regio Charleroi van Henegouwen